# 2019冠狀病毒病香港疫情相關爭議
2019冠狀病毒病香港疫情相關爭議，介紹在2019冠狀病毒病香港疫情中，香港疫情的相關爭議始於2020年1月。
遠因2003年的SARS疫情，近因2019年的逃犯條例修訂草案引發的反修例運動，香港特別行政區政府的作為，令不少市民信心盡失，延續至2020年之後的香港疫情中，對政府的不信任及爭議，部份更明顯是反修例運動的延續。

## 封閉關口的爭議

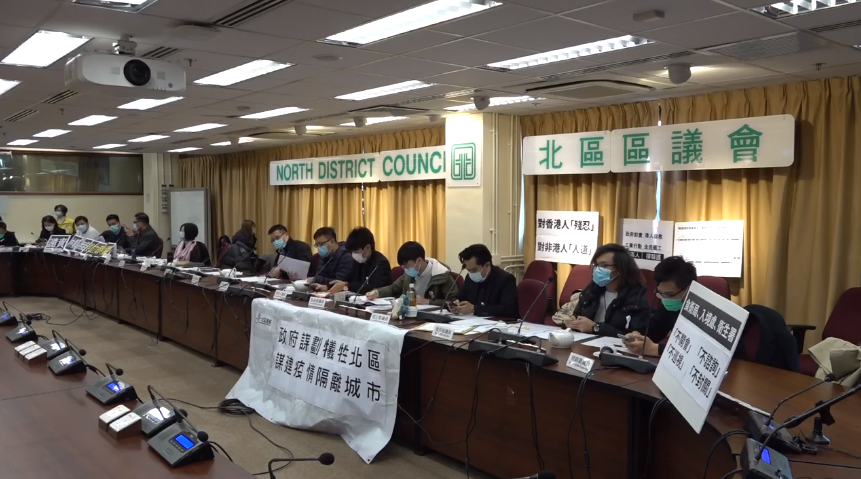
1月28日，北區區議會特別會議討論防疫工作，會議其後一致通過5個臨時動議，包括要求政府安排當區區議員巡視羅湖關口防疫工作、縮短已批出的旅遊證件的逗留期限、促請政府立即封關和確保市面有足夠口罩供應等

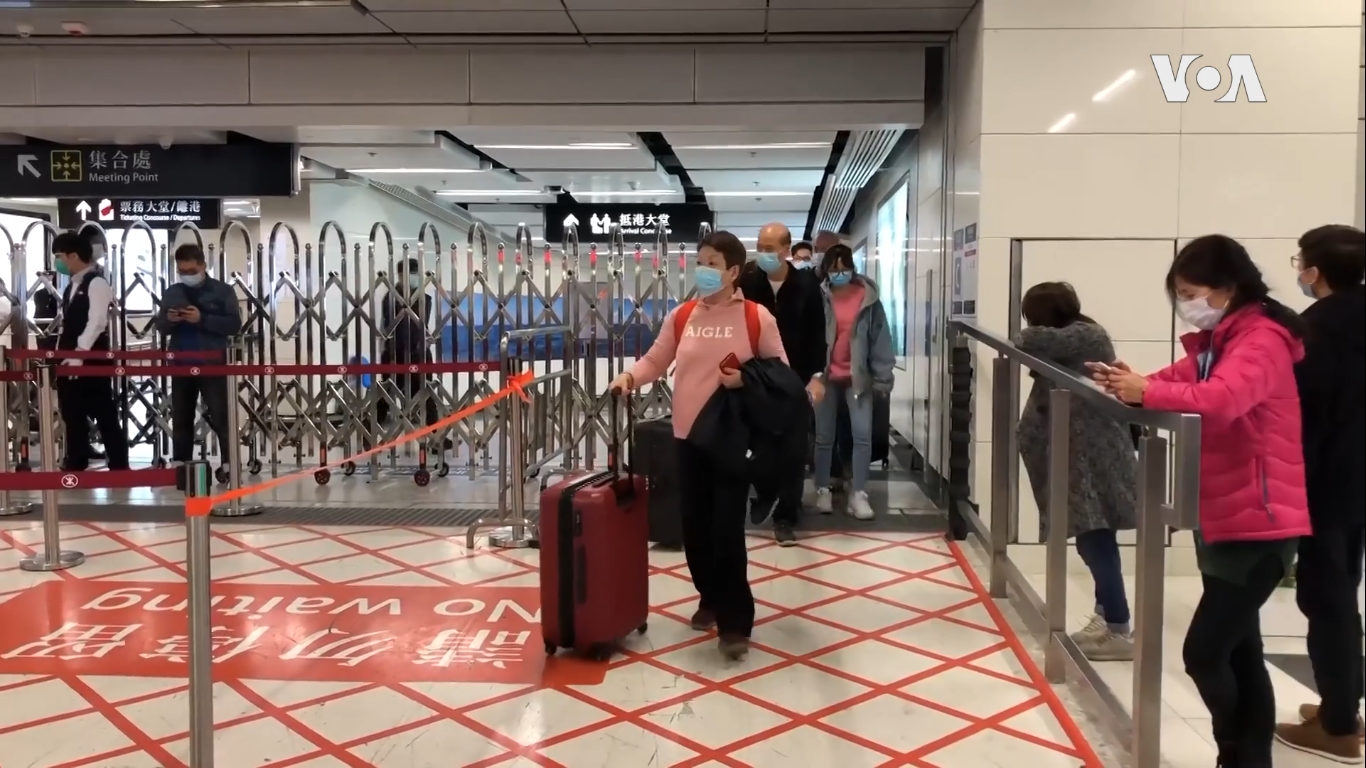
1月29日政府公布封站措施後，港鐵增派保安及職員在高铁西九龙站出入口檢查車票，只有持有效車票的人士才能入站

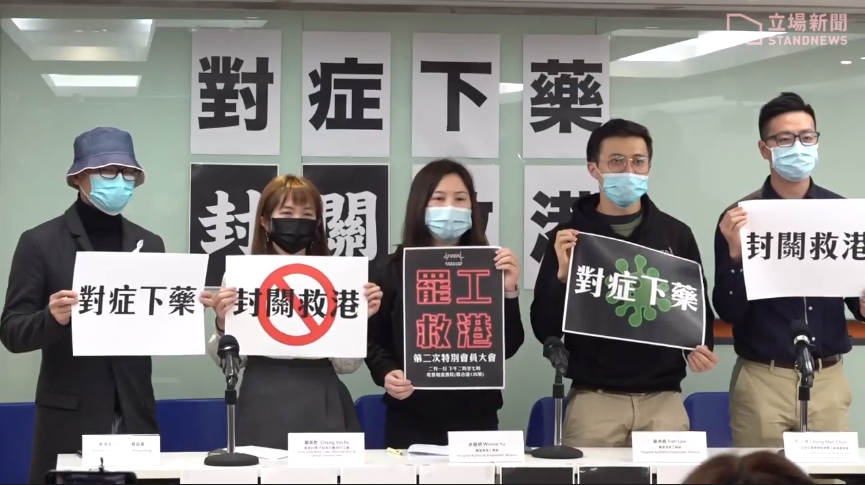
1月31日，新工會「醫管局員工陣線」公布因政府不回應全面封關等訴求下，而發起罷工行動，至今逾6700人簽署宣言，承諾參與罷工行動，其中護士佔70%，醫生佔8%

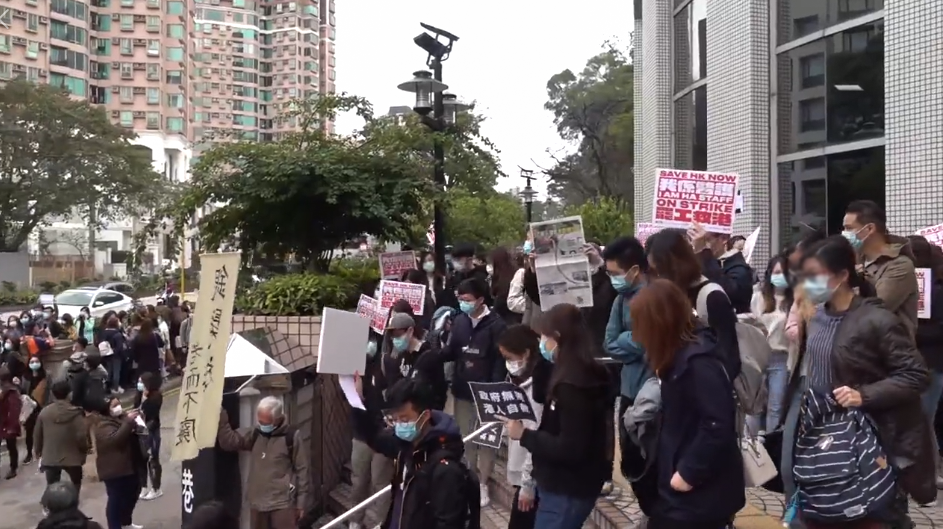
2月3日早上，多個工會到醫管局大樓發起請願活動，有數百名醫護人員及市民聲援

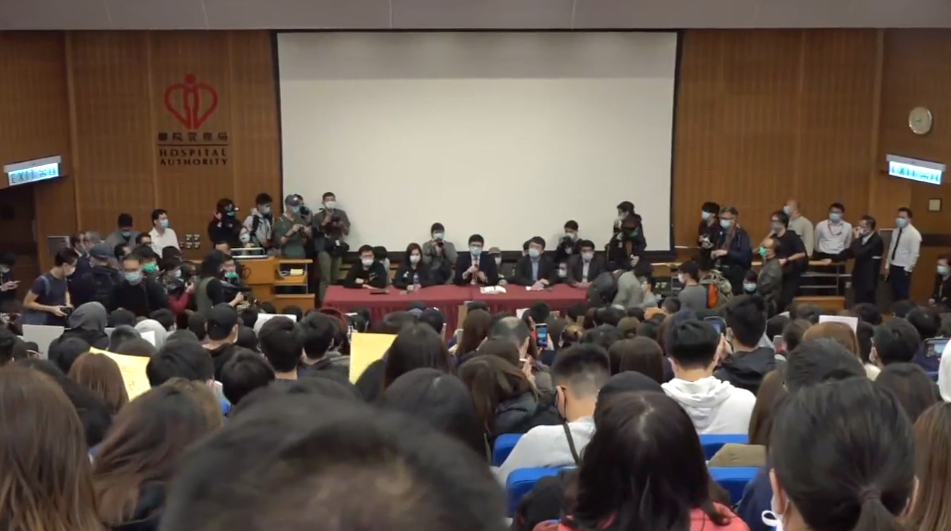
2月3日晚上8時半，醫管局員工陣線與醫管局高層進行公開對話，但舉行20分鐘後不歡而散

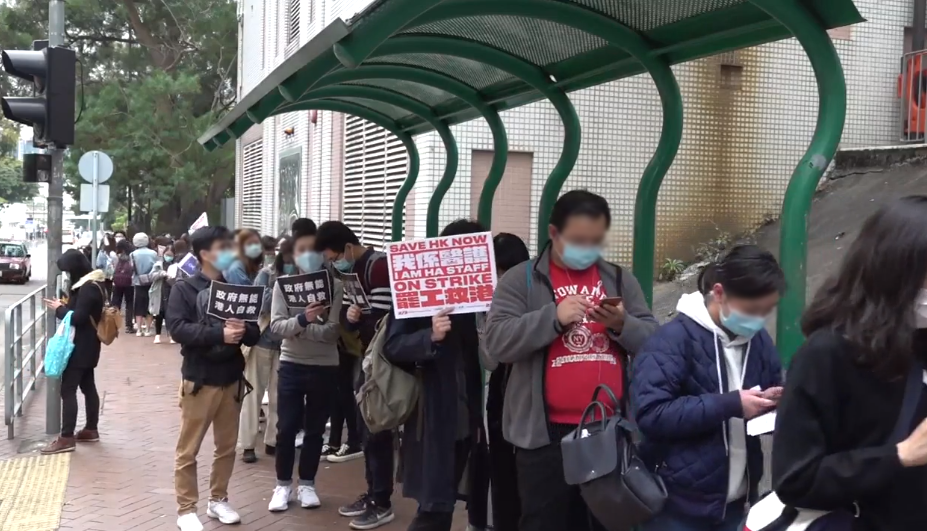
2月4日早上，伊利沙伯醫院外有百多人排隊輪候簽到參與第二天罷工

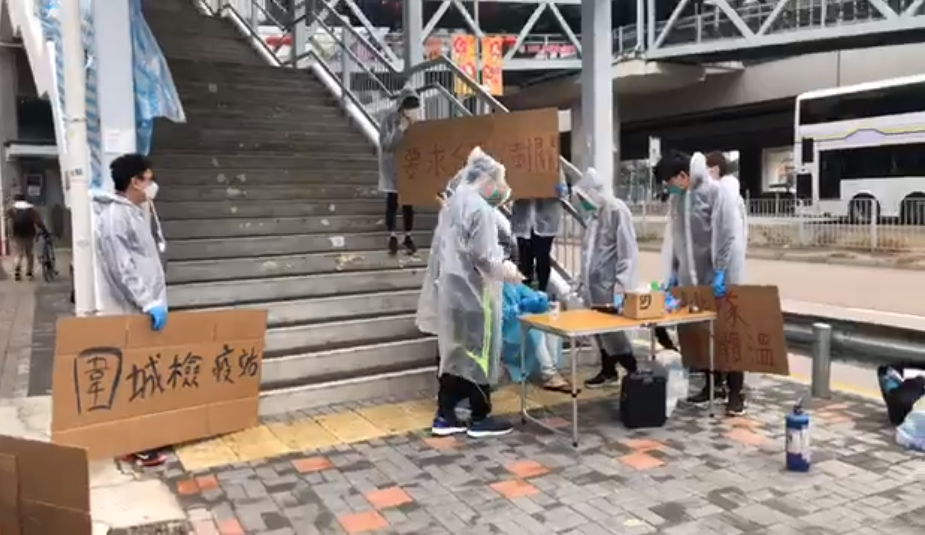
2月4日早上，「天水連線」發起於天水圍站附近自行設「圍城檢疫站」，打算為由深圳灣口岸返港的B2P號巴士的乘客檢測體溫

自疫情爆發以來，政府一直拒絕全面關閉香港與大陸之間海關人流出入境口岸，以堵截輸入源頭，備受坊間多番批評。雖入境香港大陸居民大幅減少，但被質疑是香港抗疫工作的一大漏洞。香港大學感染及傳染病中心總監何栢良多次呼籲封閉來往中國内地的關口，香港大學醫學院院長梁卓偉、香港大學教授袁國勇及香港中文大學教授許樹昌均認為有關建議封關並非正確、可行的策略。行政長官林鄭月娥指有關建議不切實際，她指有關決定涉及政治考慮。
武漢市在1月23日宣佈「封城」後、澳門於同日宣佈發燒人士不得離境，香港政府於1月25日才暫停來往香港和武漢的航班及高鐵。有醫療相關組織表示若1月28日前政府不對中國内地封關，有機會發起罷工等工業行動。而香港立法會財務委員會主席陳健波則認為「中港一家親」，應在疫情很嚴重時再考慮封關。
1月26日，政府宣布27日凌晨起，所有來自或14日內去過湖北的非香港居民一律禁止入境，各口岸自助通道亦對非香港居民關閉，直至另行通知。食物及衞生局局長陳肇始後來指出，政府的所謂「限制湖北省居民及過去14日到過湖北省的人士入境」措施，只是靠旅客自己如實申報。有內地旅客認為，自行申報制度根本不可靠，政府可以接駁12306系統與內地溝通，因為內地實施實名制，入境者有沒有去過湖北是一目了然的。
1月27日，梁卓偉認為政府對於封關問題應多行幾步，擴大封關範圍，防患於未然。同日，香港酒店工會向港府發出「緊急要求」，形容酒店前線職員在疫情下生命受到威脅，要求政府立即禁止所有中國内地境內的人來港。同日，政府沒有答應市民要求封關以減低病毒散播的要求，醫管局質素及安全總監鍾健禮宣佈若個案符合上報要求，為保障公眾健康，讓病人接受隔離，隔離醫療的所有費用一律全免 。
1月27日及28日，明愛醫院急症室男廁、佐敦道一個傷殘人士廁所、深圳灣口岸香港範圍先後有爆炸品爆炸。案發後有人在Telegram一個頻道承認責任，並指目的是迫使醫護罷工和要求政府封關，警方指三個爆炸裝置都有能力引致傷亡。
1月28日，香港中文大學醫學院凌晨發表聲明，要求將限制入境的範圍進擴大至湖北省以外地區，以減低跨境傳播風險。同日上午，民主派再次促請港府封關，胡志偉指健康申報系統無法檢測旅客是否如實申報，若不封關，香港醫療系統會超出負荷。議會陣線朱凱廸認為，醫管局為2019冠狀病毒病病人提供免費醫療本身不是不合理，會誘使內地人來港醫治，令醫療系統崩潰。教協認為政府應馬上封關，暫時禁止內地人士來港。建制派方面，自由黨榮譽主席田北俊指封關雖然會影響經濟，但疫情非常嚴重不得不考慮。實政圓桌田北辰亦表示支持封關。民建聯主席李慧琼指封關是一個阻止疫情爆發必須考慮的措施。而港大感染及傳染病中心總監何栢良再次表示，封關為時未晚，仍有助阻止病毒進一步散播。另外香港旅遊促進會總幹事崔定邦在訪問中提及，若然政府支持封關，社會認為此舉對健康有利，旅遊業界亦會支持封關。
28日下午，政府宣布暫停簽發自由行及在30日凌晨起暫停部分口岸的客運服務（不影響貨運），包括：高鐵西九龍站、紅磡站（直通車）、沙頭角及文錦渡口岸。但最繁忙的羅湖、落馬洲（皇崗）、落馬洲支線（福田）、深圳灣、港珠澳大橋等口岸仍繼續全面開放。有香港立法會議員質疑措施只是「半桶水」，有漏洞而且來得太遲，未能減低社區爆發的風險。因為在暫停簽發自由行簽證前以簽發的自由行簽證或持商務及探親簽證的內地人仍可來港，最繁忙的幾個口岸仍全面開放，航班只減少一半，而且措施並未即晚生效。。時事評論員梁啟智指措施關閉的邊境管制站所處理的內地旅客數目，只佔所有內地旅客數目的11%。港大醫學院微生物學系講座教授袁國勇指出，在農曆新年前已有數以萬計內地旅客來港，亦有大批港人在年初四（1月28日）後由內地返港，政府早已錯過阻止病毒進入香港的「黃金時間」。同日，東區醫院深切治療部有15名護士集體請病假，要求政府「全面封關」對內地實施入境限制。
1月29日，港大微生物學系講座教授袁國勇指出，關閉部分口岸只算是「好開始」，最理想是全面封閉所有關口以阻止疫症蔓延。並形容政府之前的防疫措施自有首宗確診病例後便跟不上。他認為醫護罷工並非「怕死」，只因若不阻止疫症在香港蔓延，醫療系統將無法承擔。港大感染及傳染病中心總監何栢良亦認為，現時有迫切性要盡快全面封關堵截源頭，防止疫情傳入香港。他更建議參考澳門做法，派警方到酒店強制隔離或送走湖北旅客。
1月30日，在立法會衞生事務委員會特別會議上，民主派議員建議政府全面封關。而新民黨主席葉劉淑儀認為，封關的建議不可行，因为“香港會變成孤城”。她建議政府應以大數據追蹤方式，密切關注入境旅客來源地，禁止大規模爆發省市的市民入境香港，而非「一刀切」禁止所有人來港，並提高透明度，令市民更清楚各省市染病人數及情況，避免市民揣測各地情況，引起公眾恐慌。
1月30日凌晨起關閉高鐵西九龍站、沙頭角、文錦渡等6個口岸。根據入境處統計，包括從機場入境的內地遊客，30日有19,555名內地旅客入境香港，較「局部封關」前夕下跌29.6%，比政府預期的「減少75%」跌幅相差甚遠。
1月31日，林鄭月娥拒絕「全面封關」，林鄭稱封關構成「歧視」，又稱世界衛生組織條文提及各國不可採取可能助長歧視的行動。民主派立法會議員批評林鄭的說法是混淆視聽，並指出世衛的條文沒有禁止採取防疫措施，而香港也不是世衛成員國，同時中國國內已對個別省市實施封城，香港跟隨封關也只屬中國內部事務，質疑林鄭是否覺得香港是一個獨立國家，或是林鄭在指責中央政府實施封城是歧視湖北。同日，香港城市大學生物醫學系助理教授阮相宇推算，春節後20萬人由內地返港，將會帶來15.4宗2019冠狀病毒輸入個案，造成45.1宗第二波感染，較差情况或增加逾200人感染，香港可能大規模爆發疫情。同日，成立不足兩月的工會「醫管局員工陣線」公布因政府不答應全面封關等訴求下，而發起罷工。
1月31日凌晨2時，普通科醫生發起聯署，要求隔離湖北旅客或將其引導離境，降低社區爆發風險，同時為醫療界提供合格裝備，令全民有效抗疫。至2月1日下午1時已收到382個實名簽名，當中醫生佔139人，約為整個醫療體系普通科醫生的五分一。
2月1日，醫管局員工陣線舉行會員大會表決「對抗武漢肺炎罷工計劃」議案，以3123票贊成，10票反對，23票棄權獲大比數通過。而截至2月1日晚上8時有約9000人簽署宣言，承諾參與罷工行動。由於林鄭月娥未有應工會要求出席2月2日的會面，工會宣布談判破裂，正式發動於2月3日起一連五日罷工，首日先由非緊急服務人員參與，若醫管局未能於2月3日晚上6時就訴求提出解決方法，將會動員所有會員一連罷工四日。
2月2日，一群專業組織及人士以「專業崩壞，管治失效，港府應『全面封關』暫緩內地人士訪港」為題發起公開聯署信，支持醫護提出的工業行動以促使政府全面封關。聯署發起團體來自不同界別，包括精算、會計、廣告、建築、藝術、航空、教育、金融、資訊科技、設計、保險、運輪、工程、藝術、設計、認證、藥劑、視光、言語治療、物業管理等36個不同界別的組織。
同日下午，港鐵羅湖站發現兩個土製炸彈，其中一個發生爆炸，事件是短期内第四宗炸彈案。事後有人在網上承認責任，並威脅會繼續放炸彈；警方嚴厲譴責極端暴力分子的行為，並形容此等行為已經是向恐怖主義行近一大步，又指如果炸彈在密閉的列車行駛時爆炸，可能會嚴重炸傷許多人。
2月3日，《星島日報》有專欄指，根據入境處數字，自1月30日暫停部分口岸服務後，內地訪客出入境紀錄已下跌至約13,000人，與其他地區的旅客人數相若；反觀港人出入境數字仍然高企；並引述消息指，港府內部研判香港人頻密往返內地才是問題所在，正在研究措施，減少出入境人流，包括限制港人出入境，阻截病毒在兩地之間傳染。
2月3日，政府宣佈2月4日凌晨零時起，關閉羅湖、落馬洲、落馬洲支線、港澳碼頭等口岸。但仍保留香港機場、深圳灣口岸和港珠澳大橋口岸如常開放，而且不會禁止內地旅客來港，林鄭月娥表示對於香港人或內地人入境的限制都是一視同仁，且其表示口岸關閉措施，與醫管局部分員工發起罷工完全沒有關係。針對不全面封關的原因，政府解釋兩地來往有龐大合理需求，例如居深港人在港工作，或居港港人在深工作，或有母親需來往香港照顧港人子女，而仍保留部分口岸可把人流集中在兩個口岸以減少過關人流，同時使上千人手集中在兩個仍開放的口岸，讓醫療監測和健康申報做得更好。根據入境處2月2日之內地訪客入境統計，頭兩位最多內地客入境的口岸分別是香港機場和深圳灣口岸，這兩口岸連同港珠澳大橋口岸共有7,389人內地客入境，佔內地客總數的63%。而且深圳最多確診個案的便是鄰近深圳灣口岸的南山區。另外，中旅巴士宣佈由2月4日起增加來往深圳灣口岸至香港各區的路線，每15至30分鐘一班。
根據入境處資料，2月3日及2月4日的內地訪客入境總數分別是13,461及9,511人次，亦即是2月4日凌晨關閉羅湖等口岸後，內地訪客只減少了29%（3,950人次）。
香港在2月初發生食品及日用品搶購潮，大部分超市的食品、紙巾，甚至是衛生巾等貨架都被搶購一空。學者鍾劍華認為，香港市民對政府信任度低迷是造成搶購潮的成因，加上行政長官林鄭月娥之前不斷稱封關會令香港物資短缺，所以當政府宣布將會關閉多個口岸，及對曾往中國大陸的人士實施強制檢疫措施時，便觸發群眾的恐慌情緒。
2月6日，政府表示封關不代表貨品不准入口，現時食物及其他貨品亦可運往香港。香港大學感染及傳染病中心總監何栢良指政府防疫措施已落後形勢，他建議全面封關三天，其間做好隔離措施。10日有社論指林鄭月娥拒絕全面封關，是因為與構建大灣區所需的內地居民免簽證和專才自出自入、開通更多關口、劃出更多土地實施一地兩檢、令香港海域邊界模糊化等「中門大開」規劃方針背道而馳，拒絕全面封關是執政者心魔所致。
2月11日，林郑月娥在出席行政会议前会见记者，表示自己认为“封关嘅说法已经系无乜意思（再提封关已经无甚意义）”，因为檢疫令實施三日內地訪港人士“大幅減少”，“入境人流已經非常有限”。
2月14日，經深圳灣口岸入境香港的非香港居民在一周間不減反升，非香港居民入境人數較2月8日首天執行強制檢疫增加達1.65倍；根據目前安排，未能提供住址的來港人士將會被安排入住政府免費食宿的檢疫中心，而當中有67%的宿位是被非香港居民佔用。
2月16日，政府宣佈港珠澳大橋免收車輛通行費，直至疫情結束。有傳媒質疑措施會加劇疫情傳播。
2月22日，《蘋果日報》在獨家披露行政長官辦公室提交中央的抗疫報告，林鄭月娥在報告中表示，儘管不少市民被全面「封關」的訴求所「誤導」而形式一定的主流意見，特區政府堅持了不應針對內地旅客的立場，沒有聽從香港市民的主流意見進行全面「封關」，被建制派直斥林鄭月娥「冇得救」及誤導中央。

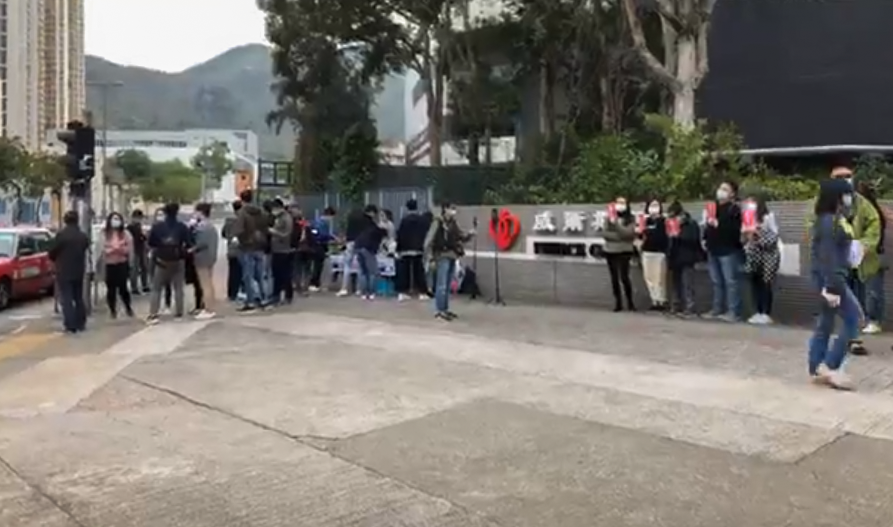
2月3日早上，威爾斯親王醫院已有數十人排隊輪候簽到參與罷工
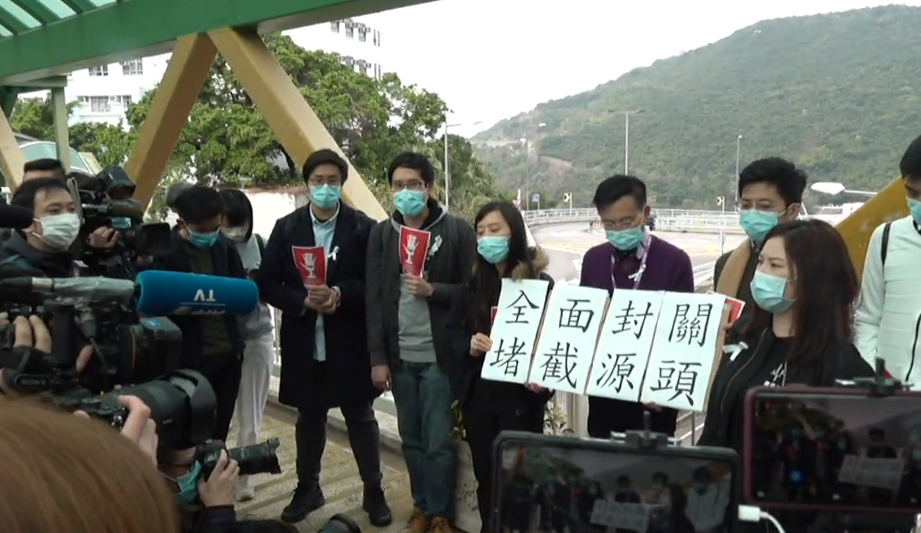
醫管局員工陣線在瑪麗醫院外天橋擺設街站
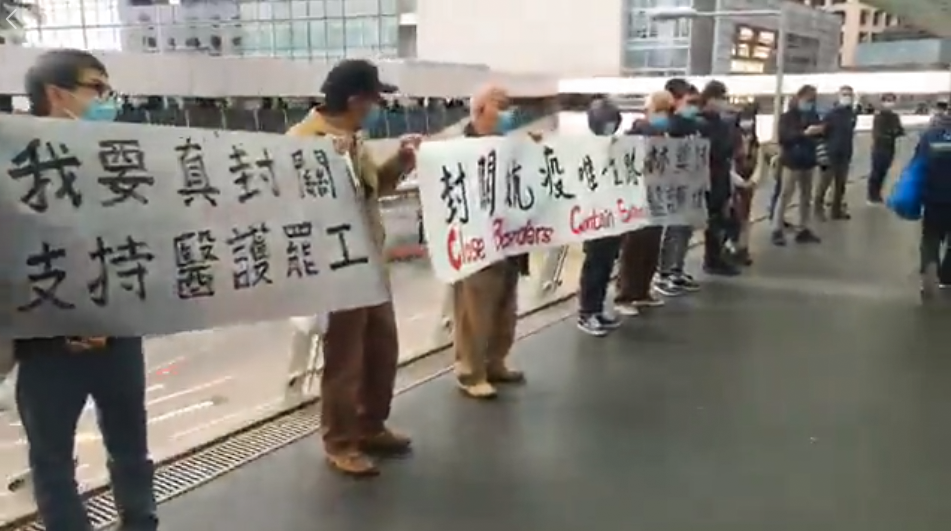
2月3日中環和你Lunch，參加者都戴上口罩，支持醫護罷工和要求政府封關
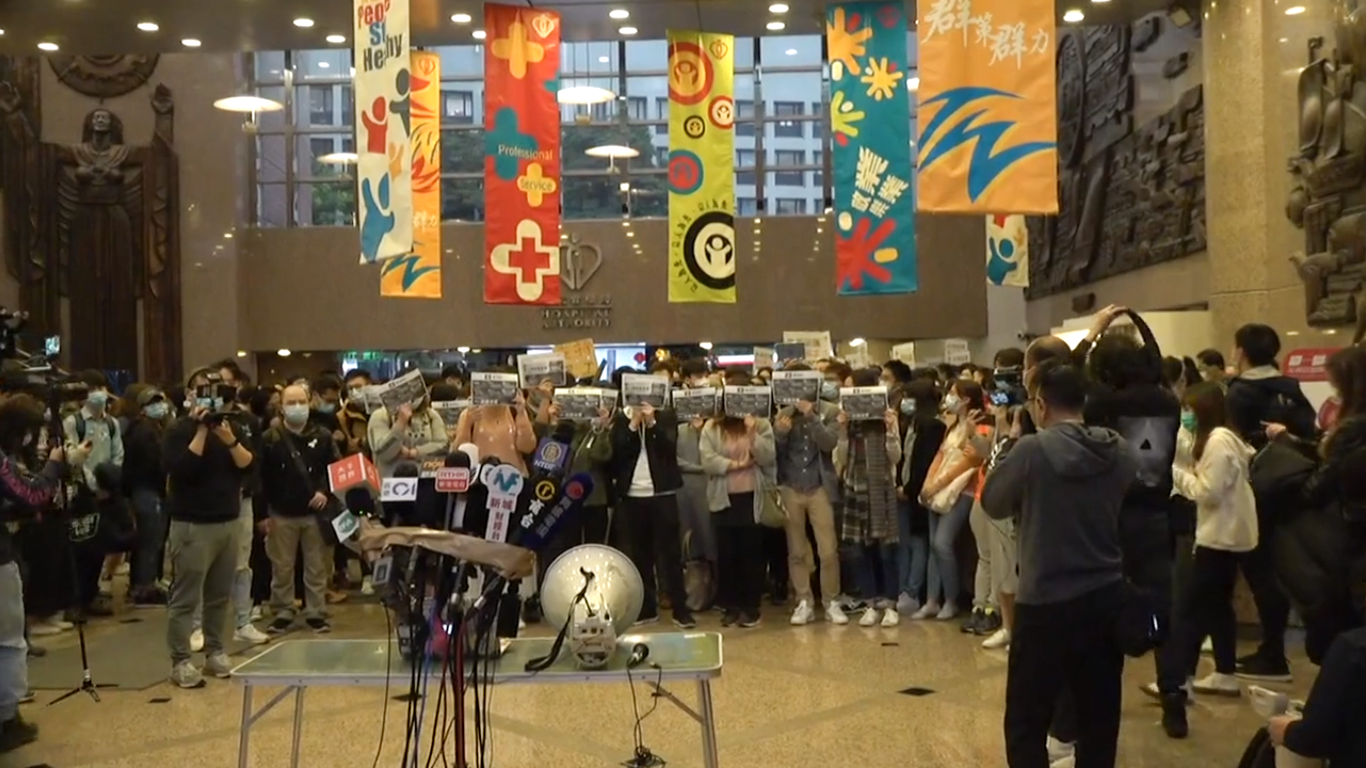
2月3日下午，數百名醫護人員及市民在醫管局大樓大堂請願，聲援「醫管局員工陣線」行動
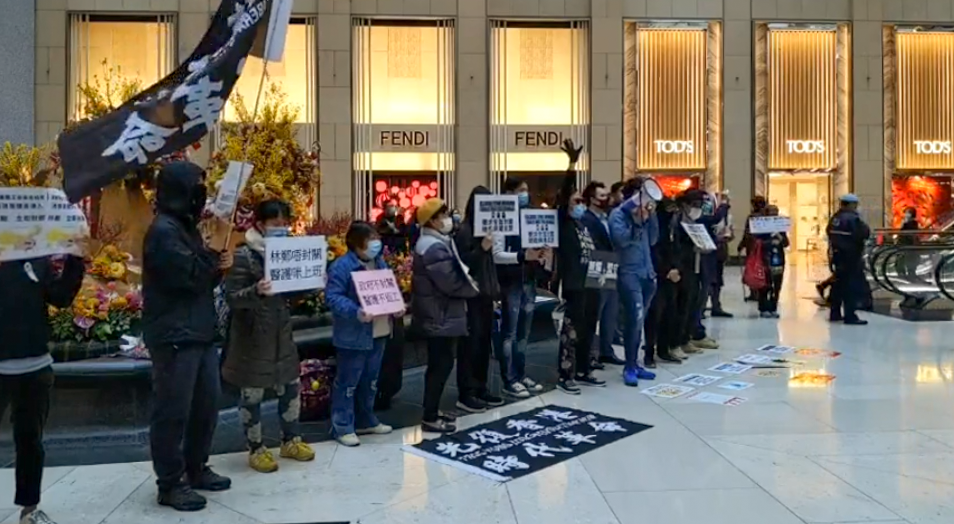
2月4日，有人在中環置地廣場發起「和你Lunch」，支持醫護罷工行動，促請政府盡快全面封關和回應民間五大訴求

## 入境檢疫隔離被指全球最嚴之一
2021年中，大部分國家已經陸續取消入境檢疫的安排，不過香港被批評為實施了全球最嚴格的隔離制度之一，大部分來自海外的入境者必須在酒店接受長達三星期的隔離。引起香港商界團體批評經濟成本太高，並危及香港作為全球頂級金融中心之一的地位。對香港居民來說，亦不能外出旅行和出境探望生病的海外親戚。而在海外學校讀書的人士也不願意回港。
到2022年8月12日政府改為「3+4」檢疫安排，入境旅客酒店檢疫減至3天。不過會展管理有限公司董事總經理梅李玉霞在商台節目透露，因為檢疫規定下，過去一年4個大型國際展覽已改為迪拜或新加坡等競爭對手舉行，令香港損失數以十萬計的高消費旅客，希望政府提出免檢疫路線圖和時間表。不過接近政府的消息人士表示只會考慮放寬舉辦商務展覽的場地，而公眾可以參與展覽如美食展等則未必可獲放寬。在9月初，全球大多地方一早已經回復正常生活和開關下，香港政府仍然堅持繼續進行多個防疫政策。其中《南華早報》報道皇家加勒比國際遊輪公司因申請郵輪在10月送返香港運作仍未獲批下，放棄在香港重推公海遊，不排除會將餘下所有香港郵輪都送往新加坡。而新加坡的防疫措施較香港寬鬆下，香港部分金融從業人員士已遷至新加坡，主要以外籍人士為主。商界人士亦就防疫政策過嚴作出批評，其中商務及經濟發展局前局長馬時亨指全球多數地區已將新型肺炎視為風土病，部分地區更已經解除規定配戴口罩的限制，認為香港的防疫政策嚴重影響香港作為國際金融中心的地位，更指政府將入境檢疫安排由「3+4」放寬至「0+7」的作用不大，形容香港就像孤島。
2022年10月底，《明報》就入境檢疫安排由「0+7」放寬至「0+3」的實施進行比較。發現入境人次由16萬多增至實施後的逾22萬，增幅35%，不過非本地旅客的入境人次只升8.97%。而出境人次由逾12萬增至逾18萬。旅議會總幹事楊淑芬和餐飲業界均指出，一早已經預料「0+3」無法吸引入境旅客。而學者李兆波和尹振英更指香港的防疫政策較亞洲周邊鄰近地區嚴格下，無法吸引人們要來香港。指出須盡快廢除令旅客感到麻煩的防疫措施才能有望吸引旅客回流。

### 內地旅客入境人次走勢圖
以下是入境香港的內地旅客總數的走勢圖，資料來源自入境事務處：

## 口罩不足引起的爭議

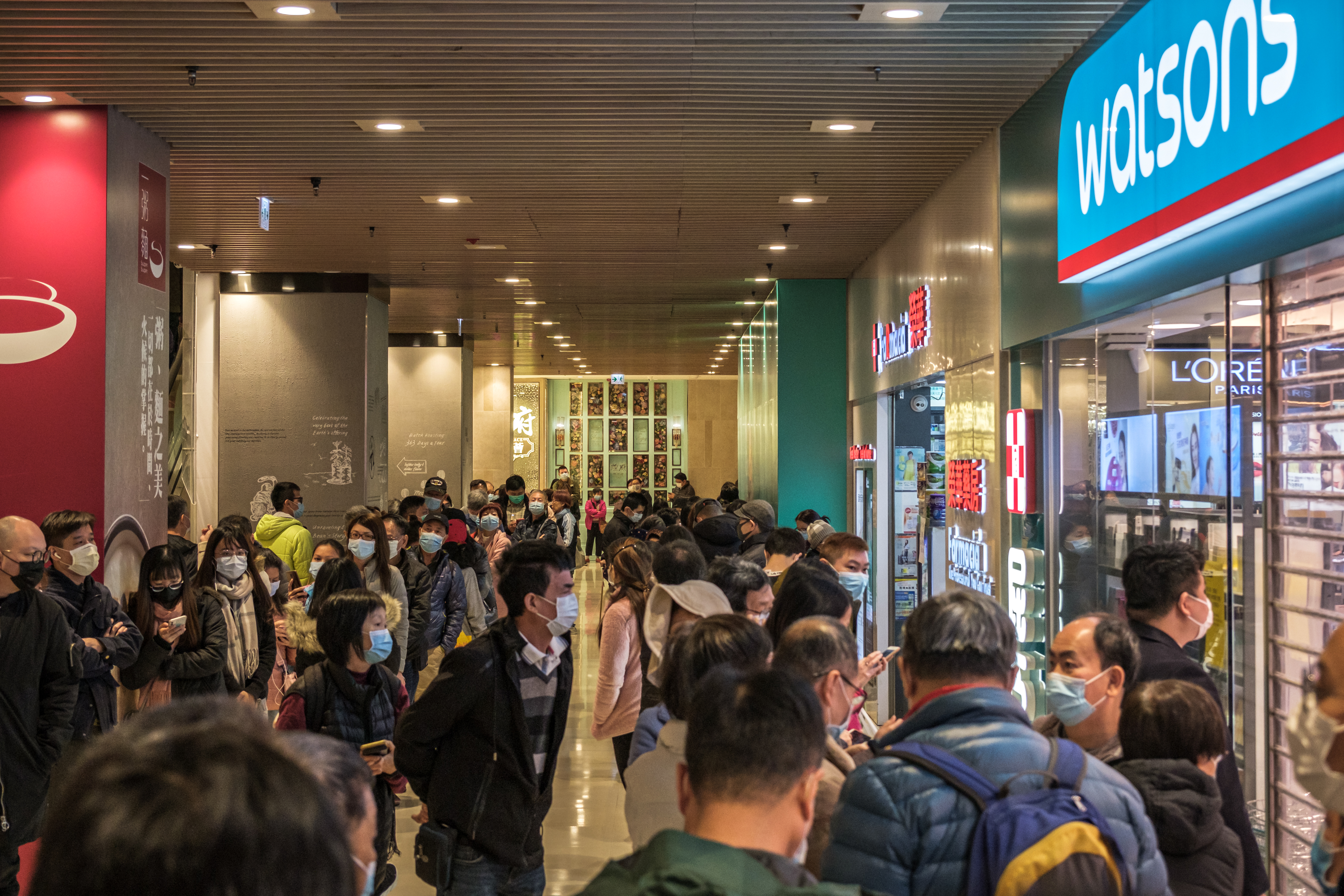
1月30日，連鎖藥房「屈臣氏」預告每間分店只有20盒口罩供應，但仍有大批市民排隊（圖為將軍澳廣場分店）

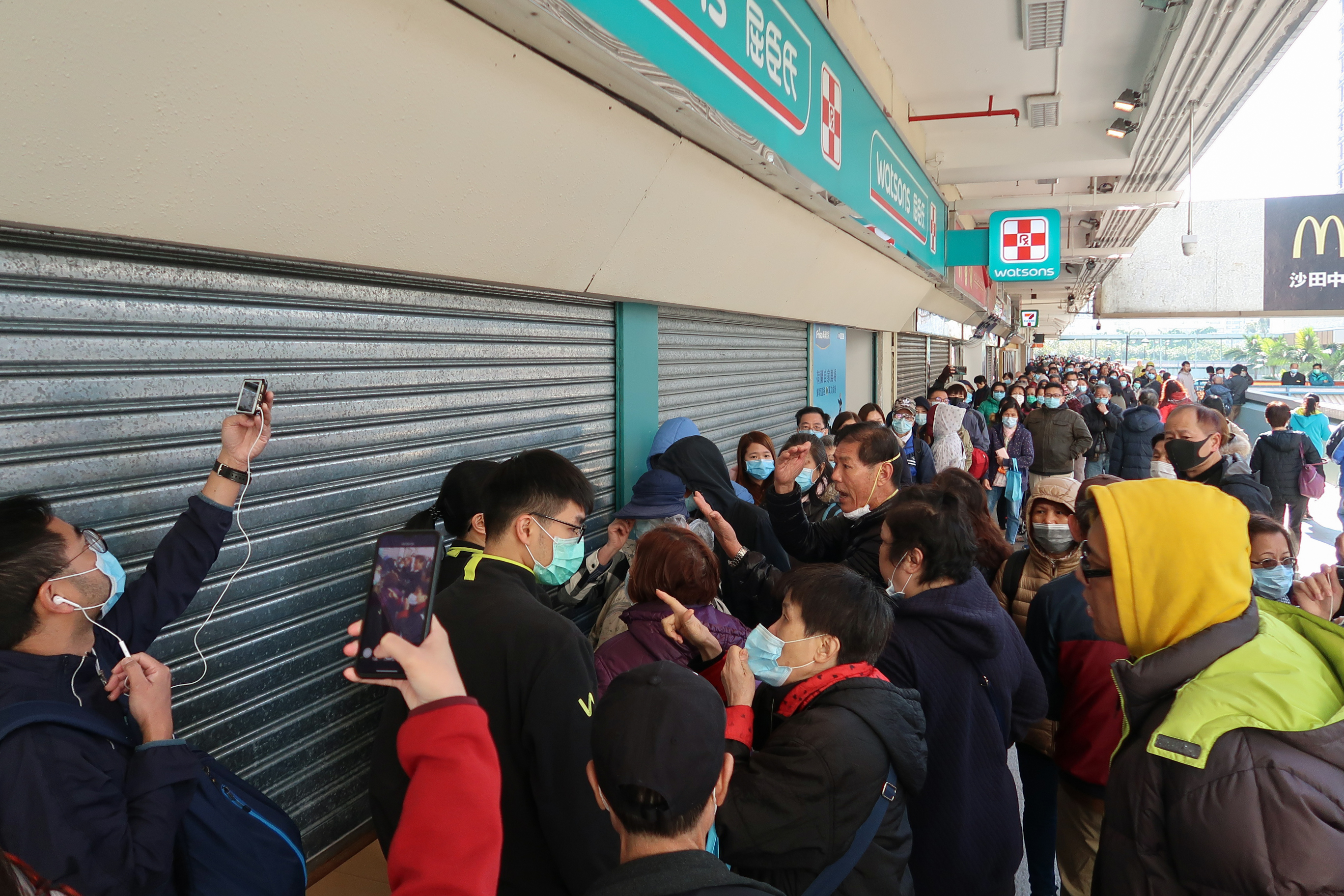
有市民因為買不到口罩和指責有人打尖，指罵職員（圖為沙田好運中心分店）

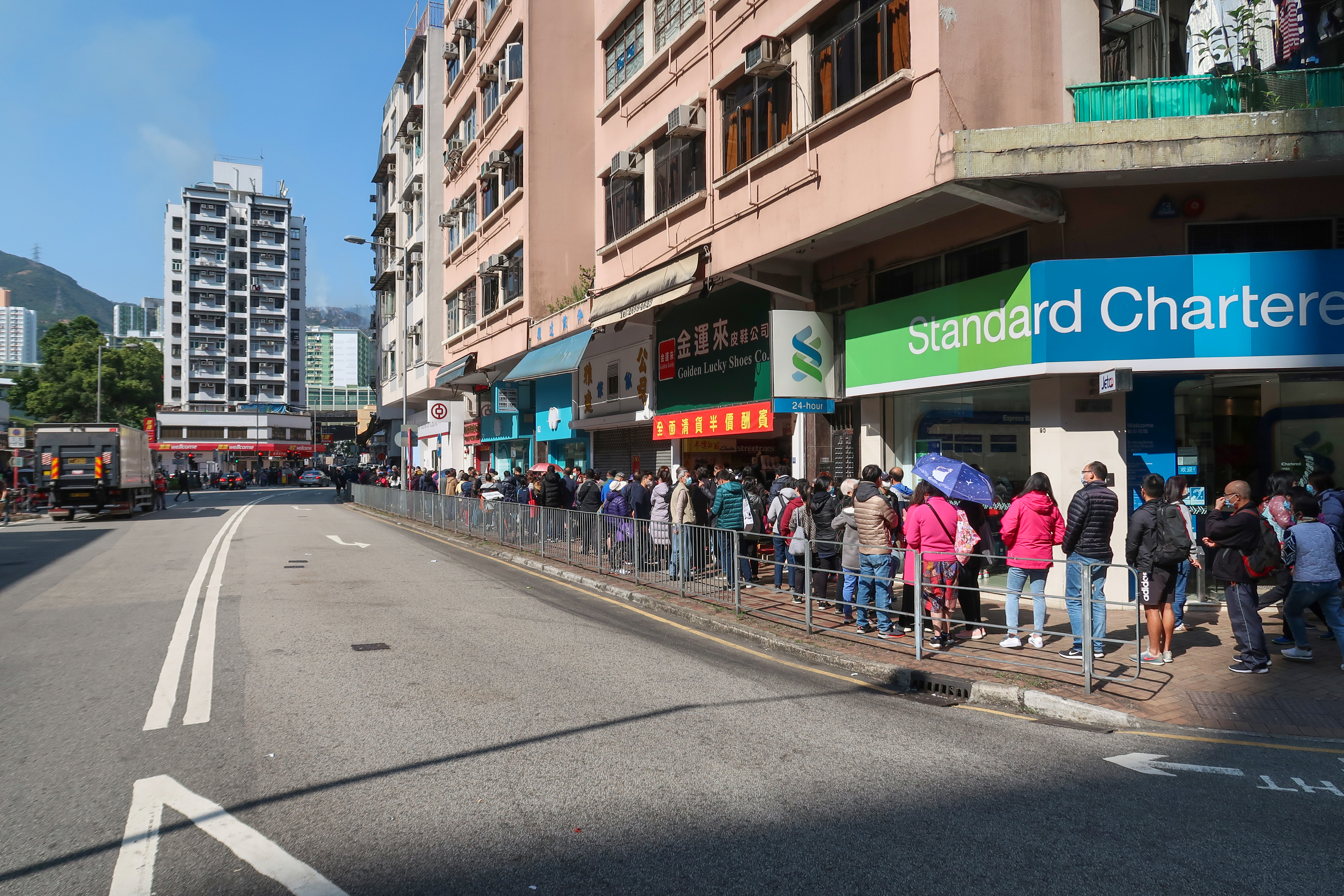
1月31日，大圍一間藥房售賣口罩，大批市民排隊輪候購買

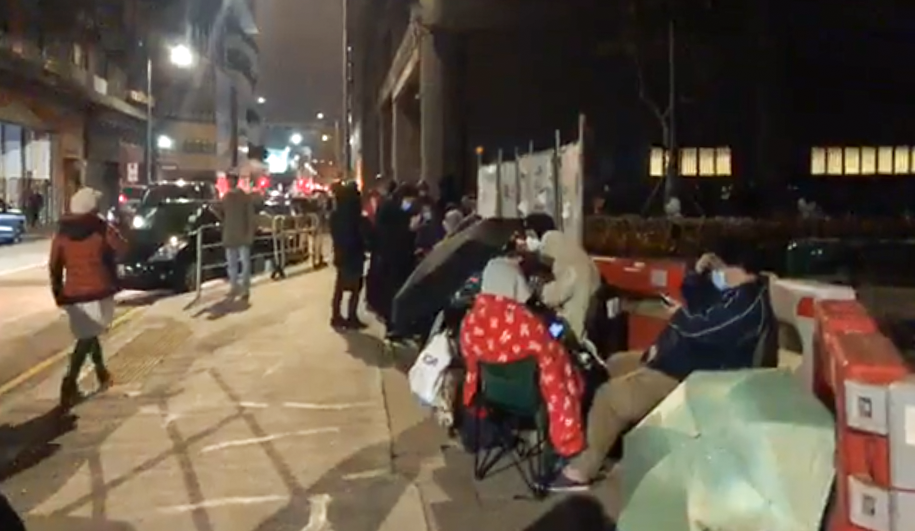
2月4日晚上，九龍灣臨興街一間工廠開售賣逾1萬盒口罩，不少市民獲悉後準備通宵輪候

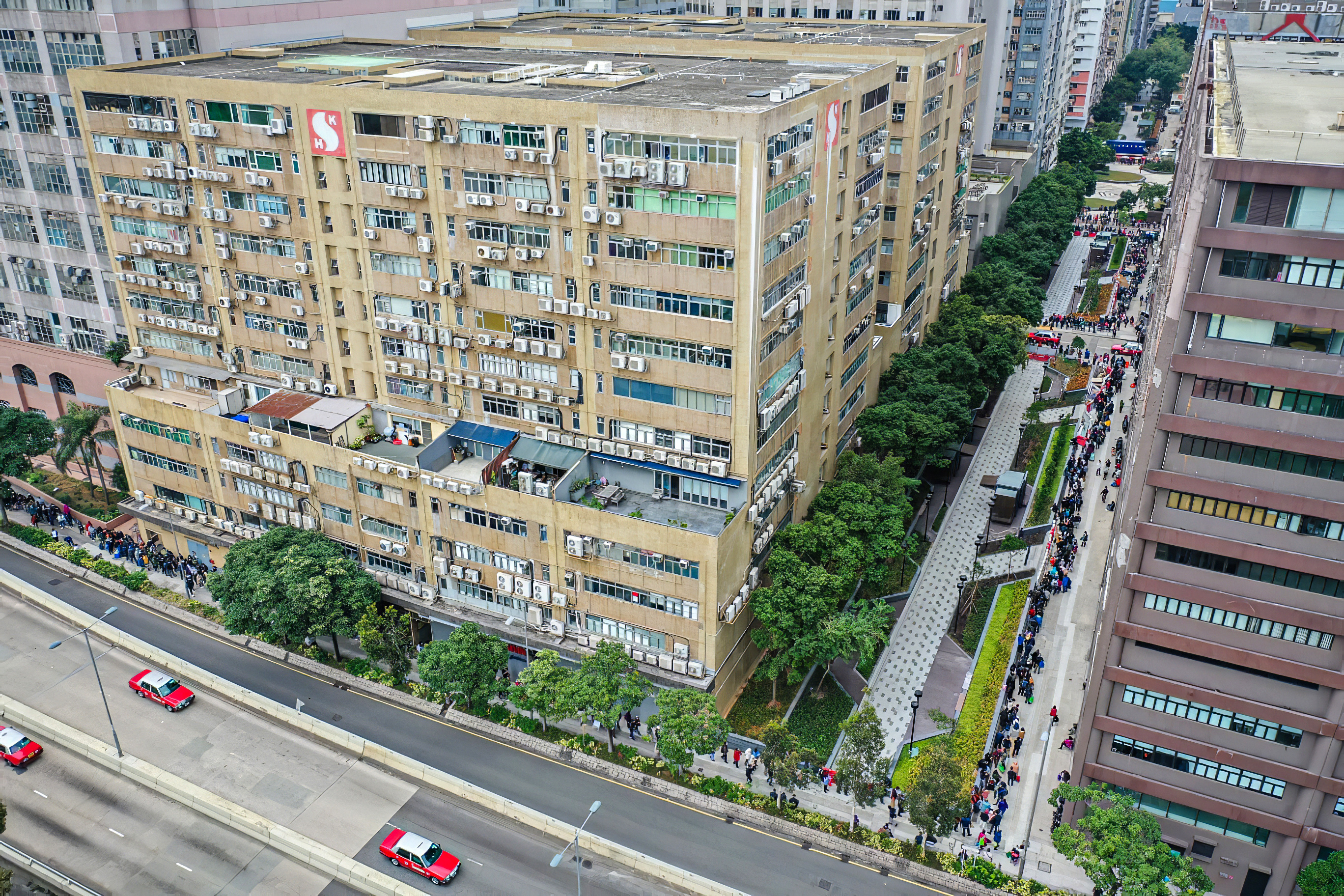
2月5日九龍灣賣口罩排隊的人龍逾8,000人

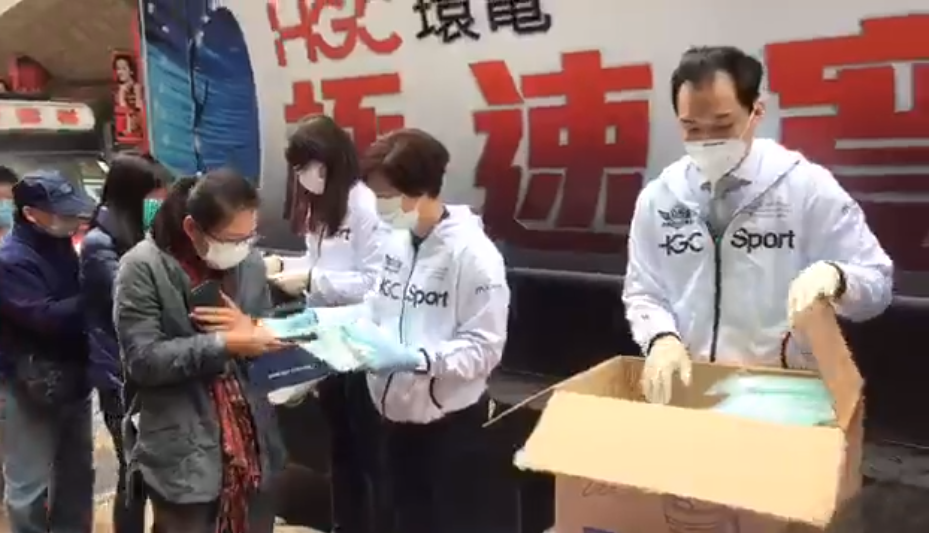
2月10日，HGC環電在旺角派發口罩，已全數派發一千籌號，每人可領取十個口罩

有傳媒詢問林鄭月娥如何確保香港的口罩供應充足，以及會否實施口罩限購。林鄭月娥表示已致致函國務院（中央人民政府），會向有關單位提供口罩，她亦拒絕推出限購令，令市民更難購得口罩。《蘋果日報》指香港政府存有逾億個口罩存貨，沒有向國務院求助的需要。政府回應指政府存有的口罩是供應予各政府部門作日常及應變計劃之用。
1月25日（年初一）旺角有藥房更將N95口罩標價1400元一盒。1月26日，香港網上商店的口罩已被搶購一空，顯示「缺貨」。此外自香港反修例風波的示威活動後，大概在2019年7月淘寶已對香港買家訂立限制，在香港登入「淘寶」或「天貓」網站都無法購買口罩，系統只顯示「沒有找到相關寶貝」或「根據相關地區法律法規及淘寶網政策，該商品無法運送至您所在的國家或地區」。
同時，市面出現了劣質的「黑心口罩」，例如，有網民發現一款名為「救救Mask」（救救マスク）口罩，口罩質地較薄，亦未有標明出產地。日本在2019年有報道指該款口罩為冒牌貨，由中國内地製造。台灣媒體更揭發生產口罩的工場環境十分惡劣，不但沒有消毒，而且使用回收物料製成。部份藥房不但趁着口罩搶購潮而坐地起價，更有藥房竟出售來歷不明的劣質口罩，以膠袋盛載數十個不明來歷的口罩出售，訛稱廠商因製作時太趕急而未有入盒。
除了劣質的「黑心口罩」，香港亦出現令人嘔心的「二手口罩」。沙田、粉嶺、元朗等地區懷疑有藥房將用過的「二手口罩」拾回再包裝出售。從網民提供的口罩照片所見，口罩帶有污跡，風琴摺疑似向上。有人目擊一婦人在天水圍天逸邨逸湖樓外喉管晾曬疑似已水洗過的二手口罩。亦有人在大埔廣福村發現有老婦以筲箕晾曬口罩。
1月29日，「About Thai生活百貨」為醫護及前線人員（衛生署、入境處、海關等）優先售賣口罩，全港分店大排長龍。部份分店有近千人排隊，有市民要由早上7時排隊至下午1時才買到一盒口罩，相對澳門政府讓居民以成本價8元買得10個口罩，香港政府被指不單完全沒有為市民解決口罩的問題，更拒絕多位專家提出的「全面封關」建議，有市民直斥香港政府無能，內容包括不滿政府沒有封鎖所有關合。而教協旺角總部外早上一度有人排隊，但該店根本沒有存貨可供出售。區議員亦代為組織團購，於2月中至3月初到貨。
1月29日，民建聯立法會議員蔣麗芸於個人facebook專頁貼了一條來自廣州廣播電視台《G4出動》的片段，提議市民可以「蒸口罩」消毒，重覆使用口罩，蔣麗芸指這是「沒辦法中的辦法」。其後港大感染及傳染病中心總監何栢良炮轟影片內容大錯特錯兼害死人。何舉例指在2003年SARS爆發期間，就有醫護人員因為重覆使用口罩而受到感染。中文大學呼吸系統科講座教授許樹昌亦表示蒸口罩或紫外光消毒的方式並不可行，強調外科口罩用過數小時後就要棄置，高溫消毒反而會破壞口罩的三層結構。
1月30日，連鎖藥房「屈臣氏」預告每間分店大約會有20盒口罩供應，市民凌晨排隊，有人表示清晨5時半到場已經拿不到籌。天水圍T Town有市民因為買不到口罩，以粗口指罵職員，並拍打及用腳踢店舖的閘門，引致職員報警，10多名警員到場呼籲市民冷靜。在旺角弼街屈臣氏分店的市民批評政府局部封關無作用，市民只能自求多福。同日，醫學會傳染病顧問委員會主席梁子超指，超過六千名私家醫生口罩存貨量不足，因此有部分診所未能開門應診。新民黨主席葉劉淑儀建議政府在香港生產口罩，滿足市民需求，而非單靠外地進口。政务司司长张建宗表示，香港未来将会有最少3200万个口罩供港，首批会供应800万个，还有约2400万在安排中，但未有实际应市时间表。
1月31日至2月1日，多區都有商店預告有口罩出售，有大批市民排隊輪候購買。有凌晨3時半排隊的市民批評口罩供應數量嚴重不足，而政府有能力及責任負責購買或派發口罩，不應將責任推卸零售商。而大埔區議員為當區居民團購口罩，但他們早在晚上11時許開始排隊。
另一方面，有市民關注由懲教署工場生產、主要供政府內部使用的綠色「CSi口罩」，在市面有不少人佩戴。有人表示是由公務員朋友提供；也有人表示是購買得來，但後改口稱是家人提供。當記者查詢口罩來源，有部分人便急步離開。市民認為政府的做法不公平，應負起責任主動派口罩給有需要人士。而2月1日網上流傳屯門公園的跳舞大媽配戴着CSI口罩，也引起爭議。網民認為政府人員私下取用或販賣公用口罩。而政府發稿澄清，懲教署在疫情發生前已經向一些非政府機構供應口罩。
2月4日，一間位於九龍灣臨興街的公司宣佈於2月5日出售6,000盒醫護用三層口罩，有超過8,000名市民為了購買口罩，通宵睡在街上排隊。
2月5日，行政長官林鄭月娥公開承認採購口罩失敗，而十八區區議會雖然委託民政處公開招標採購口罩，但大部分區截標後都未有接獲標書。區議員認為政府制度官僚，不能彈性處理招標。而委託非政府機構訂購也面對限制出口問題。而行政會議成員、新民黨主席葉劉淑儀批評政府以「價低者得」方式招標採購口罩的做法非常愚蠢，應該特事特辦。
2月6日，《壹週刊》報導，政府懲教署工場生產的「CSi口罩」有流出市面現象，部分在屯門公園唱歌跳舞的大陸大媽和叔伯亦戴上印有「CSi」字樣口罩，隨即引起大批街坊不滿，事後網絡上亦熱烈討論，質疑大媽如何得到政府生產的口罩。本身是醫生的立法會議員郭家麒，就認為政府做法不合理，他認為懲教署生產的口罩應首要分配給醫管局及醫療機構，其次是專責基層市民及弱勢社群的非政府機構，又指政府的手段低劣，分配口罩予親政府組織的做法不堪。
2月8日，行政長官林鄭月娥公開表示，在国务院港澳事务办公室大力协调下，过去一个月已从中国大陆获得1700万片口罩。這一席話再度挑起中國網友对「反對逃犯條例修訂草案運動」长久累积的不满情绪，痛批港澳辦向香港人「跪舔」，《環球時報》總編輯胡錫進更是揚言「那些最恶毒攻击国家的人有骨气地喊出来不要戴中國口罩」。
而普通市民每日只能從不同藥妝店，超市，醫院小賣部和網上搶購口罩。同時也出現多宗網上買口罩騙案舉報。警方在2月13日表示共接獲301宗舉報，涉及金額約110萬元，涉款介乎100元至25萬元不等，暫時拘捕10男2女。
2月16日，盾牌凌晨在官方面書宣布，將在上午9時在粉嶺開倉發售口罩，並以排隊派籌形式派出一萬張籌，每人最多以每盒150元售價購買2盒口罩。凌晨開始有市民冒雨通宵排隊，早上10時半，排隊人龍已經從粉嶺延伸至上水，盾牌表示籌號6538預計晚上8時才可以購買到口罩。

## 檢疫中心的爭議
由於市民認為檢疫中心（隔離營）對周邊社區造成衛生威脅，而且過程未有得到事先徵詢地區人士和居民引起不滿，自1月25日以來發生多次警民衝突，多人被捕。其中較大規模有2月9日的反對設立指定診所和隔離營遊行。市民在西貢、火炭、大埔和荃灣遊行和集會反對。到2021年，有疫廈居民居住檢疫中心後，批評職員安排失當，衛生和設備欠佳。食物更形容為劣食，更出現集體食物中毒事件。有隔離21日的居民形容檢疫中心如煉獄，如監禁一樣。
到5月7日，政府宣佈放寬隔離檢疫措施，日後相關確診大廈若只錄得一宗個案，只須封區檢測和21日內檢測四次，無需送往檢疫中心。有居民得知消息後感到十分興奮。

### 粉嶺暉明邨

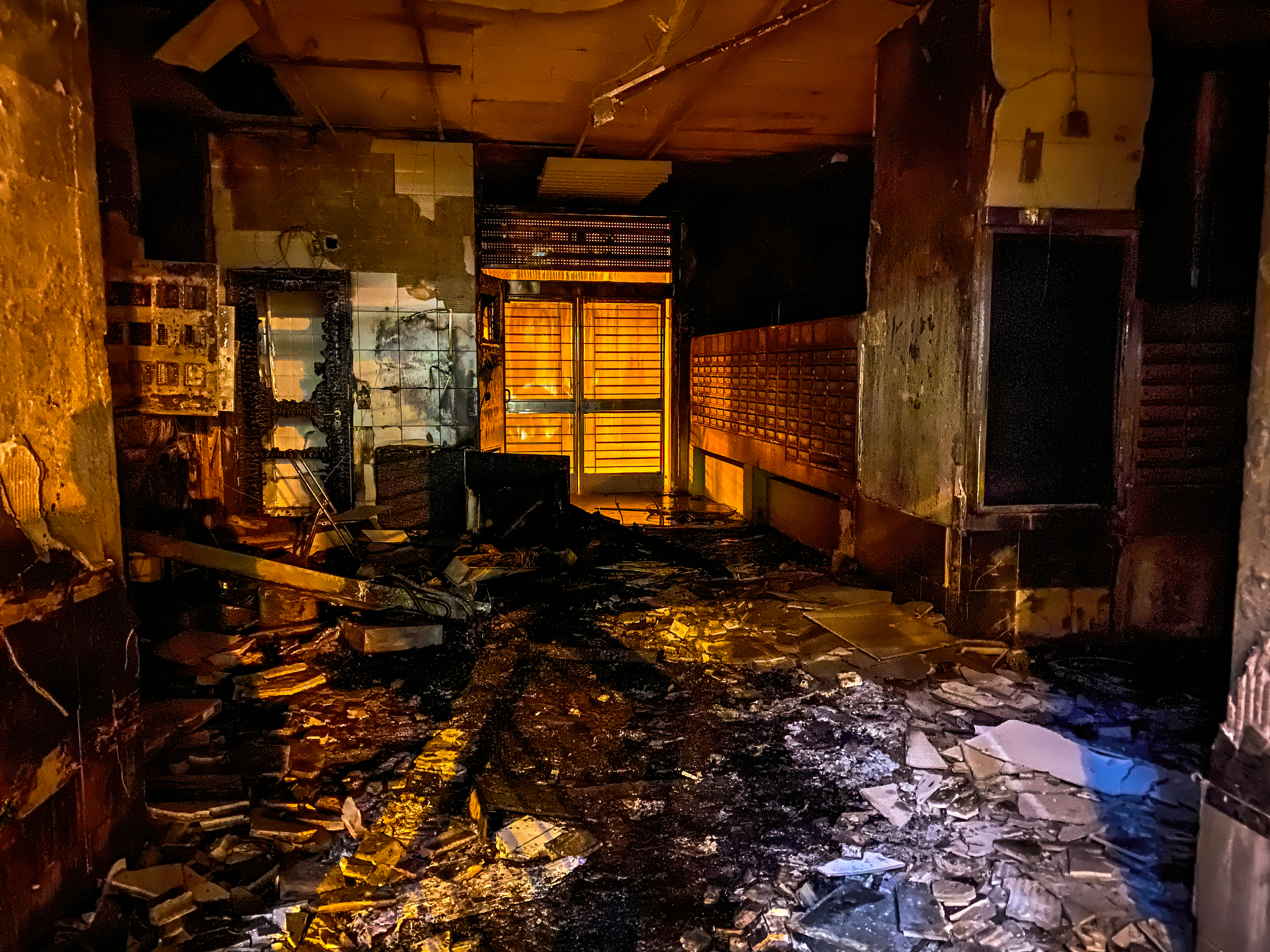
暉明邨有部分居民下午起以水馬堵塞屋邨入口，試圖阻止政府車輛運送隔離營物資，之後有人在兩座的大堂縱火

1月25日下午，政府突然宣佈將已完成預派並有少部分居民入伙的粉嶺暉明邨暫時徵用作隔離營，由於隔離營對鄰近社區造成衛生威脅，加上會令準租戶入伙日期押後，部分獲派該邨的準租戶，以及附近居民對此表示強烈不滿，多名北區區議員聯署反對。翌日，除了聯署行動外，下午更有部分居民以水馬堵塞屋邨入口，阻止車輛運送隔離營物資。北區區議會主席羅庭德早上曾聯絡民政事務專員但未獲得正面回覆。之後有人在暉明邨兩座的大堂縱火，無人受傷。1月28日政府宣布放棄粉嶺暉明邨作檢疫設施。

### 荔枝角翠雅山房
2月1日下午，一批區議員和美孚新邨居民到饒宗頤文化館外抗議。區議員表示不足3 小時內已經收到共5000人聯署反對計劃。晚上10時，再發生警民對峙。政府晚上公佈「翠雅山房」將用作針對2019冠狀病毒病疫情的檢疫中心，認為該處位處山上，較遠離民居，強調安排入住者為沒有任何病徵的人。凌晨後防暴警衝入美孚新邨住宅平台，至少5人被制服和拘捕（包括深水埗區議會副主席伍月蘭），被警方帶走。翌日，由於政府不答應有關訴求，居民在下午再舉行集會，入夜後亦演變為警民衝突。有人以雜物堵塞巴士站出入口時，多名便衣警員隨即手持伸縮警棍制服至少4人，一名市民的頭部被打至頭破血流，而現場留下大灘血跡。百多名防暴警員多次闖入美孚新邨屋苑範圍截查和逮捕街坊，並舉起藍旗。

### 西貢戶外康樂中心

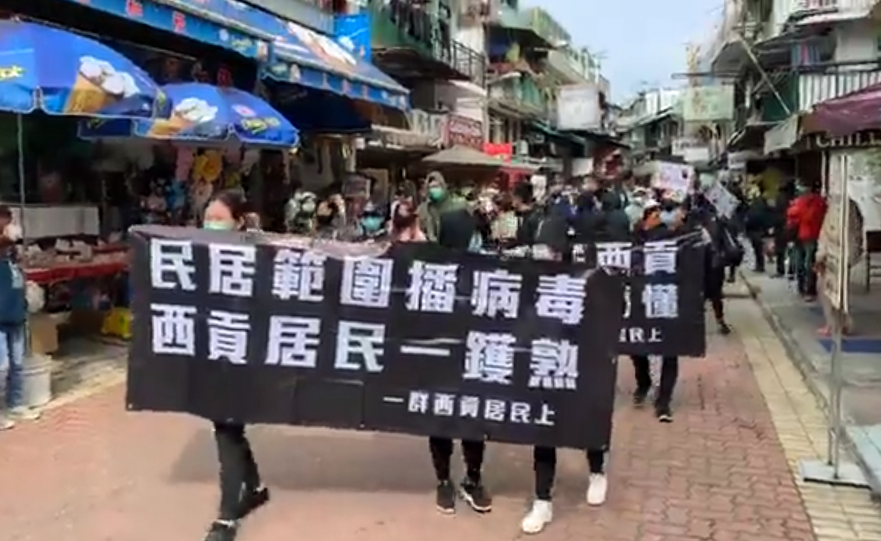
遊行人圍繞西貢市中心遊行，沿途高叫口號

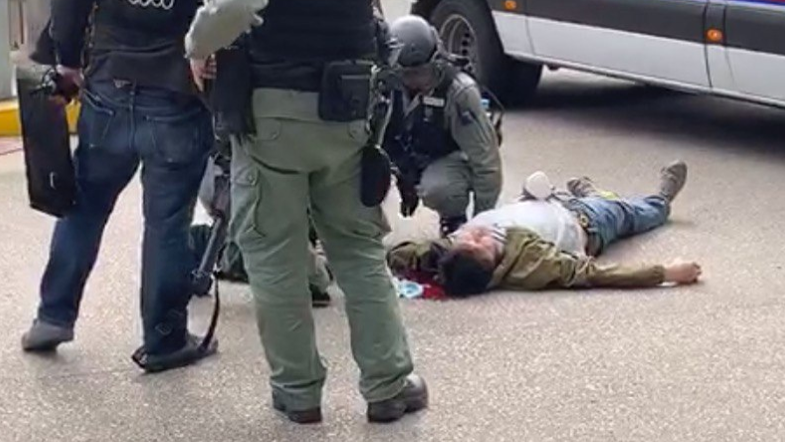
防暴警突然從翠塘花園閘口跑入追捕，以警棍制服一名57歲男子，他的頭部被爆頭，流血倒地，之後疑陷入昏迷

2月4日晚上9時許，近100名西貢居民發起遊行，反對在未有諮詢區議會及居民的情況下，將西貢戶外康樂中心改設為隔離營。遊行人士由西貢市中心遊行到對面海村附近的戶外康樂中心。到晚上10時許，防暴警察突然到場展示藍旗，指散去民眾和現場途經市民為非法集結。其後防暴一度追捕及截查數十人，無人被捕。當區區議員梁衍析及西貢鄉郊區議員何偉航批評警方手法極不洽當，意圖濫捕。而隔離營距離民居海泰樓和海昌樓不足100米。
2月9日下午1時，約300名市民發起遊行。遊行人士在西貢天后廟廣場聚集，當遊行在1時半準備開始時，在場戒備的軍裝警員舉起黃旗，警告在場人士正在參與非法集結。一名外籍人士上前與警員理論，指在場人士只是進行和平集會。其後遊行人士沿西貢海傍廣場圍繞市中心遊行，沿途高叫口號。到下午2時30分，當遊行人士到翠塘路時，大批防暴到場，並舉起藍旗。之後防暴警突然從翠塘花園閘口跑入追捕，以警棍制服一名57歲男子，他的頭部被爆頭，流血倒地，之後疑陷入昏迷。而在場警員以口罩為該男子「止血」，拖延兩分鐘後才容許急救員施救。急救員表示該男子頭部少量骨裂，事後地上留下大量血跡。
隨後至少30名防暴警察進入翠塘花園搜捕，截查市民，在場採訪的傳媒及區議員。有人不滿警員進入私人屋苑制服市民。有拍攝警員的市民也被拘捕。警方也在於翠塘路截查大批在場人士，事件中有7人被捕，年齡介乎26至57歲，涉嫌「阻礙警務人員執行職務」或「遊蕩」。案件交由黃大仙警區重案組及刑事調查隊跟進，所有被捕人士正被扣留調查。

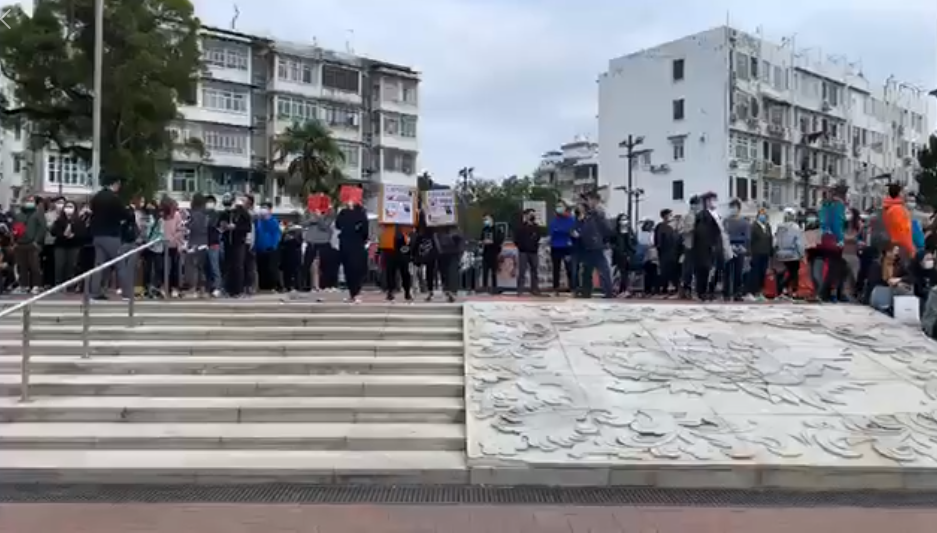
下午1時，遊行人士在西貢天后廟廣場聚集
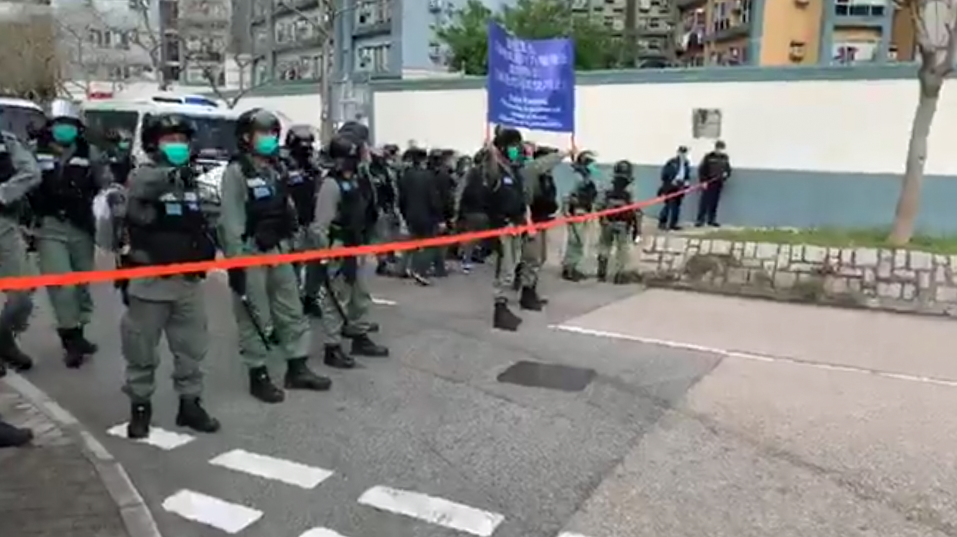
下午2時30分，當遊行人士到翠塘路時，大批防暴到場，並舉起藍旗
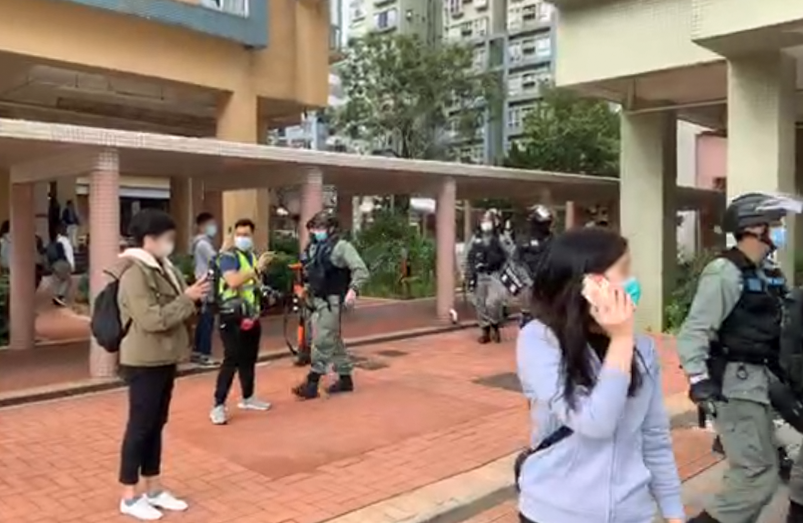
防暴警要求在翠塘花園內的市民離開
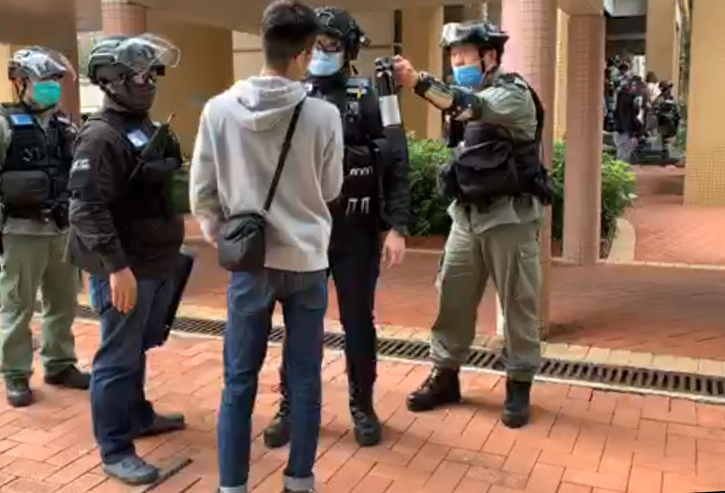
有翠塘花園拍攝警員的市民被警告，其後被拘捕
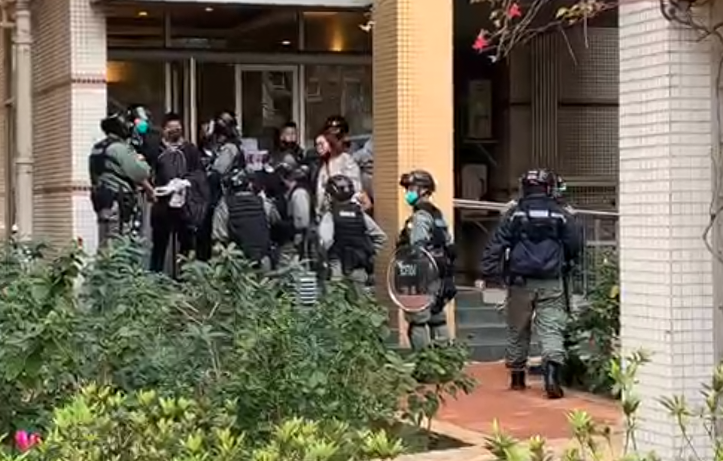
防暴警察在翠塘花園內截查多名市民，在場採訪的傳媒及區議員

### 火炭駿洋邨

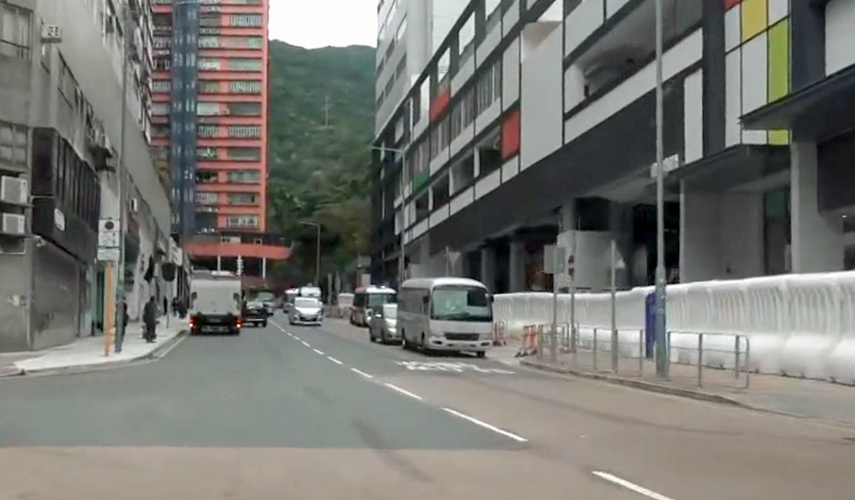
2月8日，火炭駿洋邨外有水馬圍封和大量警車戒備

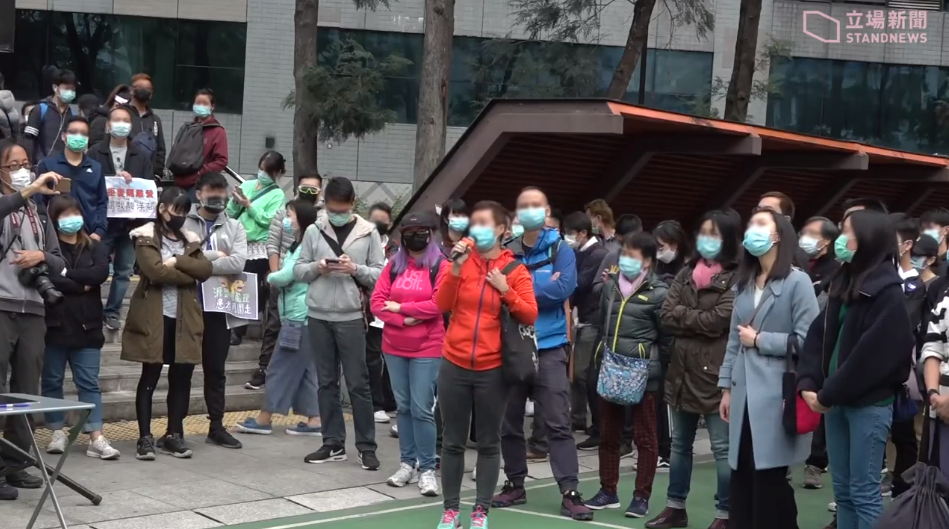
2月9日下午，百多名居民及區議員在火炭山尾街遊樂場出席居民大會

2020年2月初，網上流傳原在2月入伙，位於火炭駿洋邨將成檢疫設施，而警方在2月7日深夜起在該邨附近駐守及設置水馬，到2月8日更有大量警員在火炭一帶嚴密佈防，防暴警在多處截查多人。沙田區議會主席程張迎和沙田鄉事委員會主席莫錦貴批評政府今次沒事先徵詢區議會及鄉委會。而駿洋邨準入伙住戶表示已經輪候6至7年才可上樓，也有人已付千多元訂金購買家俬及電器，甚至特意轉職。他們表示認為政府沒有顧及他們的感受及聲音，深感不滿和公平。傍晚，多名沙田區議員到沙田鄉事委員會門外抗議，對政府官員未有知會區議會及討論該處將成為隔離營，只限與鄉委會傾討表示不滿，防暴警察護送食物及衞生局副局長徐德義坐駕離開，而區議會請願信掉在地上。
公屋聯會對政府徵用駿洋邨為緊急檢疫中心表示強烈不滿，批評政策朝令夕改和違反承諾，嚴重影響申請人銜接住屋的安排。
而行政長官林鄭月娥在2月8日改口稱因疫情發展不能預見，籲當區人士諒解在駿洋邨作檢疫中心的安排。有關言論推翻她1月28日表示「放棄未入伙公屋作為檢疫中心」的說法。
2月9日下午4時，百多名居民及區議員在火炭山尾街遊樂場出席居民大會。集會在傍晚近6時結束後，居民及區議員前往駿洋邨抗議，但被防暴警員舉藍旗及黃旗警告他們參與非法集結。其後警方在一段山尾街及穗禾街設立封鎖線，並截查多人，有1名女子在驅散時被捕。
2月10日下午，沙田區議會舉行特別會議，討論該處作檢疫中心的安排食物及衞生局副局長徐德義亦有出席會議。在會前，區議員和數十名駿洋邨準居民在沙田政府合署地下正門外示威。到傍晚6時，區議員希望徐到門外與駿洋邨準居民會面，因而堵塞會議室出口。而大批防暴警察在會議室外通道守候。徐德義及民政事務專員在大批防暴警察護送下離開，期間沒有回應記者提問，也無到場接區議員聯署信。
2月11日，有駿洋邨駿時樓單位的居民收到房屋署發出的短訊通知，表示入伙會受影響，但未有交代任何替代安排。而當區區議員麥梓健收到消息，指駿逸樓有269個單位將會首批被徵用作隔離中心。單位內已經擺放桌椅、木櫃、風扇、熱水煲等日用品。同時收到逾50個受影響住戶求助，計劃向警方申請不反對通知書，周日發起遊行。
2月12日中午，一批市民在火炭工業區舉行「和你LUNCH」遊行，手持印有「不求賠償 只求安樂窩」的標語，反對政府將該處用作檢疫中心。防暴警員在場戒備，當遊行人士到黃竹洋街華聯工業中心對開時，警員一度舉起藍旗和黃旗警告。其後沿坳背灣街遊行至火炭站及銀禧花園，之後人群散去。
2月22日，由日本坐政府包機回港的「鑽石公主號」豪華郵輪乘客楊和生及妻子入住火炭駿洋邨中層單位接受隔離，他投訴在駿洋邨生活的質素和待遇欠佳，遠不及豪華郵輪。例如有時外賣送來的飯盒不夠熱，亦有一次因不夠飯派及食肆關門，晚餐只能吃杯麵。而且民安隊人員派送膳食時的態度與郵輪的服務質素大相逕庭。還有，在駿洋邨的娛樂設施不足，不及在豪華郵輪上有大量電影供打發時間。

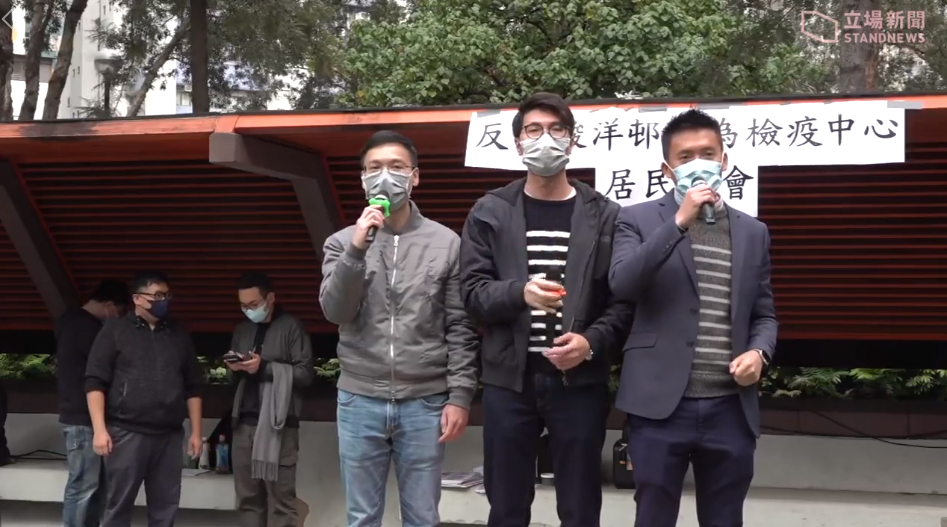
區議員在火炭山尾街遊樂場主持居民大會
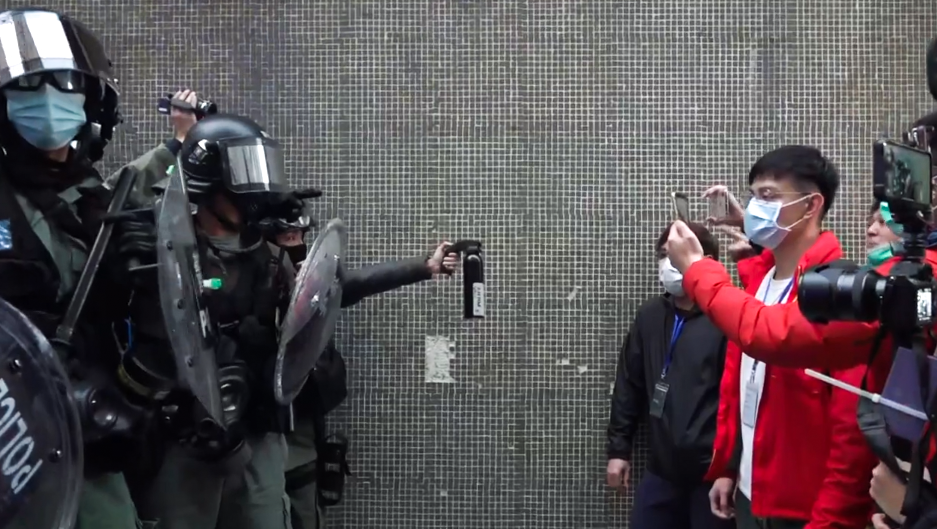
傍晚近6時結束後，居民及區議員前往駿洋邨抗議，但被防暴警員警告
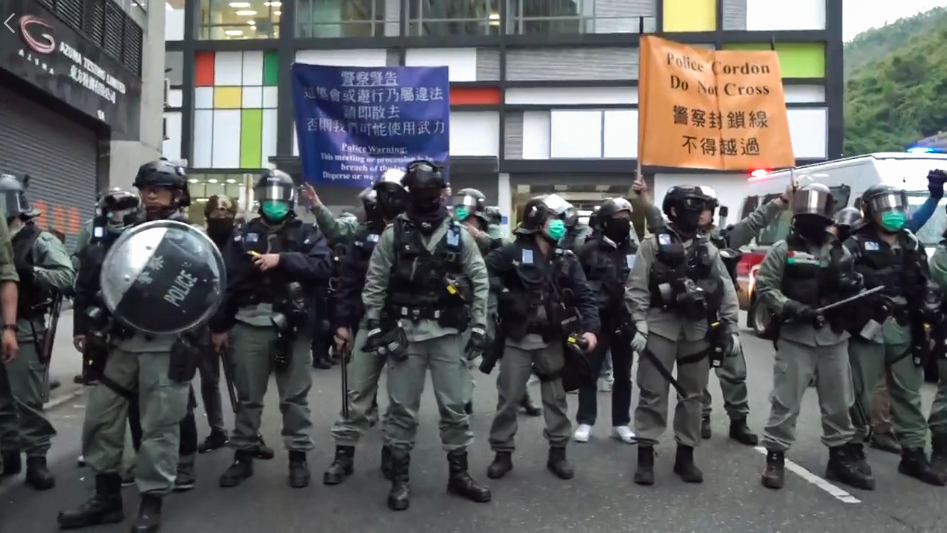
防暴警員舉藍旗及黃旗警告居民及區議員參與非法集結
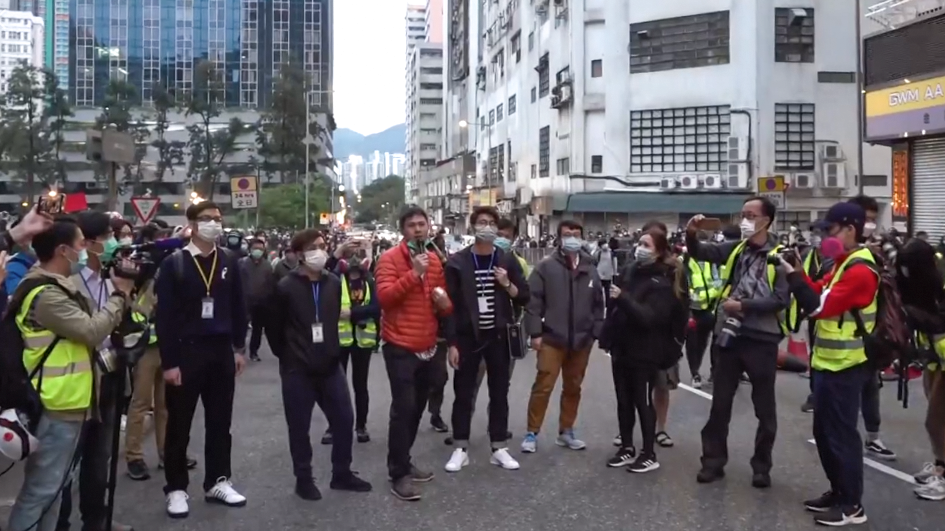
區議員向防暴警察表達不滿
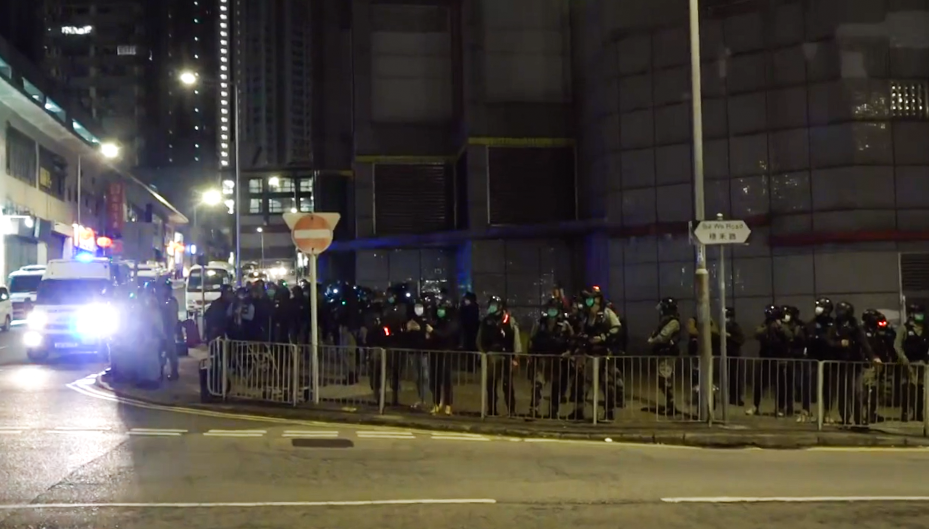
警方在一段山尾街及穗禾街設立封鎖線，並截查多人

### 衛生和設備欠佳
2021年1月，有入住鯉魚門公園度假村檢疫中心的市民表示，房間內的床單有疑似血漬，向中心職員投訴後數小時，才獲提供新床單。而房間設備十分簡陋，只提供一個熱水煲及衣櫃，但沒有衣架。而洗手間內的電熱水爐亦沒有足夠熱水洗澡。同年5月，有住戶送往檢疫中心後發現單位內需要24小時開冷氣，否則天花板出現倒汗水。洗手盆亦佈滿污垢，難以清洗。而洗手盆的水開始時是泥黃色，要等待3至5分鐘後才變清水。有家長表示消毒奶樽後仍有異味，擔心會對小朋友的健康造成影響，改用蒸餾水沖奶。認為營內設施對擁有幼嬰的家庭非常不友善。
而元朗八鄉少年警訊中心亦被指環境衛生情況欠佳，床上有死曱甴。有夫婦在2020年5月18日入稟高等法院申請司法覆核，認為政策違反《人權法》和《基本法》保障市民人身自由的條文，要求法庭撤銷《外國地區到港人士強制檢疫規例》中，針對到港者實行強制檢疫的規定，以及讓他們以家居檢疫取代入住檢疫中心。
在竹篙灣隔離檢疫的人士表示該處沒有提供無線上網服務，需要自行購買數據卡，形容營內生活非常沉悶。而房間亦有很多蟲。

### 營內膳食差劣

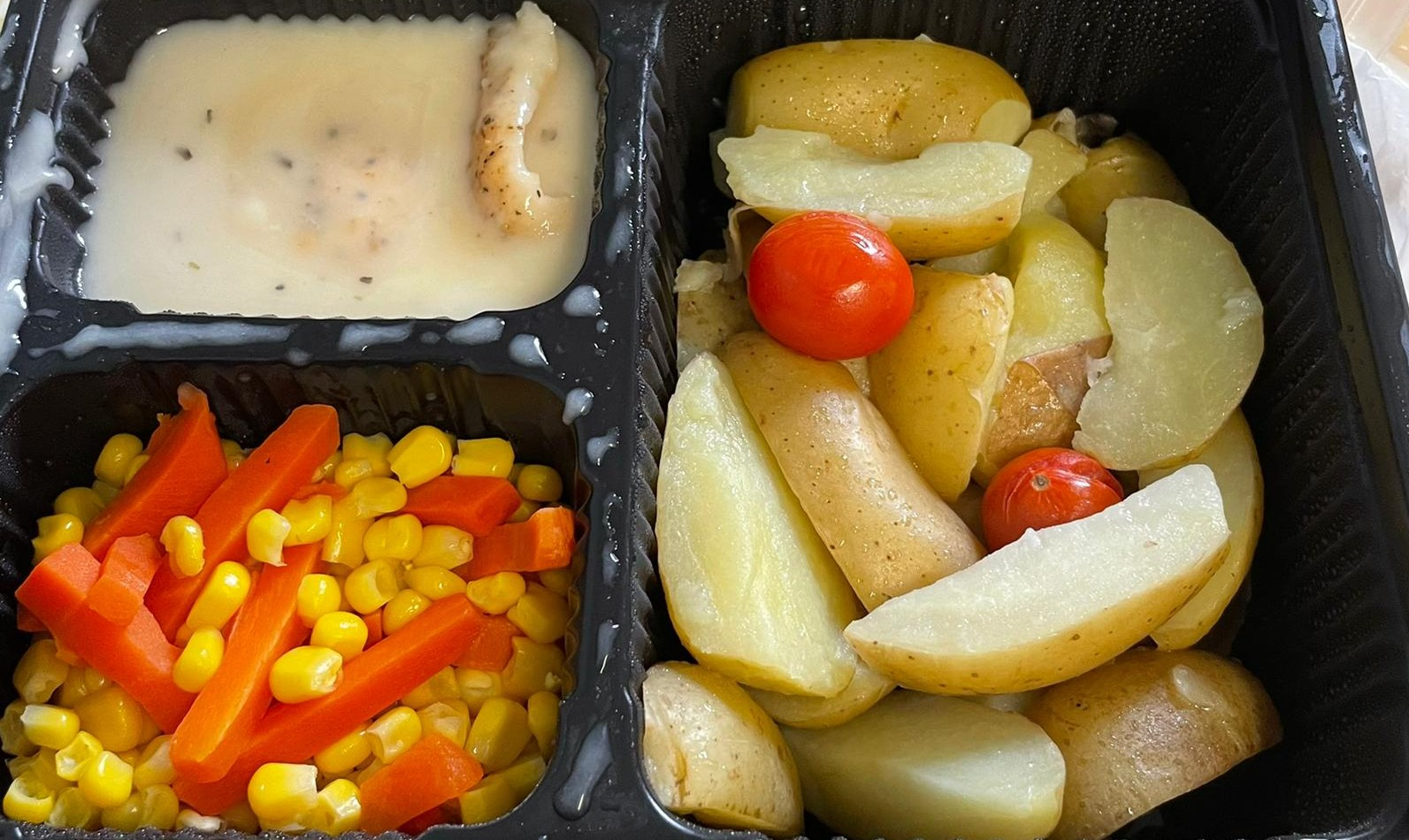
有受訪者表示竹篙灣隔離營提供的晚餐味道相當難吃

2021年5月，在竹篙灣隔離檢疫的人士在網上發布圖片，指出隔離營內由丹尼食品有限公司負責的膳食非常差劣，早餐的麥皮如嘔吐物，午餐的意粉有膠味，乾身無汁。肉類亦「霉霉地」。而居民亦在街坊群組表示吃完出現胃痛。竹篙灣檢疫中心在5月7日更出現16人進食後腹瀉的事件，他們為荃威花園R座居民。當晚隔離檢疫的人士改為杯麵做晚餐。 其後衞生署撤換膳食承辦商丹尼食品，改為美味王餐飲。與此同時，經食環署巡查後，亦發現丹尼食品食物室不潔及保存食物溫度不當。到同年5月16日，曾三次提供隔離營膳食的國泰航空飲食服務公司表示收到提供竹篙灣隔離營餐飲服務的邀請，並已遞交報價資料。
不過膳食差劣的情況到2022年仍然未有改善。隔離人士批評食物又乾又硬，難以入口，其中一餐因為難以接受而直接扔掉。而皇后山邨有隔離人士指到凌晨12時才派發晚飯，亦有隔離人士只收到杯麵當晚餐，認為政府沒有為確診並出現病徵的人士著想。

## 指定診所的爭議

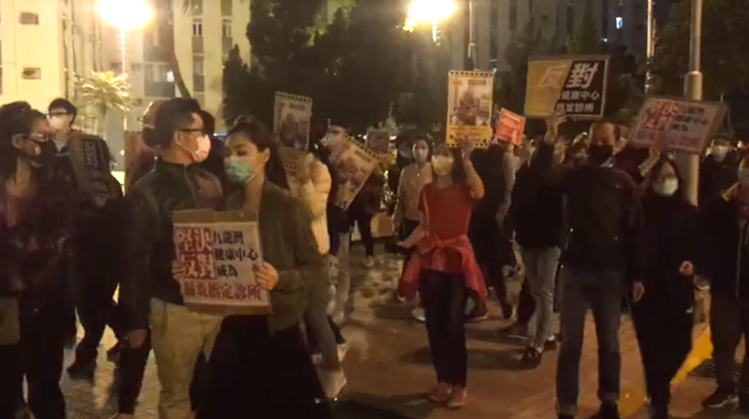
2月8日晚上，數十人圍繞麗晶花園一帶遊行，反對將九龍灣健康中心設為指定診所

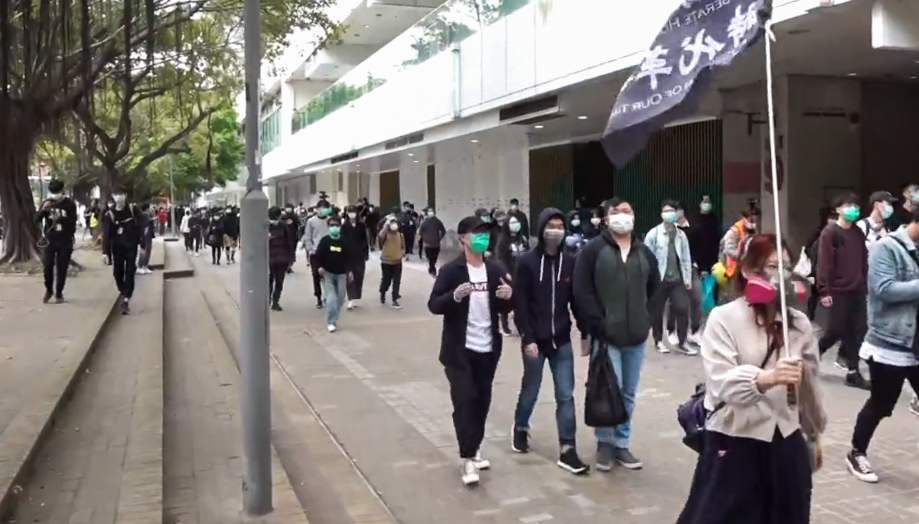
2月9日下午，大埔有逾200人參與遊行，反對汀角路大埔賽馬會普通科門診診所將設為指定診所

### 西營盤賽馬會普通科門診診所
2月7日中西區區議會會議，通過反對西營盤賽馬會普通科門診診所成為指定處理2019冠狀病毒病的專門診所的動議。不過衞生署未有派員出席會議，引起多名區議員不滿。區議員黃健菁表示有5000名堅尼地城居民聯署反對西營盤賽馬會分科診所作為指定診所。到晚上，逾200名街坊在西區遊行抗議，由港鐵堅尼地城站出發，向西環方向步行。一名沒有戴口罩的中年男子與在場的遊行人士發生口角，中年男子隨後被警察帶走。而晚上9時半有約60名防暴警察到場，驅趕人群離開。有市民與警員理論時即被噴胡椒噴霧。

### 九龍灣健康中心
1月23日，醫管局表示計劃將九龍灣健康中心用作「指定診所」，接收新型冠狀病毒的相關病人。而普通科門診會有另一條通道分隔。
2月2日晚上7時，區議員畢東尼、尹家謙、麗晶花園業主委員會及麗晶居民權益關注會在羽毛球場舉行居民大會，有200人參加。畢東尼表示至年初四已收到共3,000個簽名。而鄰近九龍灣健康中心的佛教慈敬學校校長也表明反對，認為選址不適合。
2月7日和2月8日晚上，數百人圍繞麗晶花園一帶遊行，期間手持標語及高叫「反對肺炎指定診所」、「自己家園自己救」等口號，反對將九龍灣健康中心設為指定診所。

### 大埔賽馬會普通科門診診所
2月9日下午，大埔有逾200人參與遊行，反對汀角路大埔賽馬會普通科門診診所將設為指定診所，其後有人在廣福道堵路，交通一度受阻。到下午4時許遊行結束後，警員在抵達大埔賽馬會診所和廣福道清理雜物。
2月15日早上，保安員發現大門鐵閘熏黑，地下有玻璃碎片和毛巾，懷疑有人曾投擲汽油彈而報警處理。同日下午，逾50人由診所出發遊行至大埔中心發起遊行，一批防暴警員在大埔中心巴士站一度舉起黃旗警告，稱遊行未有事先通知警方。

#### 3月8日遊行多人被捕

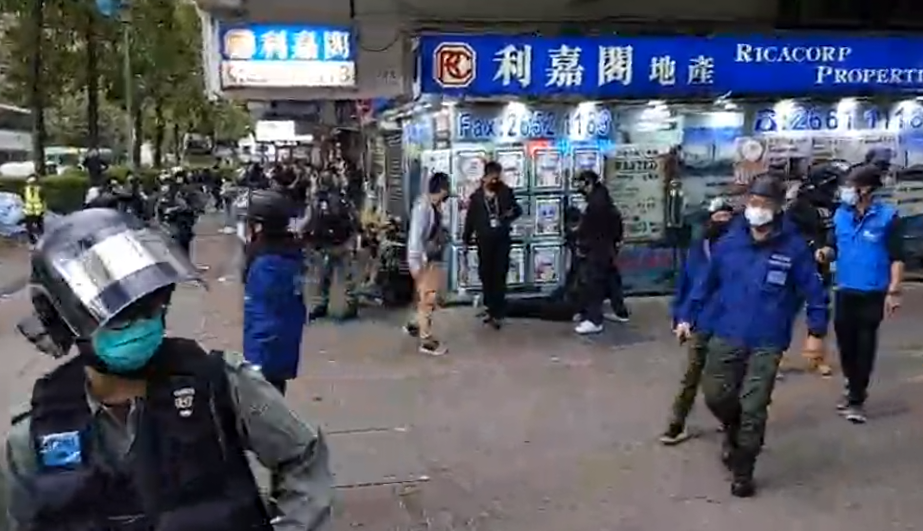
多名身穿黑衣的便衣警在安祥路及安慈路交界圍捕示威者，至少5人被帶走

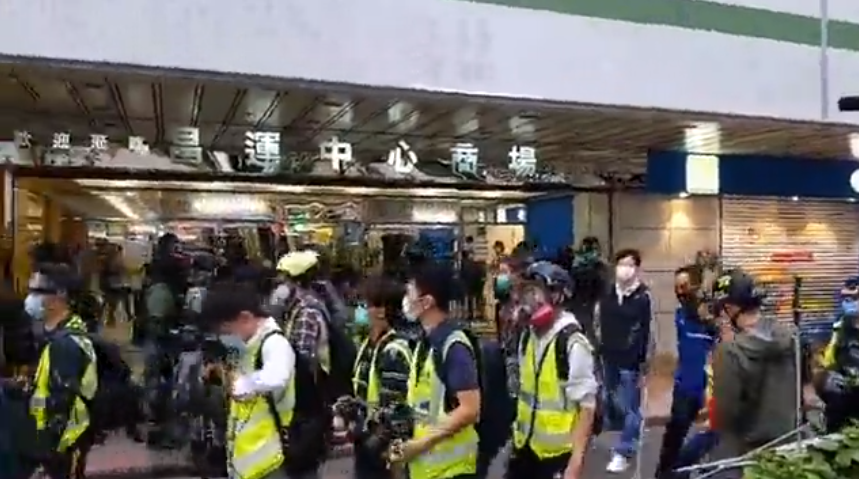
警方圍捕示威者期間，防暴警察一度打算進入昌運中心商場

3月8日下午2時，有市民發起在風水廣埸遊行至大埔賽馬會診所。大量防暴警察在周邊戒備並截查附近的市民。到下午3時，多名防暴警察跑到海寶花園旁，數十名年輕人站在一邊被要求出示身份證，警員一度向住宅平台舉胡椒球彈槍，期間近百名市民在附近逗留，對警方的行動表示不滿。而指揮官以「路過、要返屋企盡快離開，否則可能觸犯刑事罪行。」回應，並先後舉黃旗及藍旗。一名女士被警員三度警告「挑動現場人士情緒」後被拘捕，區議員文念志也被胡椒噴霧射中，需要義務急救員協助。
到下午4時，遊行人士開始沿安慈路出發，而警方於大埔中心總站橋上舉藍旗；遊行人士繼續高呼口號和遊行。遊行人士隨後走出安祥路的行車路設路障，一度佔據一條行車線。大批防暴警察隨即到場和多次向多名記者噴胡椒噴霧，而昌運中心對開有至少3人被制服地上，當中包括一名中年漢及一名女子，反手綁上索帶拘捕。《蘋果日報》拍攝到一名防暴警察的胡椒彈槍近距離對向被捕人頭部。
到4時半左右，防暴警向市民快速推進，多名身穿黑衣的便衣警在安祥路及安慈路交界圍捕示威者，至少5人被帶走。警員追捕期間，向一名表示剛用膳的市民報復式噴射胡椒噴霧，其後不適。而昌運中心外也截查至少兩名市民，有警員用長槍指向花園平台聚集的居民。而市民用手機拍攝警員時，被警員用強光電筒照射，並舉起胡椒噴霧作恐嚇。到5時半後氣氛回復平靜，未有街坊聚集。
入夜後，多名便衣警員在大埔超級城內制服市民，而不少街坊舉起手機直播時被警員遮擋及截查搜身。其後大埔區議員周炫瑋在facebook專頁表示，同區區議員文念志和連桷璋也被警方拘捕及截查。
警方表示下午拘捕共10人，其中5男4女涉嫌非法集結、阻礙警務人員執行職務及藏有工具可作非法用途。另外一名男子因被檢獲一張懷疑屬於他人的八達通卡，涉嫌盜竊被捕。而晚上稱有人在大埔安邦路及太和路一帶聚集，拘捕11男2女，年齡介乎15至36歲，涉嫌非法集結。

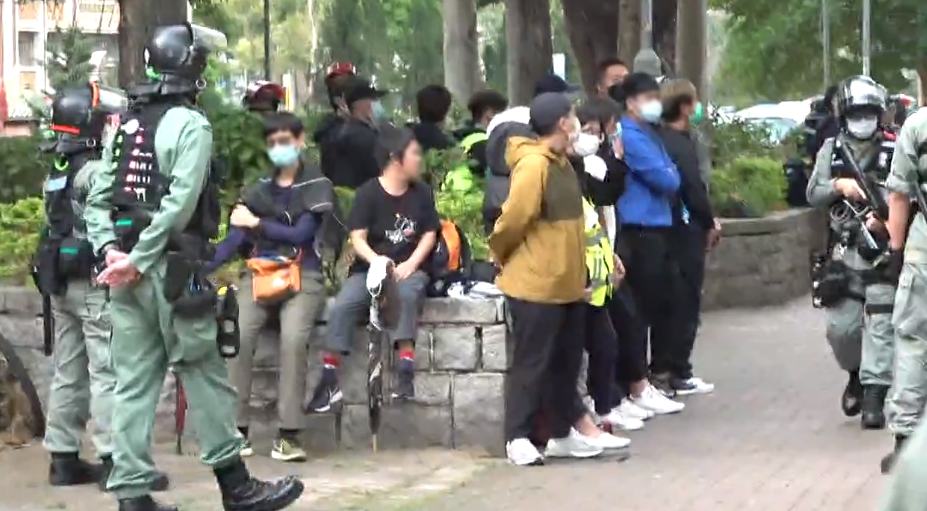
下午3時，多名防暴警察跑到海寶花園旁，數十名年輕人站在一邊被要求出示身份證
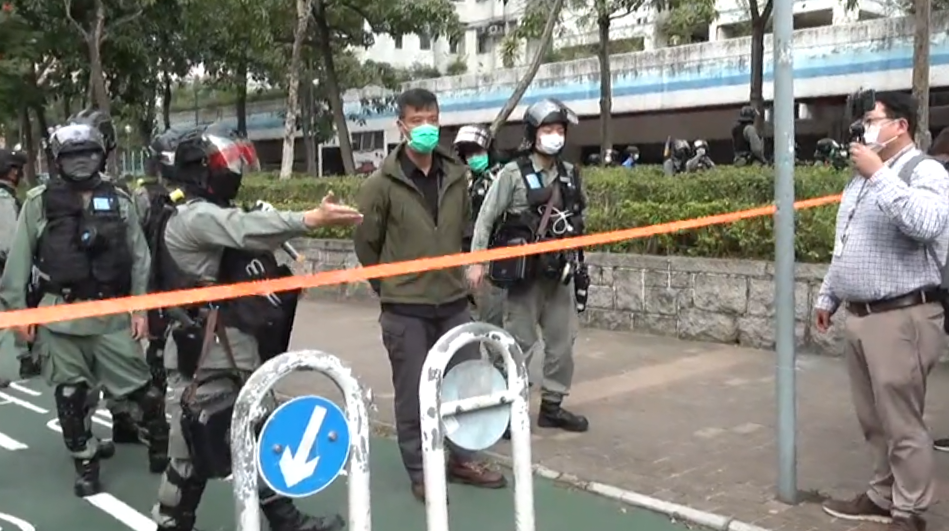
防暴警察要求逗留市民離開
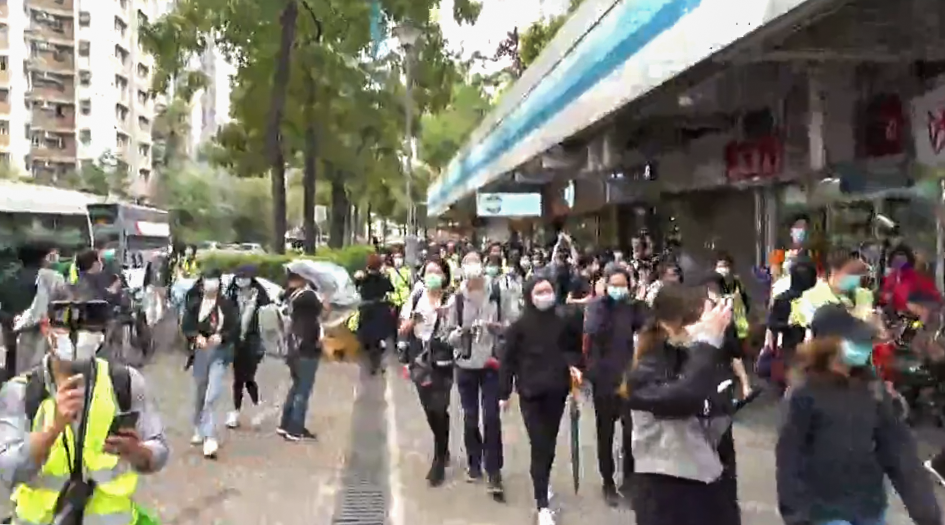
下午4時，遊行人士開始沿安慈路出發
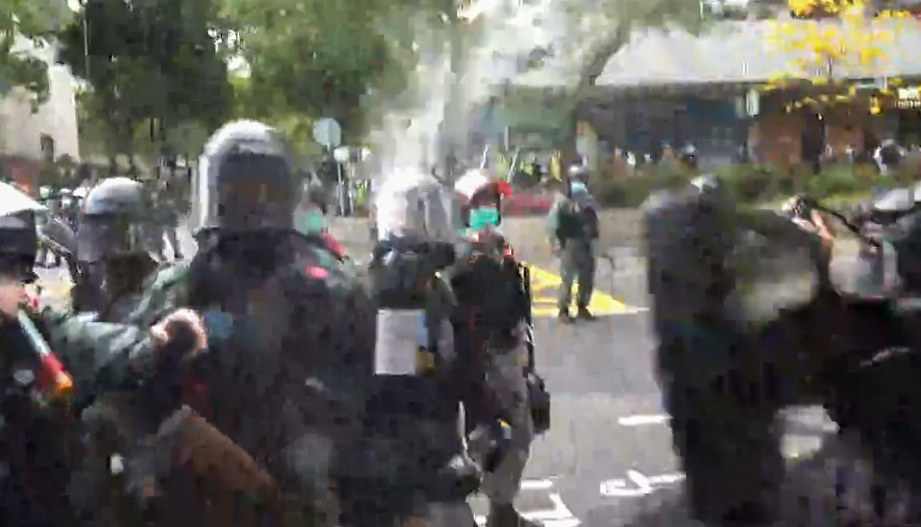
防暴警察向多名記者噴胡椒噴霧
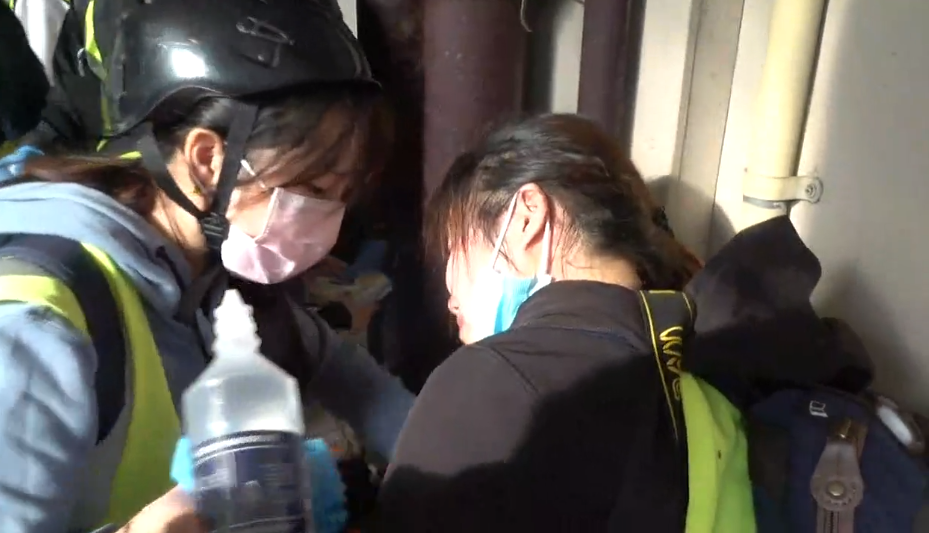
有市民被警員噴射胡椒噴水不適，需要救護員協助

### 筲箕灣賽馬會診所
2月9日下午3時，筲箕灣有50人遊行，途徑筲箕灣道、東大街、筲箕灣街市、西灣河文娛中心等，反對筲箕灣賽馬會診所設立2019冠狀病毒病指定診所。而東區區議員郭志聰表示一週已經收集逾2000居民簽名反對。

### 東九龍普通科門診診所

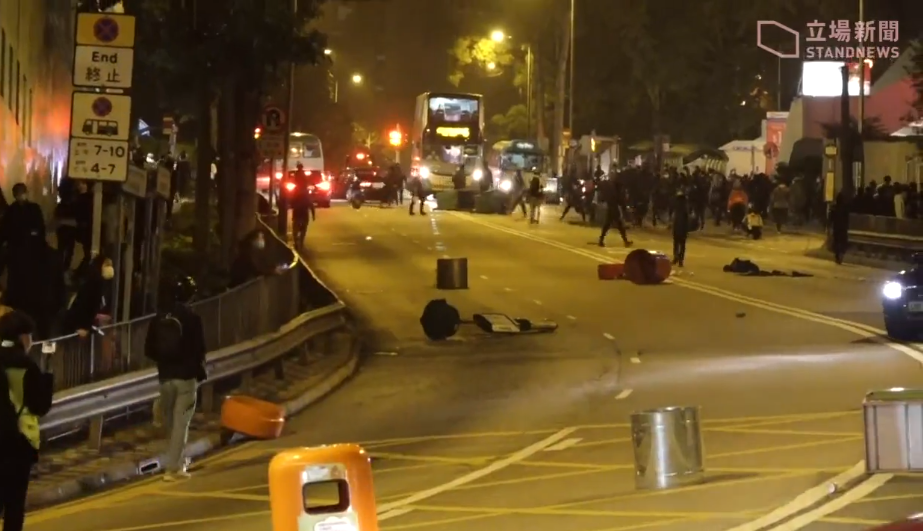
有人用磚頭、垃圾桶、木板等雜物堵塞蒲崗村道

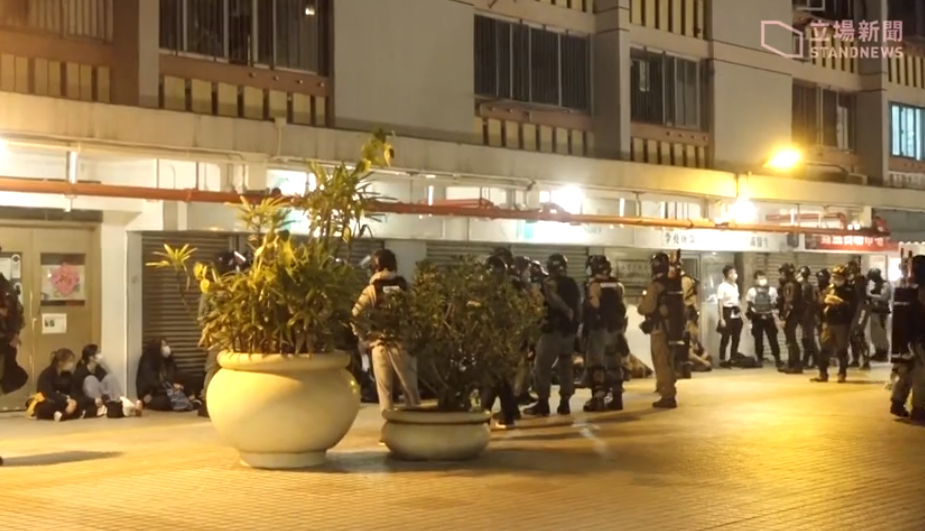
晚上10時許，大批防暴警員進入富山邨平台以及富仁樓、富信樓住所範圍內搜查多名市民。事件至少5名男子被捕

2020年2月12日晚上8時，有網民發起黃大仙「斧山一日遊」行動，反對東九龍普通科門診診所作指定診所。近百人之後沿斧山道前往診所期間被警員攔截，並舉起藍旗，警告遊行人士參與未經通知的遊行。之後有人用磚頭、垃圾桶、木板等雜物堵塞蒲崗村道，警員到場清理。到晚上10時許，大批防暴警員進入富山邨平台以及進入富仁樓、富信樓住所範圍內搜查多名市民。事件至少5名男子被拘捕，包括黃大仙區議員尤漢邦。警方行動期間也多次阻礙現場記者拍攝，並出手遮擋《立場新聞》記者鏡頭。其後有便衣警員揶揄記者是「20蚊記者」、「未讀完書」。

### 天水圍（天業路）社區健康中心
2月15日，元朗區區議員發起遊行反對天水圍（天業路）社區健康中心作指定診所，遊行由宏逸廣場出發，終點是慧景軒對出行人路，遊行有五百多人參加。遊行在下午3時50分結束後，天秀站拍卡機一度遭縱火，另外，有示威者把雜物擲向輕鐵路軌。防暴警在附近公園和天秀站月台向人群施放胡椒噴霧，多名街坊及記者被射中。有32人在天秀路公園被警方圍捕，之後被要求一字排開蹲下及除下口罩截查，事後全部被捕，年齡介乎14至52歲，分別涉嫌非法集結、藏有攻擊性武器、違反電訊條例及公眾地方行為不檢。現場有市民指罵防暴警拘捕年輕人，一名婦女因被指挑動市民情緒而被捕。
到傍晚仍有人聚集在天秀路公園一帶，有人在天富苑對出的天秀路用發泡膠箱等堵路，警員到場清理。

### 南葵涌賽馬會普通科門診診所

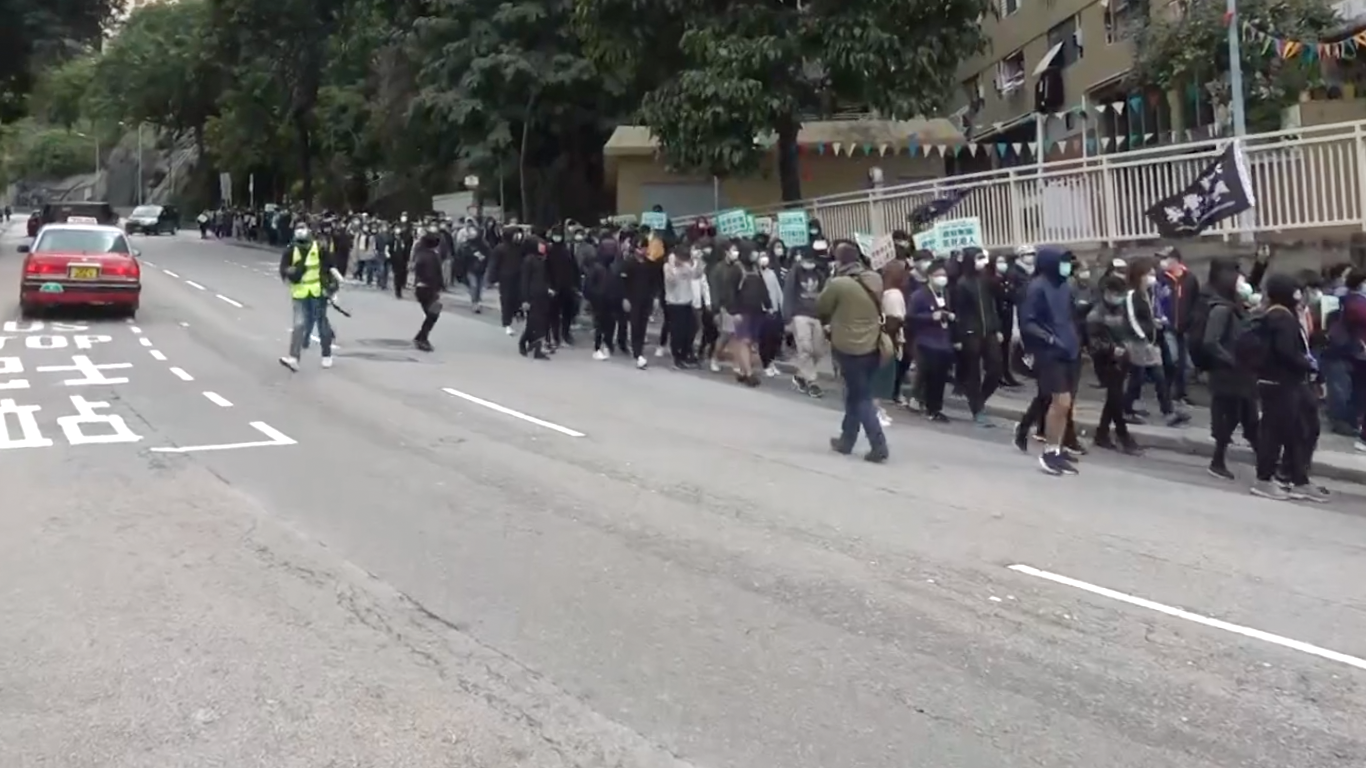
2月15日早上，約300名市民沿葵聯路、葵盛圍遊行抗議，反對該處作指定診所

2月15日早上11時，約300名市民沿葵聯路、葵盛圍到南葵涌賽馬會普通科門診診所（南葵涌診所）遊行抗議，反對該處作指定診所。尹兆堅表示該診所相距葵聯邨只有20多米，影響區內10萬人口，建議於已荒廢多年和較偏遠的葵涌公園興建臨時指定診所。而葵青區議員吳劍昇建議政府考慮於已荒廢的葵涌公立學校設指定診所。

### 伍若瑜夫人健康院
2月8日和2月13日，被列為應對2019冠狀病毒病指定診所之一的葵涌伍若瑜夫人健康院遭人投擲汽油彈，擊中低層頂部一台製冷機，兩扇葉燒毀，警方接報到場調查，列縱火案處理。事件中無人受傷。

### 仁愛分科診所

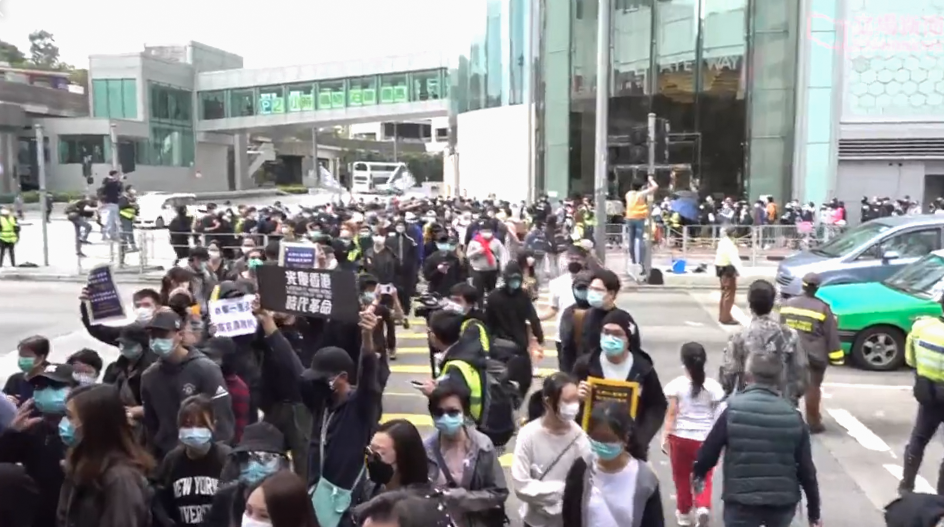
2月23日，屯門區議員上午在區內發起遊行，反對仁愛分科診所作指定診所

2月23日早上，屯門區議員在區內發起遊行，反對仁愛分科診所作指定診所，逾300名人士參與。大批防暴及大批警員診所和周邊戒備。而多名便衣更手持長鏡，在遊行沿路及診所天台拍攝市民和記者容貌。

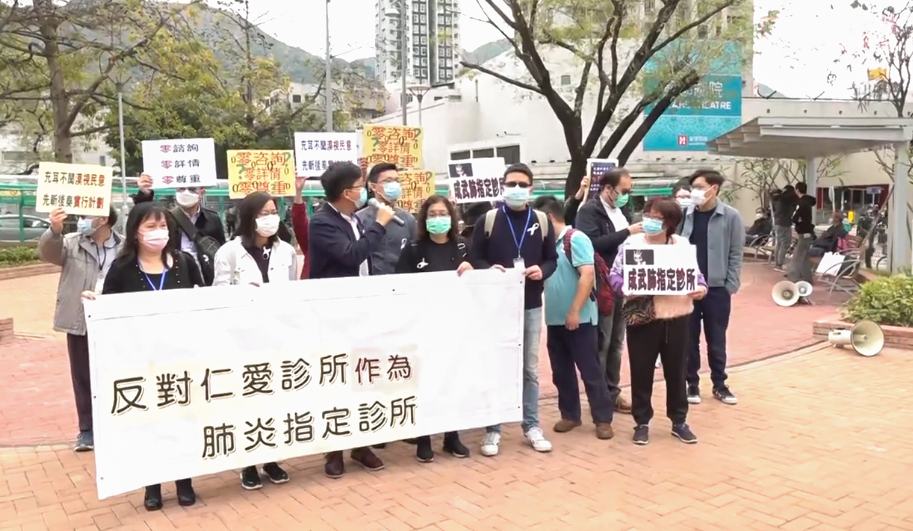
遊行前，屯門區議員發表講話
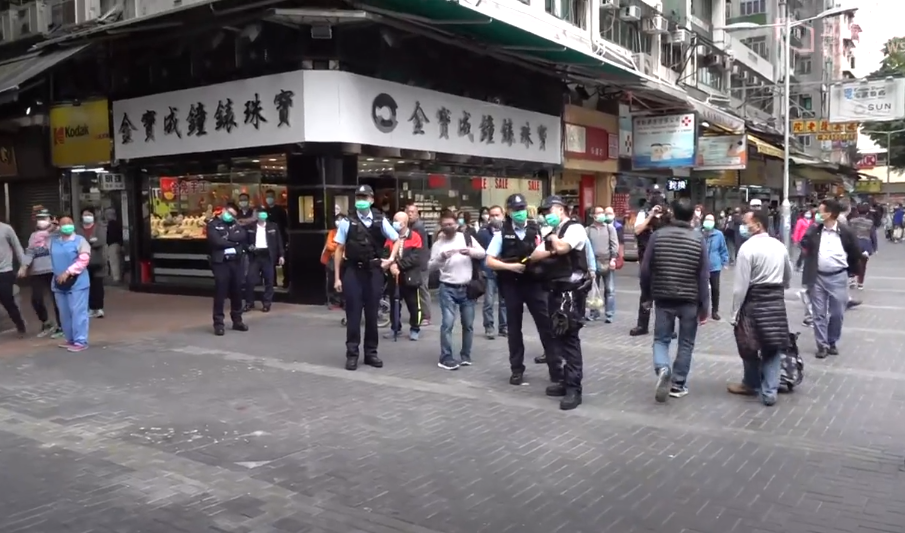
警員在周邊戒備
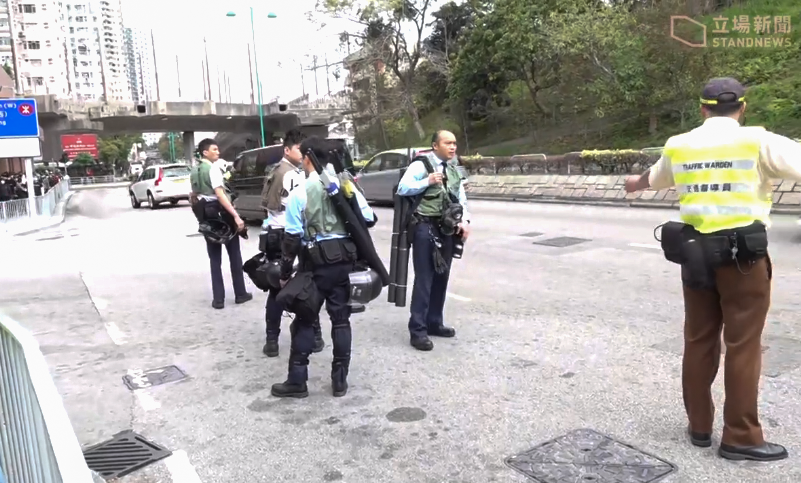
有警員沒有戴上口罩
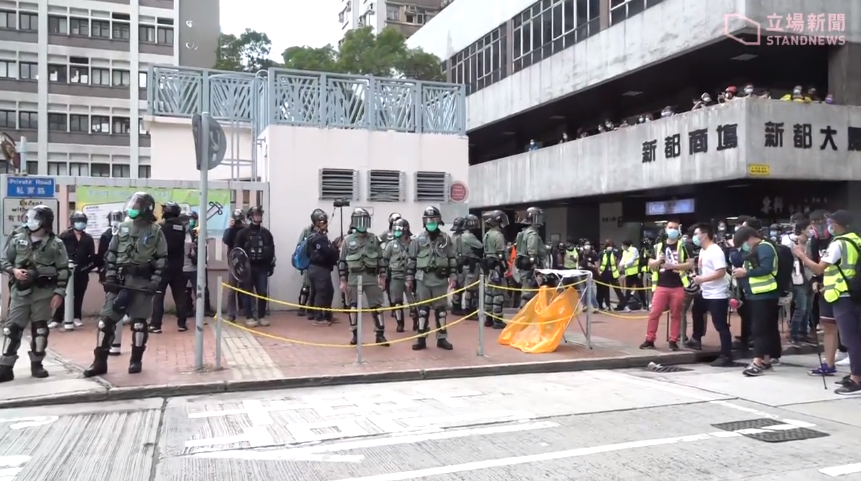
防暴警察在診所外戒備
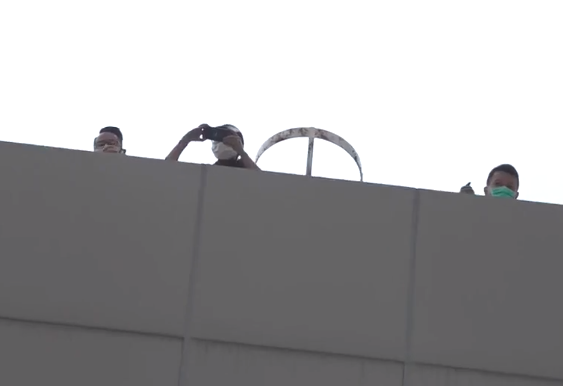
警員在仁愛分科診所天台拍攝

## 隔離營的爭議

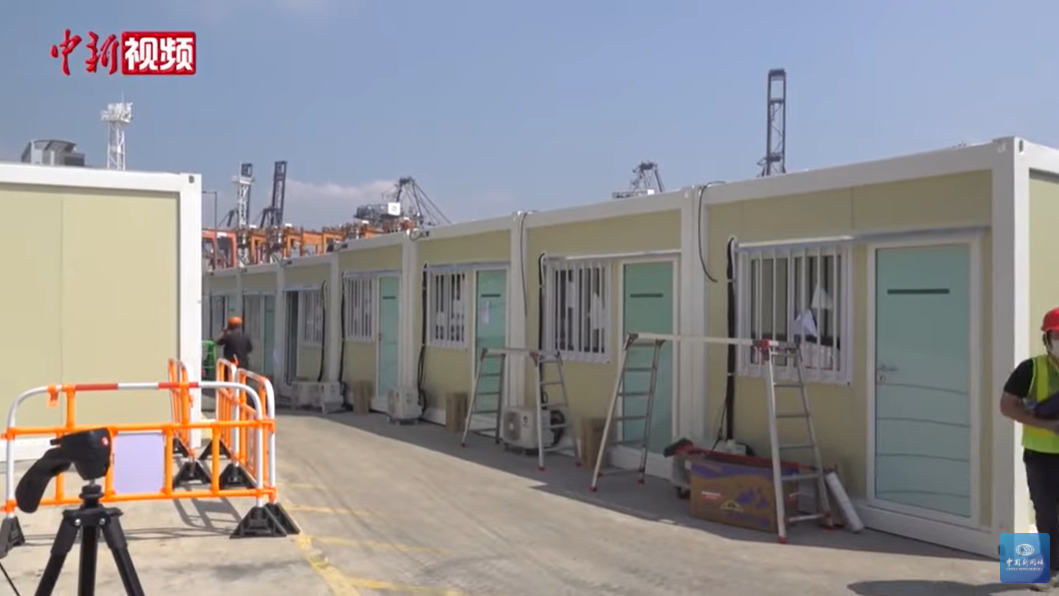
青衣方艙醫院被網民認為與監倉相近

2021年4月29日，東涌映灣園悅濤軒第11座的居民被安排在竹篙灣檢疫中心接受21天的強制隔離，有居民反映政府資訊透明度不足，隔離營的膳食安排不當，有信奉伊斯蘭教的印尼傭工，連續三日收到含有豬肉的食物。
而2022年2月由中央援建、位於青衣的方艙醫院，被發現內籠布置非常簡陋，內部只有一張木板床，並沒有廁所及浴室。入住患者要共用廁所。不少網民直言「感覺似監倉多啲」，認為會有交叉感染的風險。其後更有人發現房間內採用中國制式插座，引起網民擔心是否符合香港規格和安全問題。而保安局指每名人士入伙前會獲配備一個轉插，房間內亦有拖板。有入住的患者亦批評食物只提供炸物，對喉嚨痛的患者不舒服，女洗手間設置洗手間男尿兜，坐廁亦不乾淨，洗手盤亦沒有提供洗手液，廁所亦出現長期漏水。患者亦指職員態度很差，形容自己被差劣對待。亦有患者拍攝到淋浴間喉管出現漏水事故，擔心沐浴後的污水會引發播毒風險。
到3月8日，負責管理的保安局表示會提供四款含蔬菜和肉類膳食，洗手間內已添置消毒洗手液和加強清潔，形容會“以小區及人性化管理，主動了解入住人士需求”。
不過方艙醫院對難以自理的長者而言，卻是難以適應。前黃大仙區議員張茂清在社交媒體上公開分享一名患糖尿病的婆婆坐在房門外一人痛哭，她說自己一個人甚麼都不懂，包括快速測試，而電話也沒有拍照功能。該名街坊其後走出房外安慰婆婆。而她表示自己居住的大廈被圍封強檢後，因自己檢測結果呈陽性，而被送往方艙醫院。不過期間一直不知自己會被帶到哪兒，也不能自行選擇地點。最後她呈陰性後，再等多一天才能回家，希望可以照顧同樣染疫，並智力有障礙的兒子。
亦有網民分享海外例子，其中韓國的隔離設施有豪華大雙人床，並享有大海景景觀。而一日三餐的膳食亦非常豐富，賣相精緻。網民大嘆香港的待遇難以比下去。

## 違反檢疫令事件
3月19日起，港府宣布外地回港人士需接受強制家居檢疫14天，但不少市民發現在各區都出現疑似違反檢疫令的人士。3月23日晚上10時許，有一名戴有藍色電子手帶的13歲女子與一名男子於到沙田石門吉豚屋餐廳用膳，女子離開時更沒有戴口罩，鄰座食客發現有人戴手帶，立即報警並舉機拍攝。警方隨後在香港沙田萬怡酒店尋回該名女子，這名違反檢疫令的女子被送往火炭駿洋邨的檢疫中心檢疫。吉豚屋事發後將二人曾使用的餐具及餐牌全數丟棄，並暫停營業一天，進行全面消毒清潔。

## 政府官員反應遲緩

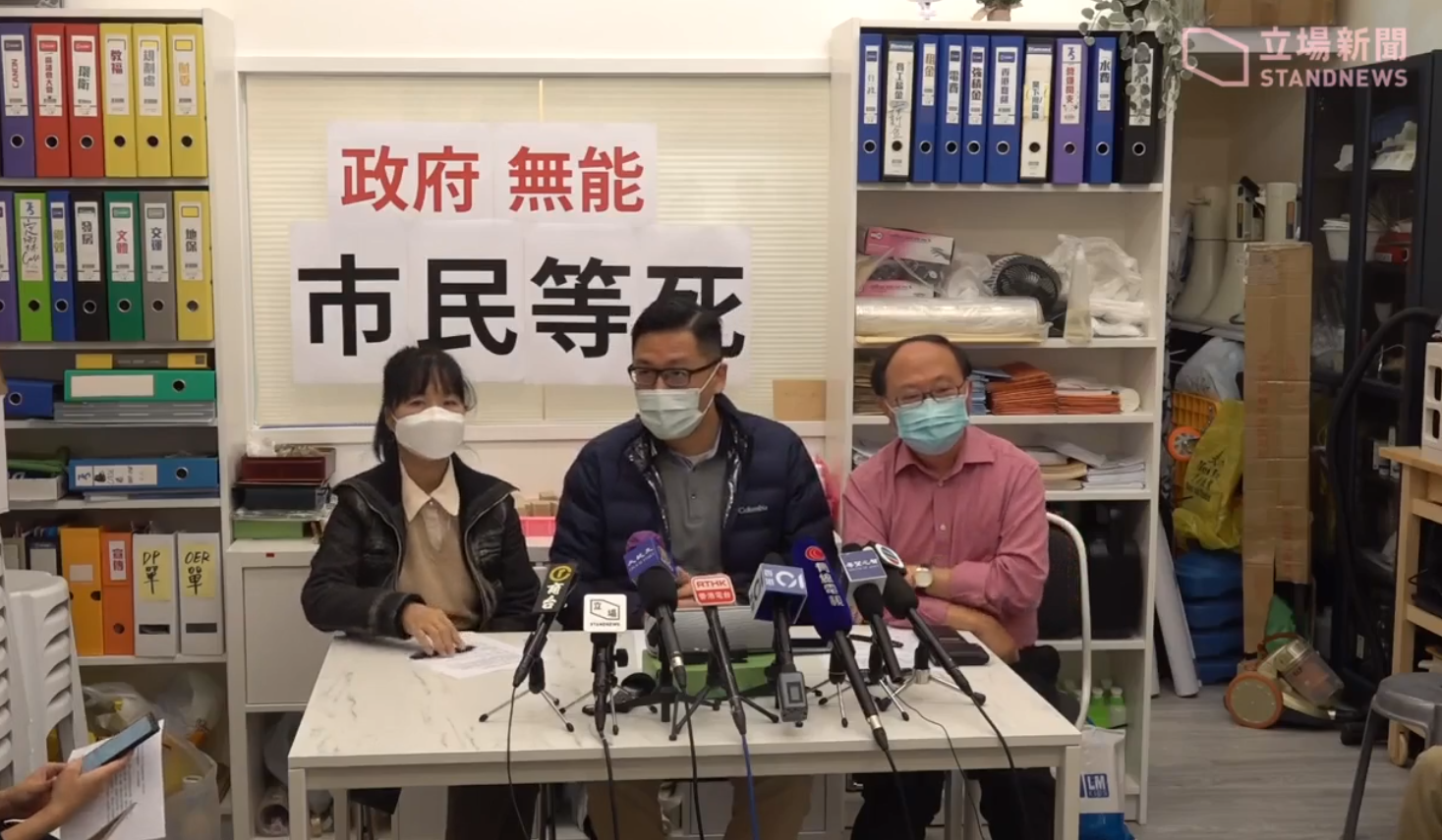
12月20日，民主黨電話訪問美林邨死者女兒，認為留家等候檢疫安排有漏洞

香港政府在處理疫情比澳門遲緩，亦比中國内地遲緩。中國内地則有傳媒稱香港初期的行動十分遲緩。
1月21日，香港政府規定由武漢抵港的飛機航班乘客今日起必須填寫健康申報表，但廣深港高鐵抵港乘客不需健康申報，署理行政長官張建宗以如果所有人都要檢測會造成人多聚集，空氣不清新，人多就更容易感染為由，因此不安排高鐵乘客填寫健康申報溫。衞生署署長陳漢儀解釋是考慮到陸路口岸的操作情況，而高鐵口岸已增加手提儀器探測體溫。惟當晚即有一名高鐵乘客抵港後高度懷疑感染新型冠狀病毒。23日張建宗改口稱乘搭高鐵抵港的旅客須填寫健康申報表。醫學界立法會議員陳沛然批評香港政府朝令夕改，張建宗拒絕讓高鐵旅客填寫健康申報表後隨即改變做法，導致訊息混亂。

### 疫情受控爭議論
2020年2月19日，政務司司長張建宗在立法會特別會議指「疫情已受到控制，希望市民包容政府」。有關言論被傳染病專家批評。香港大學感染及傳染病中心總監何栢良在一個電台節目表示至少要連續14天零感染個案出現，才勉強稱疫情「穩定」。到一日後，張建宗透過辦公室出稿解釋目前疫情「受嚴密監控」，政府會因時制宜推出措施。

### 林鄭借疫情為建制助選
2020年2月22日，行政長官林鄭月娥公開一份給中央政府的抗疫工作報告。報告指「自己失敗了」，連建制派也沒有和她站在同一陣線。報告明言，現在是2020年香港立法會選舉前「難得可扭轉形勢的契機」，希望藉「處理疫情」贏取市民認同，為建制派造」。林鄭月娥指自己「死不悔改」，仍然奢望借疫情來翻本，是「食人血饅頭」。一名未具名的建制派議員批評林鄭「無得救」。報告公開後，行政長官辦公室一直未有回應。直到10日後，林鄭月娥才指「跟中央政府有文書來往」，並承認此報告的存在。前特首辦新聞統籌專員何安達指，這份報告真確，特首辦會很快回應。而這類文件屬高度機密，流出的機會性很低。時事評論員王慧麟指，此報告反映港府眼中，抗疫要和政治高度結合。但其政治研判水平，比中學生KOL還要差。

### 待檢疫女子家中離世 政府：做了很多工作回應
2020年12月19日，一名在大圍美林邨居住的62歲女子在家中單獨等候送往檢疫中心期間離世，死者女兒批評是政府行政失當，當局一直沒有聯絡她們和讓媽媽自行去醫院檢測下，最終導致媽媽死亡。她的妹妹也指當局沒有向家屬交代事件經過。而食物及衞生局局長陳肇始到黃大仙彩雲邨視察流動採樣站後，被記者問及政府有否行政失當和是否會道歉，她表示衞生署已經做了很多工作，之後無再回應。

### 抗疫工作失敗導致新冠疫情惡化震動中央
2022年2月開始，香港的新冠疫情急劇惡化，在2月14日更錄得單日確診超過2000宗。2月15日，中共總書記習近平下令特區政府要負起主體責任，把穩控疫情作為壓倒一切的任務，又委託主管港澳事務的中共政治局常委韓正向行政長官林鄭月娥轉達高度關注。

## 防護裝備不公平爭議

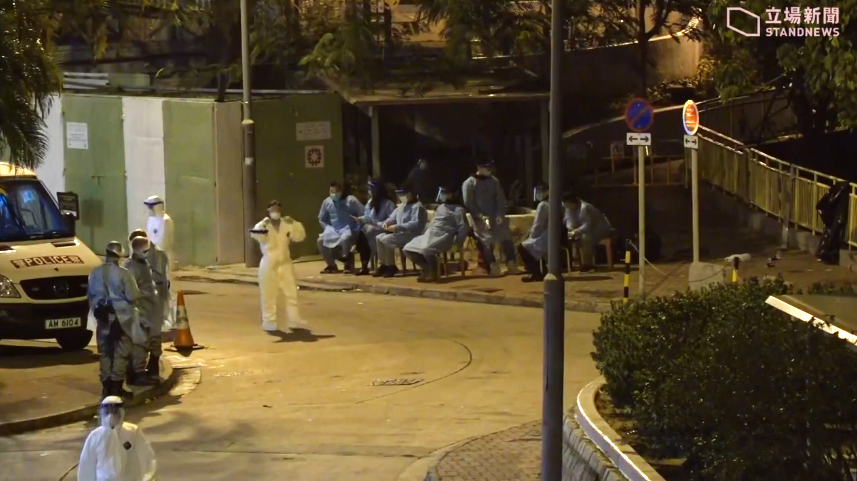
部分警員換上高規格的全套PPE防護裝備，但右方的另一批救護員只配備較低規格的藍色保護衣

2020年2月11日，政府決定青衣長康邨康美樓因有住戶出現病徵而緊急疏散。而網民從新聞直播片段發現，到場警員換上高規格的全套PPE防護裝備，反而運送懷疑或確診個案病人的救護員，只配備較低規格的藍色保護衣。醫管局早前也表示醫院防護物資不足，欠缺PPE裝備。而醫院內的醫護人員更出現限用口罩的情況。網民質疑警察得到的裝備比多數醫護人員更高規格，相當浪費。
政府官方社交平台「添馬台」表示警方是「一直持續全力支援醫護衛生部門」，不應單憑一兩張相便質疑警方。
此外，有房屋署的外判員工透露，當進入康美樓檢查時，署方只提供貌似雨衣的透明「保護衣」和非防水、非密封的鞋套，認為裝備不合規格。而房署表示已經跟從食環署指引，為員工提供足夠裝備。
2020年3月，有中學文憑試准考生反映從考評局領取一批來自俄羅斯的口罩很薄，擔心規格有問題。教協理事張銳輝表示教育局有責任保證口罩合乎規格和安全。有校長更拒絕交給文憑試准考生，並要求教育局和物流署公布更多採購口罩資料。教育局稱無收到學校對口罩的投訴。

## 資訊發佈爭議
2月27日晚上，網上流傳涉及近6,000幢大廈地址的「正在接受強制家居檢疫人士所居住的大廈名單」。在媒體關注後，衛生防護中心到2月28日才正式公布。而食衞局局長陳肇始在同日的記者會拒評名單真偽，解釋官方未有公布，要需時整理。而衞生防護中心傳染病處主任張竹君表示每位市民都應做好個人衞生，「唔應該靠政府」；再被記者問是否認為「市民不需要這份名單」時，她回應「個人覺得係囉」。

## 要求童軍總會協助
2020年2月8日，香港童軍總會管理層早上向部分童軍領袖發信息，表示民政事務局緊急要求童軍人員協助防疫工作。有童軍領袖表示屬自願性質，但沒有接受過高級別的防護訓練，加上防護裝備不足，意外保險保障也不足夠。估計是政府無法在公務員體系找到足夠人手，才向童軍招手。民政事務局證實事件，希望能「本著共同目標，齊心抗疫。」

## 佩戴口罩爭議
2020年1月23日，當衞生署署長陳漢儀被記者問及她在公眾場合有咳嗽而不戴口罩時，陳漢儀指在普通社交場合是不需要戴口罩。有傳媒質疑陳漢儀的說法與《禁止蒙面規例》的司法覆核案件有關，林鄭月娥否認有關說法。
1月25日，港大公共衛生醫學講座教授梁卓偉回應為何他及其他官員不戴口罩出席記者會表示，因為「戴著口罩便無法說話」。由於言論涉及公共衛生的基本常識，引起廣泛爭議，梁卓偉其後在院方社交網站專頁致歉。
2月4日早上，行政長官林鄭月娥在行政會議前會見傳媒，表示已向政府內部發出指引。除患病、在前線或人多聚集地方工作外，所有官員均不准佩戴口罩，以減少口罩用量，更希望傳媒也跟隨這個標準。有關言論惹起多名前線、文職公務員不滿。而行政長官辦公室在同日下午出稿澄清，政府沒有要求同事不可配戴口罩。

## 不合作運動

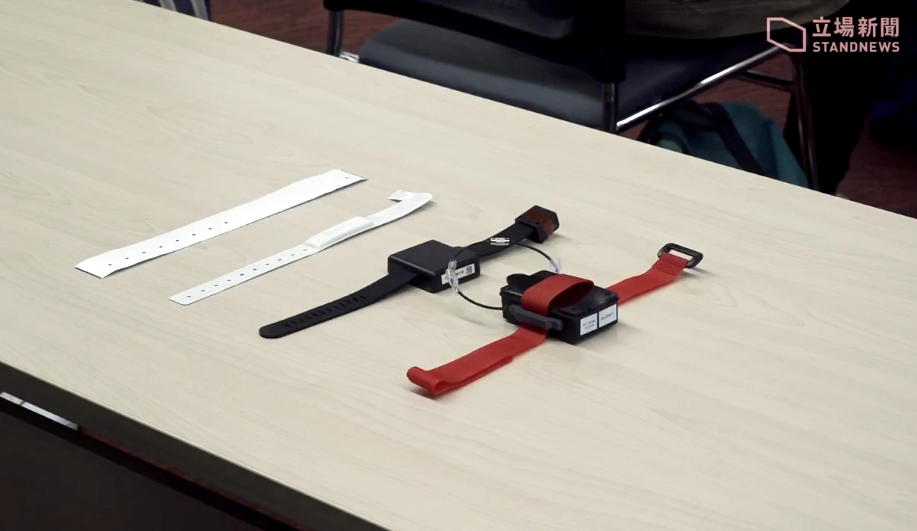
3月25日，衞生署衞生防護中心記者會展示4款手帶，當中功用稍有不同，部分為電子手環，具有藍牙定位追蹤功能

2020年1月25日，立法會議員鄭松泰表示收到醫護人員控訴，指遭到病人襲擊，該病人更扯掉護士的口罩，威脅傳染病菌並嘗試逃離隔離病房。威爾斯醫院澄清指該病人並非2019冠狀病毒病患者，而是於深切治療病房因出現譫妄症而企圖爬離病床。
2020年1月27日，一名來自廣東開平有發燒徵狀的男病人，因拒絕轉換病房，大鬧瑪嘉烈醫院，更一度除下口罩躺在的走廊。
1月27日晚上，8名湖北人因不滿在香港機場被拒入境，大鬧機場，當中有人情緒十分激動，不斷揮動雙手，又喊「太欺負人了！」
1月30日，衛生署衛生防護中心傳染病處主任張竹君指出，由於兩名在1月29日確診的武漢夫婦（第9及第10名確診患者）並不合作，因此未能得知他們在港期間，確實到過甚麼地方。
同日，第12名確診的患者（75歲男子），涉嫌隱瞞曾於2019年12月30日至2020年1月7日到訪廣東順德並在當地一間診所求醫，他被安排住在瑪嘉烈醫院普通內科病房7日，令同房的醫護及病人承受染病風險。
1月30日下午，一名居住於調景嶺都會駅的79歲香港男子，到將軍澳醫院急症室求醫，由於他發燒及報稱近期曾到訪湖南，遂安排他到負壓病房隔離及接受進一步檢查，但他在等候照X光期間擅自離開。院方已向衞生防護中心通報及報警求助。
2020年2月4日，第16名確診患者的兒子涉嫌隱瞞曾到訪深圳，因此患者被安排入伊利沙伯醫院普通病房接受治療，令至少6名醫護人員曾與患者接觸出現相關病徵。
2月8日，強制檢疫生效，所有從內地抵港人士必須強制檢疫14天，期間不可離開居所，但截至2月17日，共有4名受強制檢疫的香港居民企圖經港珠澳大橋及深圳灣口岸離港而被入境事務處截獲，之後被衞生署送到檢疫營，衞生署對其中2名人士向法庭申請傳票。
2月17日，香港警務處處長鄧炳強及警方高層有自拍片段流出，警方領導層在2019冠狀病毒病疫情期間忽視衛生署及衛生防護中心發布要注意個人衛生及避免聚餐等呼籲，香港警察領導層仍然與演藝界人士在酒樓的包房聚餐，期間與演藝界人士搭膊頭、蹺手和擁抱等接觸，而且沒有戴口罩，更有人違法在食肆室內吸煙。鄧炳強在台上攬著曾志偉稱自己不懂得做警察，他是學成龍的，又稱自己願意為在場的演藝界人士赴湯蹈火。議員及社會人士均批評警方領導層帶頭立壞榜樣，縱容違法在室內吸煙，而且學成龍做警察，及自稱會為藝員赴湯蹈火，是警方自我損害公正執法的形象。
2020年2月20日，一名68歲的鑽石公主號郵輪男乘客，從日本乘坐政府包機由日本回港。2月21日他自行量度體溫時已發現有發燒達攝氏38.2度，並曾服退燒藥，但他未有跟指引向醫護通報。他最後於2月23日確診2019冠狀病毒病，成為香港第71名確診患者，亦是首名從鑽石公主號返港後確診的港人。
2月25日，深水埗黃金電腦商場47B「火器純味電子煙」店舖一職員，因涉嫌違反《預防及控制疾病條例》被被警方及衛生署人員帶走扣押。他於2月24日從內地回港，未有留家隔離14天，於2月25日返回店舖。
2月27日，有一名在香港留院隔離病房的患者在內地的「小紅書」網站以簡體中文發文，抱怨指摘醫生只將男友送來的流動電池放在緩衝區，沒有直接送入病房給她，她致電護士總機又按護士鈴，最後逼使醫生「黑着臉」將物品拿入病房給她。醫護指將病人物品放於「緩衝區」是慣常做法，讓醫護集齊派餐、探熱等工作才一次過進入病房，以減少與病人接觸時間及節省裝備。事主做法使人質疑她為了充電而浪費防護衣物。
3月26日，一名隸屬深水埗警區軍裝巡邏小隊的22歲鄭姓女警（#428個案）確診感染新冠肺炎，醫管局公布她在明愛醫院求診時已有咳嗽，但在醫護多番勸喻下仍不肯戴口罩，致兩名抽血員要接受14日隔離檢疫，其後接受病毒測試呈陰性，需要入住檢疫中心。醫管局稱女警的行為增加醫護及其他病人染病風險。護協批評該女警缺德，身為執法者應「知什麼是紀律」。該女警居於荔枝角道19號，在14天潛伏期內，她曾到過11個地方，包括牡丹大廈、青衣城、始創中心、文遜大廈、奧海城二期、荃新天地一期、荷李活商業中心、瓊華中心、深水埗警署、All Night Long酒吧及警察新界南總區總部。
3月28日晚上，媒體拍攝到食環署人員和大批警員尖沙嘴諾士佛臺一帶酒吧巡查期間，酒吧職員在入口為巡查人員逐一檢查體溫後，才可進入酒吧，不過輪到警員時，職員未有為他們量度體溫，直接讓他們內進。
2020年12月18日，伊利沙伯醫院一名63歲男子李運強（第7379宗确诊個案）擅自離開醫院，至今仍未尋回，他逃離前一日曾離開過病室，经医护劝导后返回。他在住院期间曾有多次不合作情况，包括在常规检查时，需要医护人员多次劝说解释才配合。香港医管局称，病室及病房都有自动双门连锁装置，并设有中央监视装置，李运强或因“动作太快冲了出去”逃离医院。19日晚，警方发文表示正協助追尋，並已通緝該男病人。醫管局负责人还稱，他離開時有戴口罩，公眾或醫護亦有戴口罩或合適防護裝備，相信感染風險不高，但不清楚他經過什麼地方。警方及後於20日晚上11時許在旺角尋回李運強，凌晨12時許將他送回伊利沙伯醫院。據了解，李運強的案件交由警方借調到衛生署的人員跟進，人員已初步查問，然而他拒絕合作，拒交代過去3日曾逗留地點及接觸何人。有消息称，李運強將在伊利沙伯醫院留醫至1月18日，警方將在他出院時正式進行拘捕，並在徵詢法律意見後，決定是否落案起訴。12月24日，李運強被解至九龍城裁判法院，控以「任何人不得使他人蒙受感染的危險」罪，獲准保釋至2021年2月5日再訊。他被捕後表示，他因為害怕打針和接受診治而逃走。

## 有關醫院管理的爭議

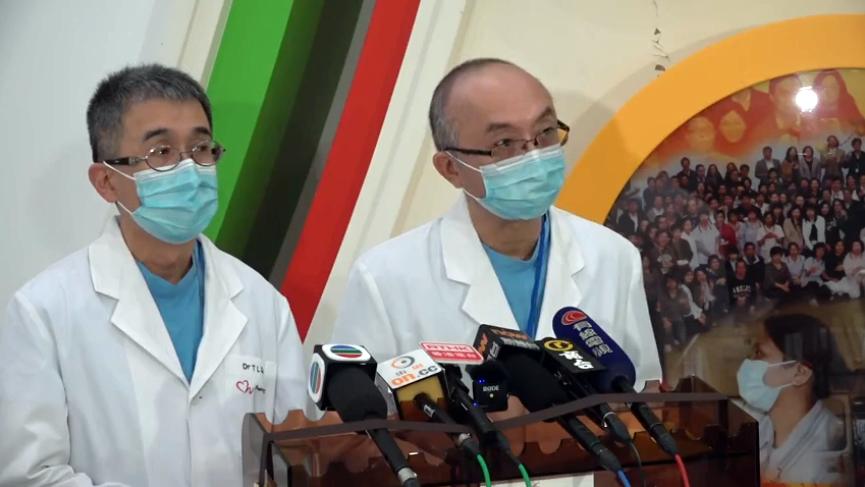
屯門醫院急症室接收確診新型冠狀病毒肺炎患者時未安排「負壓病房」，醫院在1月25日為此事件致歉

1月25日，醫管局承認一名曾在屯門醫院求醫的確診患者曾4個小時停留在非負壓病房，指安排不當，有機會對醫院內人士造成影響，向公眾致歉。最少12人需要因此接受醫學觀察。
1月26日，有學護於社交網站投訴需要「抽生死籤」到高危的隔離病房工作。醫管局發言人回應指學護已接受相關的培訓，亦不會於高風險的病區工作。
1月31日，將軍澳醫院及靈實醫院行政總監劉業添在靈實醫院員工座談會上，向前線醫護表示「人終歸都係一樣(死)，只係遲早，只要記住初心……」向醫護作鼓勵，引起全場嘩然，認為總監說話薄涼，輕視醫護人員的生命安危。
2月3日，醫學院內科及藥物治療學系心臟科副教授兼威爾斯醫院心臟超聲波實驗室主管李沛威回應醫護界就控制疫情要求政府封關罷工行動，在Facebook上載圖片，呼籲參與罷工的人「記得戴上白絲帶，好讓我記住你的名字和所作的事」（Remember to wear your white ribbon so I can remember your name and what you did），言論疑似在恐嚇參與罷工的醫護人員。醫管局員工陣線發言人其後回應，這是公然打壓，不應該出自任何一個醫管局的管理層或有下屬的上司。
2月13日，屯門富泰區議員何國豪接獲屯門醫院護士投訴，表示宿舍環境惡劣，多年來沒有人打理。如地面有大量污迹、牀褥，枱面和地墊佈滿灰塵和黑色污迹，而水龍頭更充滿鏽屑，開出來的都是鏽水。有護士表示「坐監都無咁差」。屯門醫院發言人回覆稱，對臨時員工宿舍的狀況欠佳深感抱歉，安排了未完成大清潔的房間予員工使用，表示已經聯絡相關同事更換房間。
3月21日，瑪麗醫院化驗室測試7個來自亞洲國際博覽館的入境人士樣本，其後在凌晨覆檢有關樣本後，才發現4名入境人士的樣本覆檢結果，與昨晚的初步報告不一致。醫管局承認樣本在化驗過程中被錯誤對調。表示已即時通報衞生防護中心, 安排兩人送院接受隔離治療。

## 高危確診者缺乏支援不治
2022年初第五波染疫死亡人數連日攀升，事主女婿控訴政府只顧花資源「動態清零」，對高危確診者缺乏支援，認為外母並非死於新型冠狀病毒，而是求醫無門。他質疑有多少人因入院無期致死，促請政府公布死亡個案詳情。九龍區醫護稱，目前醫院缺乏人手，無法照顧病人飲水。有人入病房後因缺水而導致急性腎衰竭，血糖血壓全部超級差。更試過無醫護及時發現病人而心臟病發，量度血壓時才知悉病人已經離世。
到2022年3月16日，有4名來自安老院舍的長者送往亞洲國際博覽館後，先後被發現昏迷，送院後證實不治。有亞博職員揭露館內每日都有大量患者需要緊急送院，有陷入昏迷，呼吸、心跳停頓的病人更需要等候超過30分鐘才能有救護車接送，形容每天都有無助情況出現，如「人間地獄」。加上亞博分館由醫管局及社署管理，有部分場館只有床位，並沒有醫療設備，以及欠缺護理員下，結果沒有自理能力的長者並無設備和人手支援。而病人家屬表示親人入住後全無音訊。

## 要求內地醫護協助

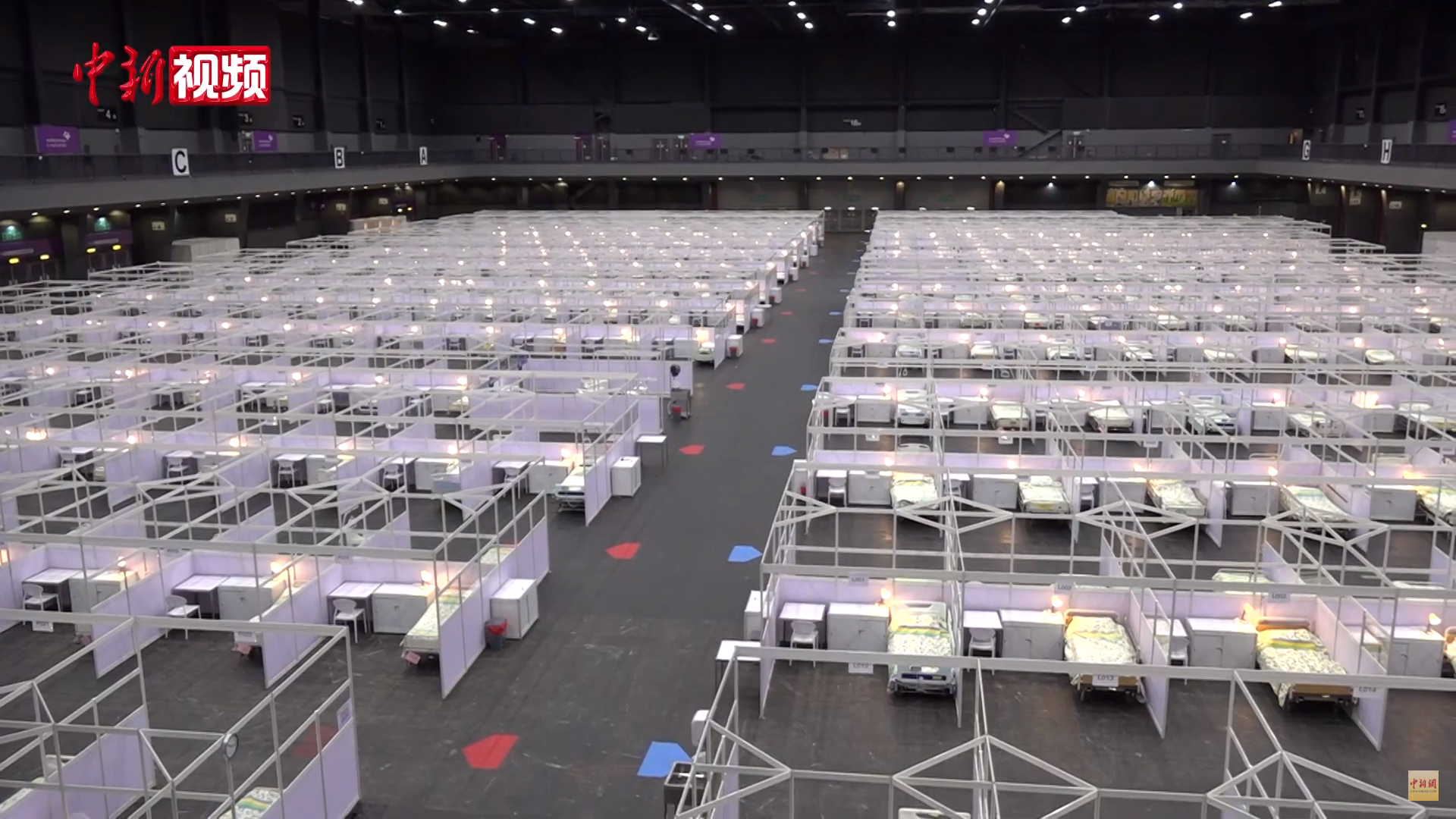
醫院管理局負責將亞洲國際博覽館內的展覽館改為「臨時醫院」，首階段提供約500張病床。不過部分媒體和政府官員卻稱大陸派人協助興建

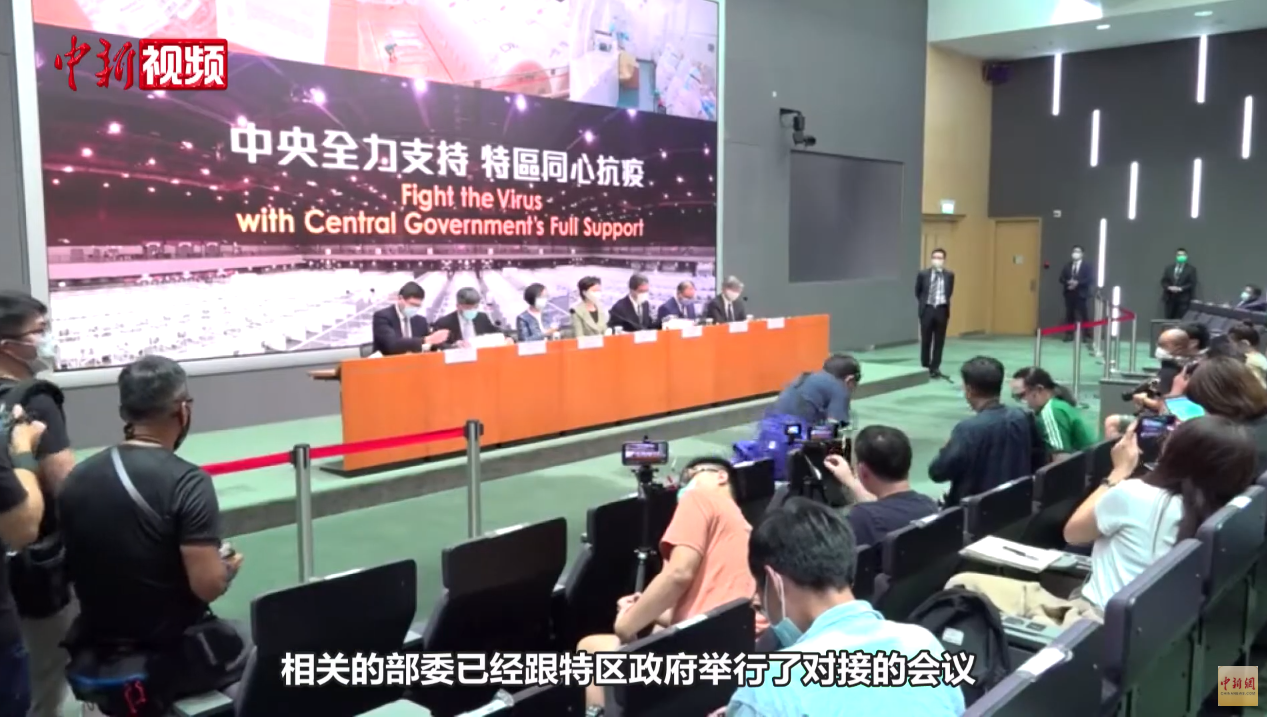
8月7日，政府交代「普及檢測」計劃時，記者會背景顯示「中央全力支持　特區同心抗疫」

2020年7月中起，多個建制派政黨及親建制傳媒，提出向中央政府尋求協助抗疫。
2020年7月10日，工聯會建議內地可派醫療隊伍到香港進行檢測工作。
2020年7月23日，醫學會會長蔡堅表示，公立醫院醫生一直以英文書寫病歷、認為大陸醫護寫簡體字和說普通話，會難以合作。同日香港護士協會亦發聲明，指國內醫護人員來港不符合本港法例和專業守則。
2020年7月24日，醫學會傳染病顧問委員會主席梁子超接受香港親中報章《文匯報》時表示，若本港醫療系統「爆煲」，內地醫護人員可暫時來港協助，包括將部分病人送往深圳進行隔離和治療，不應該該將「內地醫護」拒於千里之外。有關言論引起不少爭議，香港醫學會發出聲明，指相關報道的言論與內容，純屬個人言論，並未經過會董討論，不代表醫學會立場。到7月25日中午，民建聯及工聯會約見中聯辦副主任何靖，要求中央支援香港，包括興建方艙醫院、協助本港私營醫療機構與內地檢測機構合作、儘快落實健康碼等。麥美娟表示大陸醫護來港不會違法，而中國曾派出醫療隊協助到海外抗疫，指市民應放下政治偏見和行業保護主義。
其後，《香港商報》引述消息稱，特首林鄭月娥已向中央求助，若香港疫情惡化，緊急調動內地醫務來港協助，更指上海等地方的醫務人員已經接到指令。7月26日，林鄭月娥撰文批評「一些別有用心的人又藉此散播謠言，說什麼有內地醫療團隊到香港的公營醫院提供診治服務，或把港人的基因樣本送回內地等」，認為是抹黑中央和破壞特區和中央的關係。7月27日，中聯辦發言人指，將隨時應特區政府請求，提供一切必要支持。同時批評少數人不顧及市民安危，提出「毫無底線造謠」及對內地醫護充滿偏見。
2020年7月31日，港澳辦發表聲明，中央政府應港府的請求，派遣內地檢測人員赴香港協助開展大規模核酸檢測篩查，幫助香港加快建設臨時隔離及治療中心，以盡快控制疫情。
2020年8月1日，行政長官林鄭月娥和政務司司長張建宗指臨時醫院由內地政府有份派員協助興建，更把中國常用的名稱「方艙醫院」用作稱呼此臨時治療設施。其中《中國日報》海外版宣稱該設施是「中央政府負責參與設計及營運」。而彭博通訊社，以「中國幫助香港建臨時醫院（China to Help Hong Kong Build Mobile Hospital）」作為標題，引起不少網民在Bloomberg Asia的Facebook專頁留言表達不滿，批評報道誤導。其後醫院管理局發布新聞稿澄清，位於亞博館的社區治療設施，是由醫管局負責籌劃建設，所需物資均由各公立醫院調配或採購；亞博館負責提供場地及搭建設施配套，在雙方團隊努力下，數天內完成安裝。黃埔區區議員鄺葆賢呼籲市民不應將該處名為「方艙醫院」，而是「社區治療設施」。
2020年8月2日下午，6男1女的內地核酸檢測先遣隊隊員抵港，到達九龍維景酒店入住，協助開展實驗室工作。其後多次到大埔的華大基因化驗所進行考察，但沒有回應工作進展。
8月6日，「內地核酸檢測支援隊」隊長、廣東衛健委的余德文到港，而民主派區議員到九龍維景酒店外抗議，不滿政府委託中資公司為市民檢測。認為是借病毒檢測為由，背後是收集港人基因監測。醫委會病人組織業外委員林志釉就批評政府至今沒有公開支援隊的行程和隊員資歷，引起市民懷疑。
8月7日，政府交代「普及檢測」計劃，委任三間中國國家檢測機構提供檢測服務，記者會背景圖片顯示「中央全力支持　特區同心抗疫」。而特首林鄭月娥稱這是「中央給予我們的支援」，同時指市民不應該經常用陰謀論看待，作出故意詆毀、抹黑和製造矛盾的行為，更不應該破壞中央和特區關係。在問答環節時，更用了3分鐘花闡述中央對香港的支持、認為港人應該感受到中央的關愛，來回應中央廣播電視台的記者問題。
2022年3月，政府向中央請求將北大嶼山醫院感染控制中心和亞洲國際博覽館派出內地醫療團隊支援。

## 沒有招標下 委託受爭議的化驗所作病毒檢測
2020年7月中，政府在沒有招標的情況下，向「中龍檢驗認證」、「華昇診斷中心」及「Prenetics」提供檢測合約。不過「中龍檢驗認證」被人揭發，該公司未有列入政府認可提供檢測的醫療機構列表，在醫務化驗師管理委員會網頁中，2019年「經營從事醫務化驗師專業業務的公司名單」公司名單上也沒有中龍或中國檢驗。另一化驗所「華昇診斷中心」的母公司「華大基因」，因其機構「新疆絲路華大基因科技」被指在新疆強取當地人基因，遭美國商務部列入黑名單。與此同時，華昇董事華壽恩曾任DR實驗室總監，曾在2012年DR醫學美容集團誤殺案中作供，案發時他是DR集團旗下實驗室總監。事件引起公眾關注。香港電台以每個樣本檢測收費300多元起推算，為高風險群組約50萬人進行病毒檢測，3間化驗所至少可收取1.5億元。
其中「中龍檢驗認證」已經在慈雲山推行全民檢測。到8月6日擴大到黃大仙、觀塘、屯門及油尖旺46座樓宇，約8.6萬名居民，透過派發咽拭子採樣套裝進行檢測。
8月4日中午，十多名於大埔太平工業園工作的人士和到場聲援的大埔區議員，反對華大基因在該大廈興建火眼實驗室。有員工因其身份證放在辦公室內，當他們請求警察准許，希望能返回辦公室取回身份證時，卻被拒絕，督察以「唔洗拗喇，總之你哋全部票控」回應。警察將他們帶走上警車送往大埔警署；區議員則被票控限聚令。區議員事後表示，警方曾表示不會阻撓和平示威，但最後警員封鎖現場。
民政事務署表示，為政府提供檢測的化驗所須符合本地法例，但沒有回應為何政府仍選擇「中龍檢驗認證」提供檢測服務。而多名區議員均對計劃表示憂慮，指決策完全沒有諮詢區議會，質疑當中涉及利益輸送，無法令市民安心。屯門區議員何國豪認為政府採用華大，惹來「DNA 送中」的憂慮。觀塘區議會主席蔡澤鴻指，政府應該交代會如何處理市民資料。同時質疑為何要委派國內機構負責，不選用香港本地機構。

## 中國華大基因檢測接連出錯
中國華大基因是香港2019冠狀病毒檢測服務的主要承辦商，但檢測接連出現問題，包括出現假陽性或假陰性結果，造成假陽性者無辜入院，其密切接觸者亦被送往檢疫中心。對此，行政長官林鄭月娥表示特區政府會嚴肅處理，但她以擔心削弱香港整體抗疫能力為由，拒絕更換承辦商。

## 全民檢測爭議

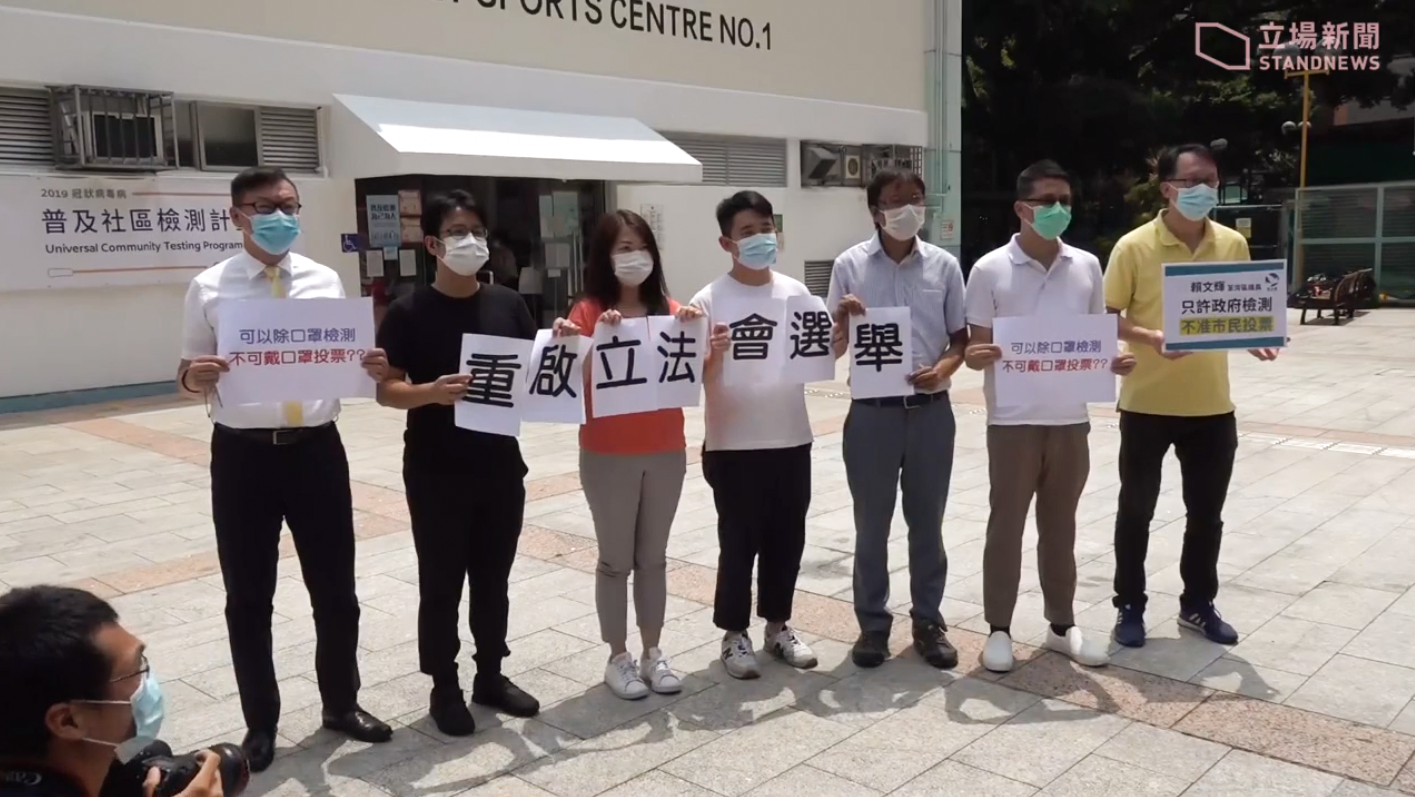
區議員到界限街一號體育館檢測中心外，要求重啟立法會選舉

政府為推行普及社區檢測計劃，在全港設置141個社區檢測中心。不過香港電台發現，超過一半檢測中心地點，與過去兩次立法會和區議會選舉的投票站位置相同。公民黨立法會議員郭家麒斥政府抹黑選舉是高風險活動，反問為何出席政府簡介會就沒有問題，認為政府「搬龍門」和「只許州官放火」。公務員事務局聶德權沒有回應，其後發言人在晚上近11時發聲明強調，檢測計劃不能與和選舉相提並論。而地區人士認為部分社區檢測中心位置不理想。如政府徵作九龍灣國際展貿中心展覽廳「匯星Star Hall」作檢測中心。有商戶表示從未收到商場方面通知，擔心會影響生意，也不滿政府及商場從未諮詢及通知商戶。而顧客表示商場是人流多的地方，加上也有辦公室，並不適合作檢測中心。麥花臣匯的居民也批評檢測中心位於基座麥花臣場館，指廁所的排氣抽氣通道和地庫垃圾房是與場館相連共用，擔心會傳染病毒。業主考慮根據大廈公契申請禁制令。
另外，政府於8月29日在11份中英文報章的頭版及內頁刊登「為己為人 參與檢測」廣告，涉及開支約258萬元。
為了推行全民檢測爭議，政府向醫管局借用呼吸器型的口罩（Nano Mask），公務員事務局長聶德權回應，因全民檢測計劃在短時間內要為醫護人員提供N95口罩，於是醫管局向政府借出N95口罩，政府會歸還。

## 全民強制檢測爭議
2022年2月22日，香港第5波新冠病毒疫情確診人數居高不下，過去一星期有5日錄得超過6千宗確診，累計確診超過41,000宗。特首林鄭月娥星期二傍晚公佈，將會在3月推行疫情持續超過兩年來，首次全民強制病毒檢測，當局將會按全香港市民的出生年份及身份證號碼，分批每人做3次強制病毒檢測。林鄭月娥強調，這次全民強檢有法律效力，不接受檢測會被罰款之類，她又表示，在中國支援下，將會大幅增加隔離檢疫設施，所有確診及初步確診者都要盡早隔離。有學者分析，很多香港市民質疑全民強制檢測的成效，強硬推行可能會引發社會不滿。
學者指全民強檢或引發社會不滿。
對於林鄭月娥宣佈推行全民強制檢測，香港民意研究所副行政總裁鍾劍華接受美國之音訪問表示，全民強檢在操作上有很多困難，加上很多香港市民質疑全民強制檢測的成效，強硬推行可能會引發社會不滿。
鍾劍華說：「我相信無論怎樣操作(全民強檢)，第一操作上都會好困難，第二你亦都要看到其實很多人對究竟這個檢測能夠產生甚麼效果，都是有很大疑問的，即是純粹全民檢測就沒有治療的效果的，你找到一些(受感染)的人出來，是不是全部送入禁閉設施呢﹖到時有多少禁閉設施可以用到﹖再加上現在慢慢香港人都清楚知道這個病、(Omicron)這個病毒本身很多人都可以其實透過喝多點水、在家裡休息幾日就會康復，用到這種手法(全民強檢)會令到香港市民更加反感，而且那個 "作秀"意味實在太重了，我覺得，很多人未必配合，甚至會有些抵觸，我覺得到時只會令到政府在執行上更加困難。」他表示，過去兩日香港已經錄得接近14,000宗確診個案，實行全民強檢的時候，可能10日內已經發現幾萬個感染者，新興建的隔離設施可能立即爆滿，他質疑根本不可能有足夠的隔離設施配合全民強檢。 

## 保險中介籲內地人來港
1月26日，保誠保險一名理財顧問（微信名稱為「任煒書 Winson 保誠(香港)」）呼籲湖北人來港躲藏及跟他買保險，引起關注，保誠即日終止這名理財顧問的代理合約。因为这名理財顧問此舉涉嫌違反保監局對跨境銷售的相關規定，嚴重者可被停牌。
1月27日醫管局質素及安全總監鍾健禮宣佈非香港居民若染上2019冠狀病毒病，隔離醫療費用全免，之後，網上多名香港保險公司中介在內地網上平台發文，呼籲內地居民「不要擔心醫療費，有不舒服盡快(來港)就醫」，討論引起市民憤怒，炮轟該些中介為做生意失去良心。

## 強制外傭檢測及接種疫苗爭議

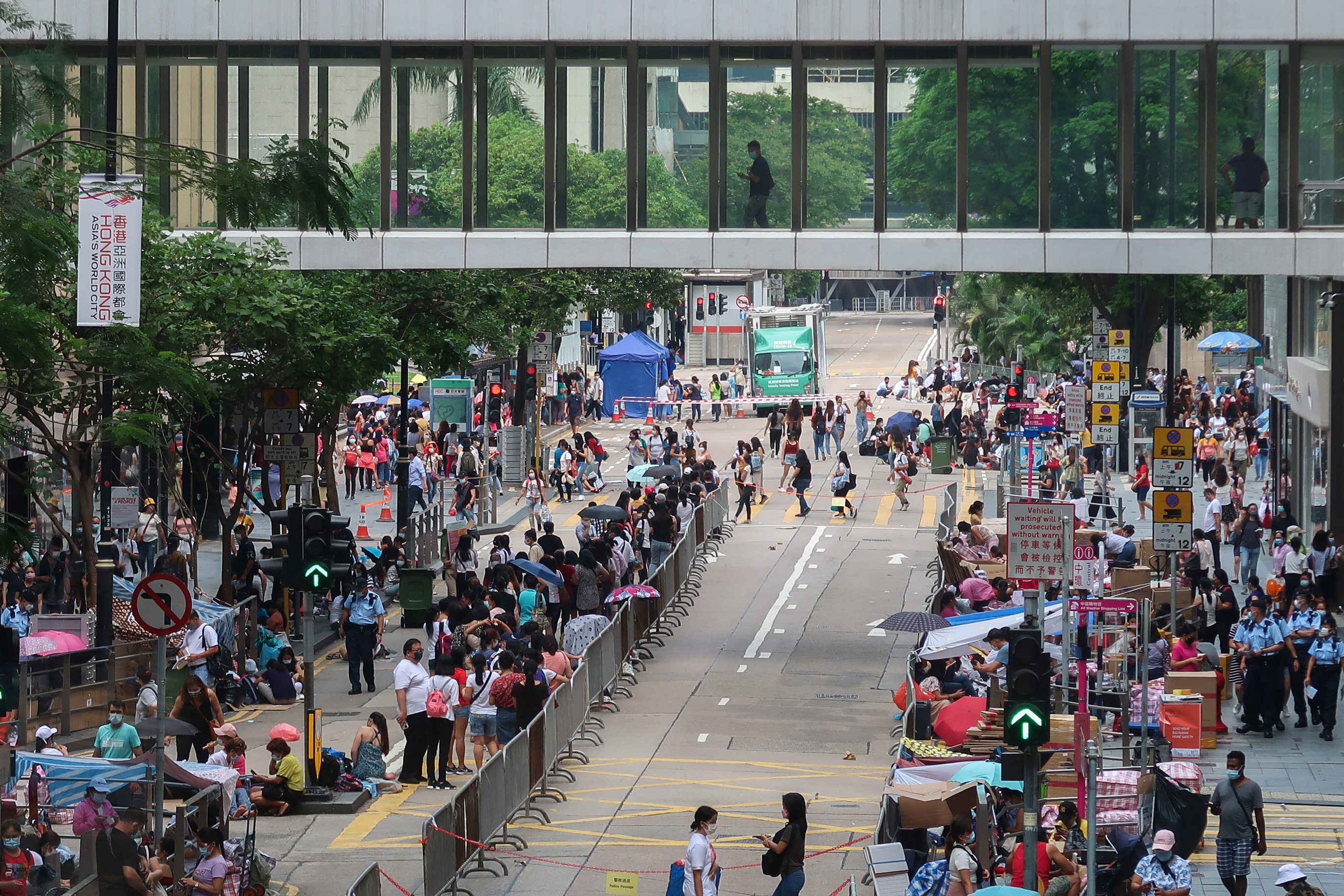
4月30日，因應有兩名外籍家庭傭工確診變種新冠病毒，政府宣布全港37萬名外傭需要在5月9日之前接受病毒檢測。在中環遮打道有大批外籍家庭傭工在炎熱天氣下排隊檢測

2021年4月30日，因應有兩名外籍家庭傭工確診變種新冠病毒，政府宣布全港37萬名外傭需要在5月9日之前接受病毒檢測，但如果外傭已注射兩劑疫苗，至今已相隔最少14日，就可獲豁免。政府又表示將會要求外傭續約前需先注射認可疫苗。香港亞洲家務工工會聯會批評強制外傭檢測是歧視政策，又認為並非所有外傭適合接種疫苗。菲律賓外長洛欽表示支持總領事的言論，質疑港府強制外傭接種疫苗有歧視成份。
2021年5月9日，平等機會委員會主席朱敏健在Now新聞節目《大鳴大放》表示，外傭或因健康理由等而無法打針，政府需提供接種疫苗以外的替代方案，否則措施容易受司法挑戰。
2021年5月11日，行政長官林鄭月娥宣布不會強制外傭簽新約或續約時強制接種疫苗，但全港近34萬未注射疫苗的外傭需再做新一輪強制檢測。

## 警方執法爭議
2020年2月4日晚上，天水圍天瑞邨有人群聚集，抗議港府未有封閉較接近天水圍的深圳灣口岸，但結果演變成警民衝突。當晚約10時，一眾防暴警員於天瑞邨集結，向街坊、記者作出搜身甚至拘捕，當中大量前線警員不斷主動衝向人群，施放胡椒噴霧，又以催淚彈、橡膠子彈等公然在住宅範圍對市民施放。多名議員及急救員協助途人離開時，一名警員捉住元朗區議員伍健偉並對其眼部噴射胡椒噴霧，其後身體亦多處受傷，需要送院治理。明報記者一度被警員截查及以胡椒噴霧指向。
2020年2月27日傍晚，有一批樂富居民自發在樂富站出口派發酒精搓手液和消毒噴霧，要先打一眾高官小人。不過開檔不足10分鐘已經有警員到場，其中一名軍裝警員更帶同警犬到場，大聲呼喝在場市民「再嘈就咬你哋！」。有警員截查年輕人，其後獲得放行。而「香城公民媒體」記者正直播採訪期間，突然被防暴警員截查，並搶去記者電話。之後以「你揮手襲擊警察點算呀」和「唔好講咁多」等說話對待記者。
2020年3月31日晚上，警方在旺角、太子拘捕54名市民，事後旺角東區議員林兆彬發現，有被捕人士進入警署後，警員聲稱作為證物為由，將他們佩戴的外科口罩沒收，其後派發極薄的口罩供他們使用，防疫效果成疑。有被捕人士的家屬批評警方無準則，連基本人權都沒有。林兆彬已經提交動議到油尖旺區議會，要求警方解釋為何沒收被捕人士口罩，交代警方為被捕人士提供的口罩規格和公開承諾為被捕人士提供合規格口罩。警方其後在facebook發帖文，表示過往曾發生被羈留人士利用口罩內的鐵線作自殘行為，故採用兩層結構及沒有鐵線的口罩。稱日後會為被羈留者提供由懲教工業生產的口罩。
2020年9月5日傍晚，有市民目擊一名男子在油麻地砵蘭街文明里休憩處用膳期間，被3名警員上前勸喻。男子不斷詢問警員「公園吃飯是不可以嗎?」隨後警員以「係呀！而家我係話唔食得嘢！」回應。而女警要求該男子戴口罩，否則票控。警員更一度威脅以「醉酒鬧事」罪名拘捕該男子，最後截查隨身物品及抄低身份證後便放行。
2022年3月8日一名53歲牙醫涉在西九龍法院外送囚車時被警方票控「限聚令」。她否認一項「參與受禁羣組聚集」，案件在2023年8月底經聆訊後，暫委裁判官郭子丰指雖然有一致行為（奔跑追車、高舉手機燈等），但不能推論有共同目的，指情況有如 4 人各自在馬路前等紅綠燈，待轉燈時前行，分別與各自的朋友會合。而沒有跡象顯示「追車」人士認識對方，不能排除屬偶遇，裁定傳票控罪罪名不成立。
2023年2月初，47人初選案開審，社民連主席陳寶瑩、外務副主席周嘉發及成員曾健成，當日在西九龍裁判法院外拉橫額示威，周被指使用咪高峰時，拉下口罩約5秒而被票控違反口罩令。周否認傳票控罪，到同年10月20日，裁判官余俊翔裁定他罪成，罰款一萬元，兼付 500 元堂費。裁判官指，本案議題並非拉下口罩的時間長短，周案發時身處公眾地方，按規例須一直戴口罩。而他陳詞稱咪高峰未能正常運作，故拉下口罩令更多人聽見發言，但本案沒相關證供支持，其解釋不構成合理辯解。周對裁決結果感到無奈，原本罰款只需 5,000 元，但因上庭抗辯而另外被罰 5,000 元，合共一萬元，將再與法律團隊研究判詞，決定會否上訴。他亦批評，本案反映政府執法雙重標準，相當滑稽，形容自己因拉下口罩 5 秒被罰一萬元，相當於每秒罰 2,000 元，但事發前特首李家超等官員，在七人欖球賽期間到場「載歌載舞」，與市民合照，均沒有戴口罩。

## 限聚令爭議

### 限聚令人數無科學基礎
特區行政長官林鄭月娥在2020年3月27日公佈，3月28日清晨將香港法例第599G章《預防及控制疾病（禁止羣組聚集）規例》刊憲（有關《規例》亦被稱為「限聚令」），其中包括禁止4人以上的聚集，但在記者會上被問到為何限制4人以上而非其他人數，卻指「事實上係無咩科學基礎（事實上是沒什麽科學基礎）」。

### 警方濫發告票

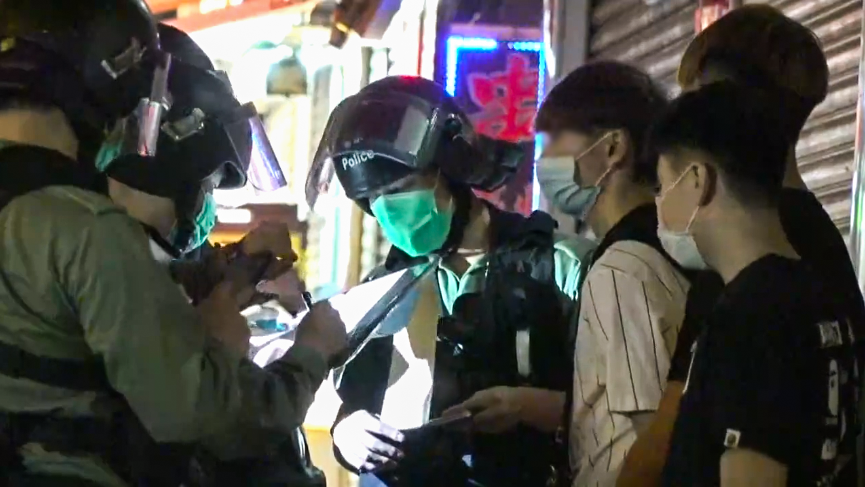
4月21日元朗襲擊事件發生9個月，警員在建樂街截查3名少年，雖然限聚令禁止多於4人聚集，但也向他們發出告票

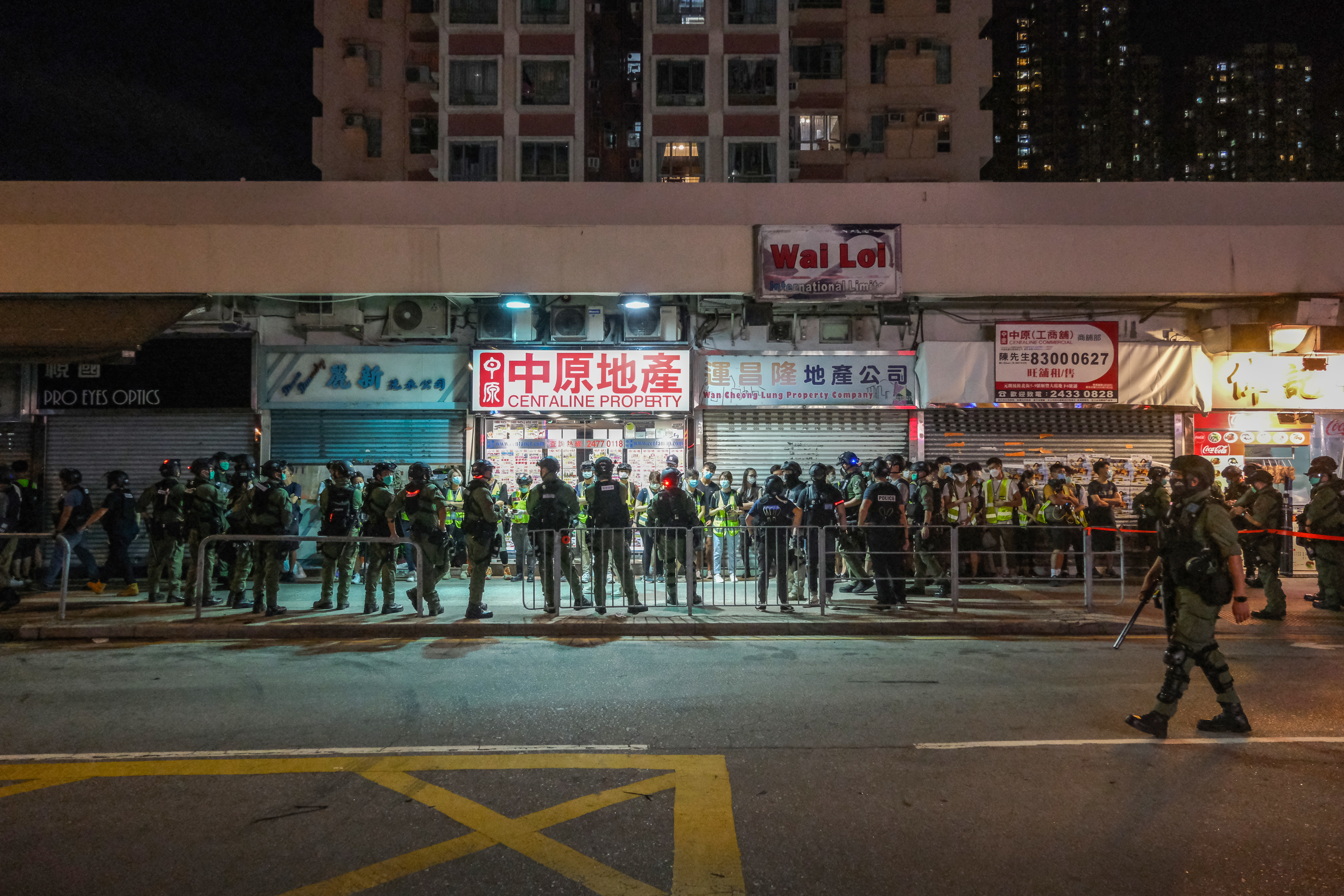
7月21日元朗襲擊事件一週年，30多名記者在鳳攸北街一帶被警員截查並發出違法「限聚令」告票

在限聚令實施期間，警方選擇性執法，主要針對黃店和區議員助理，警方甚至票控免費派發口罩的青年。有律師已經援助其中10名遭無理票控的市民。不過眾新聞發現警方共發出5080張告票中，有606宗申請撤控，但只有9宗因證據不足能夠成功撤回。曾因蠔涌爆炸品案入獄的鄭偉成成立「599關注組」，他慨嘆在限聚令下市民需要食飯購物要索取單據和記錄到訪地點作為抗辯證據。
2020年3月31日，有防暴警察向1名市民發出傳票，指他違反「限聚令」。其後警方在太子及旺角一帶截查75人，並登記他們的個人資料，保留日後檢控的權利。有言論指警方藉此打壓831太子站事件的悼念活動和作政治檢控。民權觀察發言人王浩賢及沈偉男認為警方是剝奪市民行駛和平集會自由及表達自由的權利。
4月19日晚上7時，旺角西洋菜南街有青年人派發口罩等抗疫物資期間，逾30名警員突然上前包圍3名年齡介乎12至34歲的人士，並登記他們身份證和發出2000元的定額告票，引起大批市民圍觀及叫口號不滿警方濫發告票。有被截查的青年表示，曾向警方解釋互不相識，但警員稱「眼見就係事實」及「有咩你自己同法官解釋」。
4月21日元朗襲擊事件發生9個月，大批防暴警員突然衝上青山公路行人天橋，截查多名路過的市民，被截查的市民表示只是2個人一起行，加上路人都只有3個人，但警員卻指她們超過4人，懷疑她們違反限聚令。其後在阜財街的截查，有單獨落街放狗的市民在表示與其餘2人互不相識，表明會在法庭上抗辯。三名義務急救員亦被票控，他們表示自己剛巧路過現場，不相識其他人士，警員的指控是無理。當日更有未成年人士的14歲小童被截查，事後批評警察態度惡劣，濫發告票，又拒絕出示委任證，並以「你唔好做埋啲戇X嘢」、「你唔夠我玩」等語言威脅他們兩人有非法集結。
4月22日，網絡媒體Free HK Media在將軍澳尚德邨停車場採訪時，被警員與途人一起以「限聚令」為由截查，其間有警員向同僚大聲說：「限聚令呀嘛」，「擸多個過嚟咪夠囉」。警方回覆媒體時表示當日搜查3名人士，並承認胡亂發出定額罰款告票，認為任何人士若受到不合理對待，也無可奈何。
4月30日，一群市民在天水圍嘉湖銀座商場乘搭升降機離開時被警員包圍，之後被發出限聚令告票。
7月21日元朗襲擊事件一週年，警方以不受薪非工作、沒持有香港記者協會證件和商業登記證明為由，大規模截查和票控記者，業界批評此舉打壓採訪自由，目前法例無規定新聞工作者必須符合特定條件才承認為「記者」。
8月21日晚上8時許，10多名市民在元朗YOHO MALL 形點商場集結，有人高叫「光復香港 時代革命」等口號。約5分鐘後，近100名防暴警突然衝入商場，並舉起違反《港區國安法》的紫旗。警員循多路包抄讓市民無法離開，至少11人收到限聚令告票。有收到告票的市民表示只是自己一個人行街，認為十分無辜。另一個收到告票的小姐表示，她和男友在商場逛街期間突然被警員包圍，並將附近的人拉在一起。她批評警方執法不公，無理票控市民，表明不會繳交罰款。
截至8月31日，警方表示共處理3498張定額罰款通知書，1948張已交罰款，逾四成人未繳款，只有3張定額罰款通知書經審視後成功撤回。成功撤回的一家三口表示5月10日母親節「和你SING」，在太古城中心被票控。當時「限聚令」上限為8人，但警員沒有理會下，連同另外一名陌生人，合共四人一起被票控。他形容當日經過了一個不快樂的母親節，認為交罰款只會鼓勵警察濫權。而曾經3次遭發告票的元朗區議員陳樹暉批評，警方濫用限聚令來打壓政治活動，同時浪費法庭資源。
截至12月中，警方共處理7,530張定額罰款通知書，逾6000張已交罰款，有41張告票因證據不足而撤回，政府進帳逾1,240萬元。而網上更流傳警方會派人專責到Facebook及Instagram等社交媒體搜證，針對行山人士涉嫌違犯限聚令情況。警方回覆指會按既定程序及考慮實際違規情況執法。
2021年8月，《明報》報道一名25歲廚師在2020年5月，3日內連續被控兩張限聚令告票。第一次是自己在旺角買遊戲機手掣遇上警察進行驅散行動，他和另外8名途人被發出限聚告票。而他向警員展示購物收據，以「同個官講」回應。他批評警方濫發告票，勞民傷財，浪費市民時間。到5月10日，他約數名朋友到旺角飯敘，不過前往餐廳途中遇上警方推進，他被指因黑衫黑褲，而被警方認定有參與示威，再被票控。他上庭前向599關注組求助，最後首案獲判無罪，次案罪成被罰1.2萬元。
2021年8月27日晚上，油尖旺區議員朱江瑋在其辦事處舉辦電影《幻愛》放映會，並邀請導演周冠威分享。不過其後混入會場「放蛇」的食環署人員指該處是公眾活動，並拍照記錄，警員隨後亦到場。在場的12男35女，包括《幻愛》導演周冠威被發出涉嫌違反「限聚令」的定額罰款通知書。朱江瑋稱該活動屬私人聚會，沒有對外宣傳，只限獲邀朋友和「朋友的朋友」出席。他對食環署人員派人混入會場「放蛇」感到驚訝。周冠威批評政府執法行動荒謬。相隔近1年，時任油尖旺區議員朱江瑋表示接獲警方通知，遭票控者可獲撤控，他批評最終無人需就事件負責，而警方拖拉近一年後主動撤控，形容獲撤控只是幸運，並非因為公義。而警方指經過徵詢律政司意見後，至今已撤回40張定額罰款通知書。而其餘7張定額罰款通知書，遭票控者亦可向警方中央交通違例檢控組聯絡。
2022年5月，《明報》向8個獲授權執法部門查詢兩年來就第599G章「限聚令」及第599I章「口罩令」的執法數字，發現警務處就分別發出2.7萬張及10399張定額罰款通知書，為8個部門之冠，票控比率達68%至86%，而康文署「限聚」票控只有0.02%。而截至2022年3月，警方共處理27,035張「限聚令」定額罰款通知書，共收到1451人申請撤回，經審視後510張定額罰款通知書能夠撤回，佔發出告票總數約1.89%，是唯一曾撤回「限聚令」告票的部門。

### 法庭認同警方告票 加大罰款金額和監禁
2020年4月1日勞動節，社民連梁國雄及工黨李卓人等8人以 4 人一組遊行到政總外請願，被控違反「限聚令」，被判囚14天和緩刑一年半。8人不服定罪及判刑提上訴，到2022年10月18日，高院法官黃崇厚駁回，並裁定控罪合憲。上訴方指「只要保持1.5米距離，便不構成羣組聚集」的說法，法官反駁指該標準只應用於「須解散羣組聚集」，例如外傭假日休憩的情況，但本案8人具「為勞工權益而示威的共同目的」，屬於受禁聚集，1.5米距離不適用。法官續指條文中，羣組聚集沒有以1.5米距離為條件，他同意原審裁斷，8人「有著為勞工權益而示威的共同目的」，帶備標語屬有備而來，案中沒證據證明是偶遇，又指各人距離，以防疫角度而言，「不論是多於或少於1.5米，都是很近的」，裁定8人屬於聚集。其中7人12月23日在高院申請至終院的上訴許可。上訴方形容，若外傭觀看世界盃為阿根廷打氣，將由合法被改為視作同一受禁群組，這是非理性和武斷。法官聽完陳辭押後裁決，預料一個月內頒下判辭。
2020年9月10日，有市民在荔枝角收押所外聲援「快必」譚得志，警方向 23 人發限聚令告票，其中一人否認「參與受禁羣組聚集」，到2022年10月12日被裁定罪成，裁判官崔美霞指被告多番警告下未有散去，無視疫情擴散的風險，認為案情嚴重，判囚2星期。
2021年4月23日，中西區區議員葉錦龍、黃永志、彭家浩及梁晃維4人於預審前承認在2020年8月7日於中山紀念公園體育館外「參與受禁群組聚集」控罪，各被罰7000元。東區裁判法院主任裁判官羅德泉指他們4人已經在中山公園工作，形容他們之後站在一起接受訪問是一時大意，與他人在酒樓吃飯時違反限聚令無異。鄭麗琼則否認控罪，案件排期8月30日開審。其後鄭麗琼承認控罪，被判處罰款1萬元。
2021年5月7日，3名天水連線成員（伍健偉、侯文健、林進）、陳樹暉、梁德明、區國權及黃卓賢，被控在2020年7月19日於元朗西鐵站地下G出口外組織受禁群組聚集。伍健偉和林進承認控罪，伍健偉表示自己有責任召開記者會。不過裁決官認為當時警員在場阻止聚集。而林進稱在記者聚集之前，已遭警方用橙帶包圍。裁決官卻指「說法比較牽強」。裁判官最後判伍健偉和林進罰款1萬港元。至於其餘5人罰款5000港元。
2021年5月17日，法庭審訊17歲學生在一年前於旺角擺設街站派發防疫物資的案件。發出傳票的警員不認同派口罩可獲限聚令豁免。九龍城裁判法院裁判官鄭念慈指被告收到傳票後並即時交罰款，罰款為2,000元。不過由於被告選擇開審前才認罪，認為是不珍惜機會和遲來的悔意，令案件需排期審訊，最後被判罰款8,000元。
兩名25歲的男子被控在2020年5月10日母親節發起「和你Sing」活動中，在旺角與百多人高叫口號及聚集，違反8人限聚令而遭票控。2021年6月8日，裁判官鄭念慈認為當警員發出警告時，加上已經在場戒備一段時間，形容“任何與事件無關的人都會遠離聚集者”。而警方追截15人時，認為正常情況下不會有途人與他們一起逃跑，因此肯定該15人屬於早前100人的聚集群組之一，一早已經干犯限聚令。裁判官亦認為警方的記事冊無需記下所有事項，認同證供不是虛構，裁定兩名被告罪成。最後考慮到當時聚集人數眾多，會對疫情造成非常大的傳播風險，判兩人各罰款12,000元，是認罪金額6倍。
2020年8月8日，「Lunch哥」李國永和一名62歲婦女被指在將軍澳唐明街及唐俊街的路口與另外兩人聚集談話2分鐘而被控違反限聚令。雖然辯方指被告和其餘兩名男女都沒有犯案行為，而警員供辭和錄影片段旁白時間不相符。不過裁判官劉淑嫻認為警員是誠實可靠證人，加上4人相距1米至1.5米，認為被告是有共同目的聚集和討論，最後兩人到2022年2月均被判罪成，各人罰款2,500元。其中李國永判處15個月感化，與早前置地廣場「和你sing」違限聚令案件的感化令同期執行。
2020年10月，前荃灣區議員林錫添和沙田區議會主席李志宏到泰國駐港總領事館外聲援泰國反政府示威者，之後多人被警方票控違反「限聚令」。林錫添承認控罪，裁判官余俊翔以組織比參與嚴重為由，判處林錫添罰款1.5萬元，為當時同類案件金額最高罰款。李志宏表示不認罪受審，到2023年6月8日，東區裁判法院暫委裁判官陳樨樨裁決時指，集會自由非絕對，須維持公共衛生等，而警方為涉案聚集設記者區，加上多次發出警告不果下才執法。下令罰款6,000元和限被告於 3 個月內繳交罰款。
2021年9月24日，一名40歲網媒記者「美娜」和一名市民被控在2020年8月9日於觀塘站A出口外參與譚得志進行的「健康講座」街站，違反限聚令而遭票控。觀塘裁判法院裁判官鍾明新裁定控罪表證成立，指出被告現場不停游走拍攝和錄影，認為違反記者原則。包括責罵異見人士，沒有如實報道，加上她工作的專頁也沒有商業登記，當時沒有記者證，也沒有專業資格及經驗。而被告證供也有不同版本，與片段內容不符，也曾迴避問題，判處被告罰款5000元。
2022年1月5日，84歲男子被指在區域法院「送囚車」，票控「參與受禁群組聚集」，案件於2023年1月30日在東區裁判法院再訊。被告因年事已高、身體狀況轉差而沒有出庭，透過代表律師表示認罪。辯方指被告2022年因視力轉差而跌入沙井，導致雙腳重傷、需要植皮，希望法庭輕判。裁判官陳志輝聽畢求情後，判被告罰款10,500元，並須於30日內繳交。

### 涉示威違限聚令案被駁回
2020年五一勞動節，工黨李卓人、社民連梁國雄等8人，以4人一組遊行到政總外請願，被裁定違「限聚令」罪成，判囚14天、緩刑一年半，是首宗涉及示威、被告不認罪被裁罪成的限聚令案件。高院於 2022年拒批上訴至終審法院證明書，工黨4人直接向終審法院申請上訴許可。終院於2023年9月4日開庭處理，聆訊歷時約20分鐘，3名法官聽畢申請方陳詞，休庭商議約5分鐘後拒絕批出許可，擇日頒判詞。到同年9月7日頒判詞指，限聚令是政府因應緊急疫情所制定的公共衛生規例，現時已期滿失效，成為「一紙空文」，因此其正確詮釋，不再具重大而廣泛的重要性。就申請方指，若未來再出現疫情，會實施類似規例，判詞認為，政府採取甚麼感染控制措施，取決於疫情性質等因素，沒有任何基礎假設政府會發布相似規例。

### 打壓黃店
「限聚令」生效後，多間黃店均報稱多次被警員巡查，有餐廳更在15分鐘內遭警5度巡查，逐張枱量度枱與枱之間的距離，擾攘近2小時才准許食客離開，藉此打壓黃色經濟圈。光榮冰室老闆批評警方做法無賴，引起多名食客不滿。而警察為剛上班的員工登記身份證資料，令員工受驚。
2021年1月28日晚上，政府突然圍封北角東發大廈一晚。在封鎖區內的黃店「Villa Villa Cafe & Bar」在其facebook表示，圍封期間並沒有政府人員拍門要求餐廳7名職員進行檢測，一直到早上解封後前往檢測站查詢才獲安排進行檢測，並被政府人員指他們違反凌晨2時前必須進行檢測的規定，向每人發出5000元的告票。店員質疑政府人員通知混亂，表明不會遞交款項。

### 雙重標準
藝人王喜踢爆警員量度枱與枱擺位時，對黃店和藍店採用不同標準，嘲諷警員為「毅進尺」。

### 拍戲爭議
在2020年4月4日，無綫電視新劇《食腦喪Ｂ》約30多位藝員及工作人員在大坑拍攝外景時惹來一位街坊不滿，指他們違反「限聚令」，更將事情鬧上警署。對此，無綫接受傳媒查詢時指外景拍攝受規例豁免，但會盡量減少拍攝人多場面，而有份參與拍攝的何廣沛表示，劇組拍攝事前有向有關當局申請，当局也已经批准拍摄。其後拍攝《陀槍師姐2021》也如常進行。
不過香港電影工作者總會會長田啟文（田雞）收到附屬商務及經濟發展局的「創意香港」通知，如在公眾地方4人以上聚集拍攝外景，事前須向電影服務統籌科申請「不反對通知書」才能拍攝。而《踩過界II》在「限聚令」下於終審法院外拍攝期間遭現場保安驅趕。
由於疫情仍然嚴重，無綫決定由7月29日起暫停所有劇集外景拍攝一星期，受影響劇集包括《七公主》和《換命真相》。

### 自行釋法
4月26日，警方闖入太古城中心驅趕在場市民。後來並自行「釋法」，稱任何出席公眾活動人士，如抱有共同聚集目的，不論聚集者是否相距1.5米，均屬於公眾地方進行群組聚集；而該公眾活動如有多於4人參與，所有參與者均屬違反限聚令。大律師何旳匡批評，群眾聚集的定義不清晰，按原本立法原意，不能不將距離計算在內。

### 限聚令多次延長爭議
限聚令原本在2020年5月到期，但香港政府在5月19日的記者會中指限聚令延長至6月4日，而學校、宗教活動能獲得豁免，康樂及文化事務署的公眾設施亦陸續重新開放，令人質疑是否想打壓三十年來每年舉辦的支聯會維園六四燭光晚會。支聯會申請集會，嘗試提出防疫距離、人潮管制與相關活動對策，但不獲港府回應，集會最終亦被警方發出反對通知書。6月2日，食物及衛生局局長陳肇始宣佈將限聚令再延長至6月18日。其後，在6月8日，商務及經濟發展局局長邱騰華指書展將在7月如期舉行，期間需要符合公共衛生條件的要求，有商戶指不明白書展在限聚令的情況下如何開展，沒有可能限制8人一組，擔心入場人士和員工的健康。另外，當局亦宣佈關閉5個月的海洋公園將在6月13日重開，並獲豁免限聚令限制，但其他屋邨公園、公眾公園、免費公園仍須受限聚令限制，立法會議員郭家麒認為這是政府以防疫為名打壓，是雙重標準。香港行政長官林鄭月娥其後回應指，限聚令只是禁止群組聚集，而唯一的目的是公共衛生。認為同一時間會有很多人去主題公園、戲院及超市，但他們只是各自去的，若有人號召、安排、組織去一個地方，才是群眾聚集，兩者沒有矛盾。
2020年6月16日，當局宣佈6月19日起，限聚令人數將放寬至50人，又進一步豁免餐飲處所，將酒吧、酒館的同桌人數放寬至16人，有效期至7月2日。食物及衛生局局長陳肇始被問到主題公園重開和書展舉辦是否與沒取消限聚令自相矛盾，陳回答指主題公園和書展都有主辦單位，認為他們會執行防疫措施，減低感染風險。另外，亦有多名記者指出，延長後限聚令的有效期將涵蓋多個反送中運動相關的日子，質疑是否有政治考慮，如希望禁止遊行集會。陳肇始則三度強調沒有政治考慮，指50人的人數是根據活動如婚宴而定，而辦婚宴基本要有50人，50人是可接受。
亦有觀點指出，政府有維持和延長限聚令的必要，事實上在6月17日父親節前大幅放寬「限聚令」及食肆規管的影響下，放寬防疫措施後市民鬆懈防疫（包括酒樓大型聚餐及表演活動這些高風險活動）再加上政府對外來海員及機員豁免檢疫及檢測的漏洞，導致6月21日起先出現較多輸入個案，到7月5日起出現第三波爆發兩周後香港由彬記粥麵出現的確診個案開始引致暴發的新一波疫情，7月7日起本地個案急增，同時首次出現院老人院舍爆發，同時大量源頭不明的本地確診個案，涉及多個地區、多個行業、的士司機及多個不同群組（安老院舍群組、彬記粥麵及新發茶餐廳群組、稻香慶回歸群組、富臨生日宴群組及貨櫃碼頭群組）。

### 保安局三名高官參與涉強姦飯局兼違反限聚令
2021年7月，香港傳媒揭露保安局副局長區志光、入境事務處處長區嘉宏、香港海關關長鄧以海，於同年3月接受恒大集團管理層的宴請，共有約10人同桌享用豪華晚宴，不但集體違反當時食肆不得超過4人同桌飲宴的防疫限聚令，更有出席者因為強姦一名女子而被撿控，三名保安局首長級官員接受豪華款待亦涉嫌公職人員行為失當，但香港特區政府及警方一直沒有披露事件，該罪案直至同年7月7日才被傳媒揭發，引起香港社會對政府官員的操守、社會廉潔及貪污腐敗的高度關注。

### 洪為民生日派對事件
2022年1月，港區人大代表洪為民本周一（3日）舉辧逾百人生日派對，至少13名高官及20名議員出席宴會，包括警務處處長蕭澤頤、廉政專員白韞六及入境事務處處長區嘉宏等。為何林鄭政府治下的局長、立法會議員、以至公務員都有防疫守法意識薄弱問題，是林鄭政府的防疫措施太不近人情，還是根本不公平？事件中民政局局長徐英偉請辭，涉事餐廳和六名顧客需要罰款。

### 城大學生在「民主牆」前拍照留念被票控
2022年2月14日，香港城市大學收回學生會會址。當日有14名學生在「民主牆」前拍照留念，之後被票控違反「限聚令」，指他們參與受禁多戶聚集。14人到2022年9月23日在九龍城裁判法院承認傳票控罪，最後判每人罰款7,000元。雖然辯方指他們聚集拍照的大堂空間闊落，全部有戴口罩拍照，而途人亦有保持適當距離，並沒有與他人互動，認為沒有嚴重傳播疾病的風險。不過裁判官崔美霞反駁指，既然已制定法例控制疫情，全部市民必然有責任遵守。裁判官亦批評學生「行為罔顧法律，嚴重影響公共衛生安全」，忽略作為市民維持公共衛生的責任。官接納案發時間短暫，考慮初犯、求情陳詞及經濟背景，認為適合判處罰款。

### 少年涉違限聚令被便衣警壓地制服
2022年3月6日下午，2名分別13歲和15歲小朋友，在鳳德邨籃球場打籃球期間，突然有2名便衣警員突然衝入球場，之後警員更推向小朋友心口，並將他們制服地上。父親指雖然警察有展示證件，但只有數秒，更不斷講粗口和對哥哥箍頸及壓在地上毆打。15歲哥哥被指襲警及拒捕被帶回警署。而兩人均收到一張限聚令告票。警方稱收到報案指球場有多人聚集，懷疑有人無戴口罩，並截停兩名男子。一名男子情緒激動手襲擊警員而被捕，獲准保釋候查，4月上旬向警方報到。

## 口罩令爭議
根據口罩令的規定，市民做運動時仍然要戴口罩。而康文署的工作人員亦嚴密進行監察，提醒拉低口罩的市民在運動期間要戴上口罩。波友批評相關規定不合常理，質疑官員平常不會做運動，要求政府立即檢討及取消規定。到2022年中，全球多個地方已經繼續取消規定戴口罩，有口罩公司先後要求政府放寬入境檢疫安排和取消口罩令。
而政治團體社民連促請政府取消「安心出行」、「疫苗通行證」，口罩令及限聚令，當中出口罩令只適用醫院、院舍及公共交通。不過醫務衞生局副局長李夏茵指出口罩令是政府會檢視的防疫政策之一，希望在香港疫情受控的情況下才可作放寬。

## 撲殺倉鼠及其他小動物
2022年1月18日，因香港一寵物店員工和顧客確診COVID-19，以及其環境樣本對病毒初步呈陽性反應，漁農自然護理署決定撲殺寵物店進口二千多隻倉鼠和小動物，又呼籲市民交出在2020年12月22日後從市面購買的倉鼠，讓署方「人道處理」，惹來大眾抨擊。事件導致坊間出現恐慌性棄養、任意遺棄、甚至虐殺倉鼠情況，當中有倉鼠被發現懷疑遭人從高樓大廈擲出街外死亡。香港愛護動物協會就事件發聲明回應指「表示震驚和遺憾，認為相關措施沒有關顧動物福利及人與寵物之間的感情」，並呼籲當局勿採取任何極端措施，並呼籲寵物主人不要過分恐慌和遺棄寵物。

## 政府禁食肆晚市堂食爭議

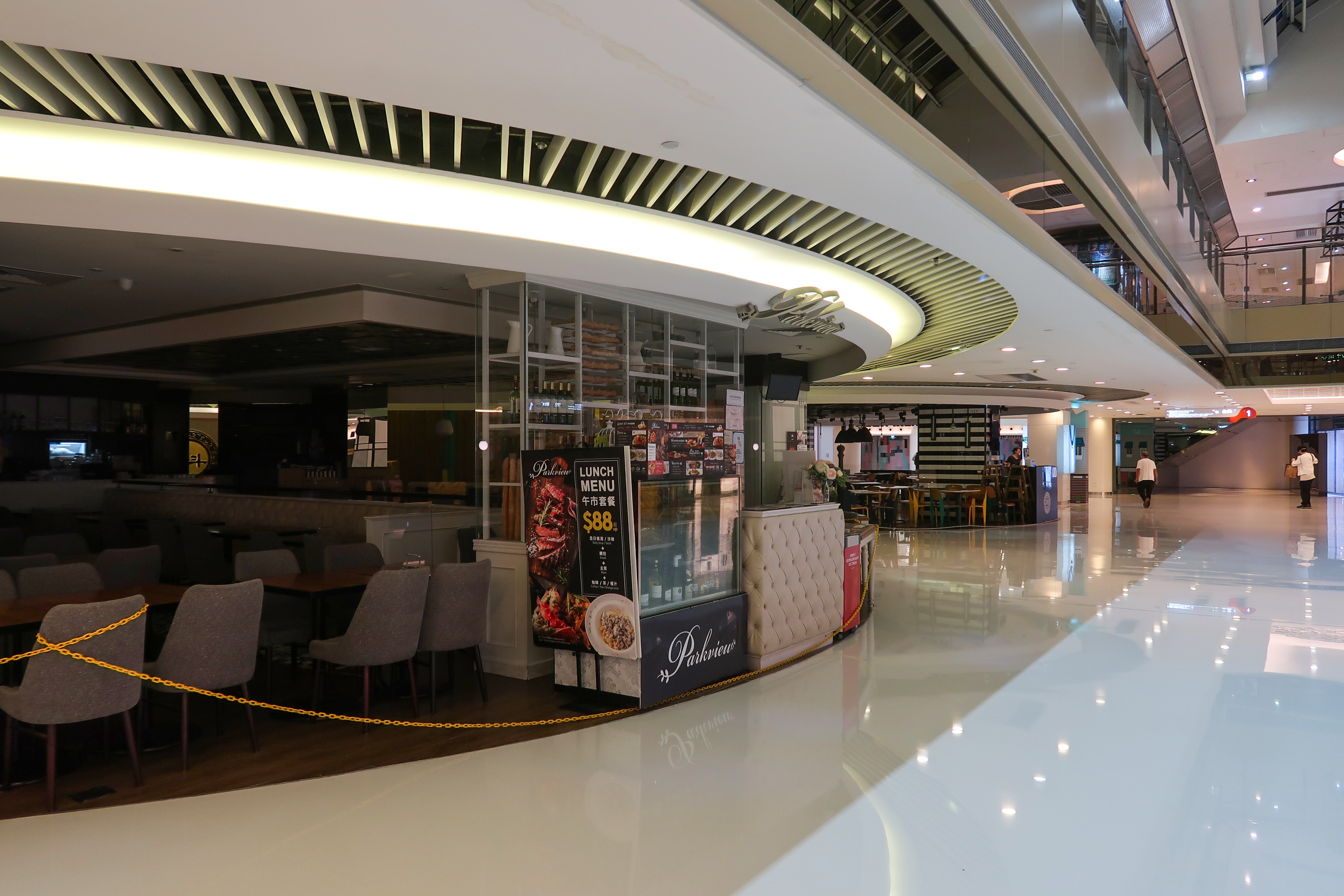
在晚間時分，有商場內的餐廳選擇不提供外賣，停止營業

2020年7月15日，因應疫情反彈，政府再度收緊防疫措施。其中規定食肆晚上6時至翌晨5時不可提供堂食。食客認為當局禁止顧客在食肆範圍內等候外賣，同時只能在站在食肆門外進食，批評措施沒有考慮上班人士感受、缺乏科學根據（晚間堂食散播病毒風險未見得特別高、病毒也不會選擇性只在晚間傳播）。而餐廳老闆表示禁晚市堂食令生意受打擊。敘福樓董事會主席兼行政總裁黃傑龍認為現時全港食肆幾乎進入「半宵禁狀態」，而顧客不能在餐廳範圍內等候外賣，而員工也不可以在樓面範圍用餐的要求荒謬，會降低防疫效果，更容易受感染亦不衛生。

## 食肆全日禁堂食爭議大 兩日後煞停

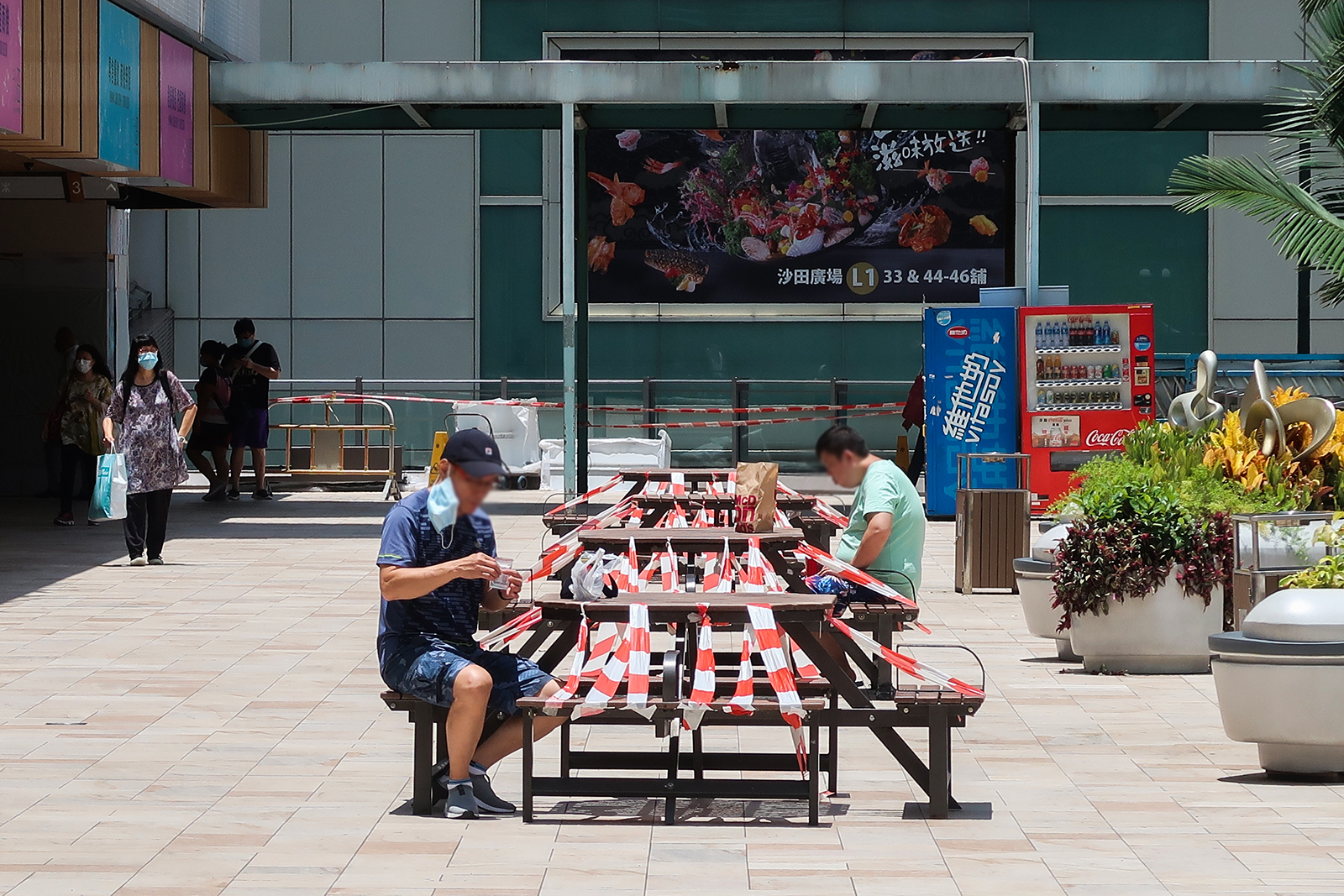
2020年7月29日，政府勒令全港食肆全日禁止堂食首天，市民只能抵受炎熱天氣，在戶外被圍封的範圍進食

2020年7月29日凌晨起，政府勒令全港食肆禁止堂食7日，多區不少工人要日曬雨淋的天氣下，跪地捱飯盒，亦有人在地盤內，甚至有清潔工要在廁所內食飯，衛生情況令人關注，同時被指失去應有的尊嚴。中午期間部分地區更突然下大雨，工人只能走避到有蓋地方下繼續進食。有工人批評政府根本不明白民間疾苦，只考慮在冷氣辦公室工作人士的感受，形容自己如乞兒仔一樣蹲在街道吃午飯，認為政府「一刀切」禁止堂食是不合理。另外，因康文署暫停開放所有戶外康樂場地，在公共空間欠缺下，市民難以找到合適的進餐地點。而規例實施不足一天，行政署向在金鐘政府總部工作的員工發電郵，由7月30日起，飯堂可供堂食，但每枱只限一人。職工盟主席吳敏兒批評政府思慮不周，只准政總食堂堂食是「極不公道」。政府也宣布在7月30日起於午膳時間，開放全港19間社區會堂或社區中心，供有需要的市民入內用膳，不過有關安排被受批評。有地盤工人表示不知社區會堂在哪裡，而且位置偏僻不方便，選擇繼續街上吃飯。有媒體發現銅鑼灣的社區會堂有櫈無枱，對市民不人性化。另外，民政事務總署沒有理會荃灣梨木樹社區會堂樓上的康樹樓出現確診個案，到早上才臨時更改地點，令市民非常狼狽。荃灣區議會主席陳琬琛表示，衞生防護中心前一晚已經發放疫廈名單，批評政府內部沒有協調。民政署回應稱，各社區會堂或社區中心將繼續開放，首天有逾500人使用。
港人繼續自救，有商戶、教育中心和教會主動開放會址作「午膳空間」，該處桌上設置間板分隔，讓市民用膳。九巴安排共1,000張摺櫈，在中午時段，於佐敦（西九龍站）巴士總站、屯門站公共運輸交匯處和大圍站公共運輸交匯處提供座位供市民進食。而香港逸東酒店在7月30日於官方Facebook宣佈，即日起開放二樓宴會廳予公眾用餐，有人大讚逸東酒店為「良心企業」。
最終政府以「理解市民不便及困難為由」，宣布由7月31日起恢復食肆日間堂食，惟限兩人一枱、餐廳入座率不超過一半。食物及衛生局副局長徐德義沒有就此致歉，只承認情况不理想。醫學會傳染病顧問委員會主席梁子超指，全面禁堂食作用不大。

## 工聯會生產口罩爭議
2月19日，工聯會自設本地生產線成功生產首個口罩，應對目前香港的「口罩荒」，根據工聯會理事長黃國的說法，因不忍基層市民四出排隊買口罩，決定「自己口罩自己造」，并透露口罩過濾物料的供應商，是懲教署生產的CSI口罩物料供應商之一。
但次日的立法會財委會中，特區政府提出的300億「防疫抗疫基金」，大幅資助本地口罩生產，與工聯會宣布設立口罩工場只相差一日，被民主派議員質疑有利益輸送的嫌疑，隨後被陸頌雄反駁民主黨酸溜溜。2月23日，麥美娟在政府總部外請願時表示。工聯會生產口罩是得到社會人士支持，並非收取政府利益。不過，有人計算出若工聯會參加政府的資助，可以淨賺7-8億港元。

## 專營巴士因應疫情而改動運作
當新型冠狀病毒出現後，九龍巴士曾於2020年1月11日在社交平台發佈《九巴Disco》影片，表示已要求車長在當值時配戴口罩，而車廠和巴士總站內亦放置酒精搓手液以供使用，並加強消毒空調巴士車廂，亦在新聞稿表示該公司在五個鄰近出入境管制站之巴士總站配備口罩供乘客索取以作自用，亦一度表示會在可行情況下增加早上繁忙時間之巴士班次，以減少乘客受交叉感染病菌之機會。
然而，當香港在2月份陸續出現感染個案後，因應政府建議的特別上班安排，九巴在2月3日宣布減少顧客服務中心之服務，並因應教育局宣布中小學停課及香港赛馬會停止於賽馬日開放公眾席，而於2月3日起停開21條在上課日行走之巴士路線特別班次及多條馬場特別路線。
及至2月1日，網上傳出截圖表示傳出九巴已向運輸署申請將242條路線改用假日時間表行車以縮減班次，其後亦被發現部份原以雙層巴士行走過海及長途路線改以單層巴士行走。
有隸屬九巴荔枝角車廠的車長向報章記者反映，表示受停課及局部封關影響，即使是平日上下班的繁忙時間的客量亦大幅減少，該車廠自2月5日起突然減少派出近100部巴士到街上接駁載客，大部份路線的班次亦被縮減以減少營運虧蝕，部份車長只能於車廠內閑坐以至自由活動，亦有車長被安排作路線訓練，由於此前巴士車長的實際工作時間往往超出每更八小時的每天標準工作時數而獲發津貼，倘若無須安排駕駛巴士便會只能獲發底薪，而車長亦被要求於2020年2月多放取一天無薪假期，加上個别乘客因不滿巴士路線班次減少而使車長被針對，引起多名車長向工會表達對管方之不滿。
有工會代表批評九巴管方只會在電話通傳車務調動而不會發出任何通告，加上管方在大幅削減班次前沒有跟員工商討，影響員工作息時間及家庭生活，形容九巴單方面削減班次的舉動是違反合約，即使九巴希望前線車長共渡時艱，但管理層卻未有減薪，而車長、外勤人員及維修部員工卻因薪酬被扣減而引致收入減少，質疑安排是十分奸狡和不公平，有工會表示會向勞工處投訴僱主單方面更改合約非法扣減工資，亦有工會表示因83%受訪員工在問卷中反對新措施令員工無加班「零補水」而要求與管理層談判，故提出全體員工每日有1小時補水或推出自願無薪假，不排除發起大型工業行動及按章工作以作回應。
九巴表示受到肺炎疫情影響，巴士客量較過往大幅減少逾40%，故因應防疫情況及載客量變化，向運輸署申請調減部分路線班次，以善用資源。而該公司亦將員工工作安排暫時調整，安排車長等前線員工毋須加班之措施乃因應實際需求，形容此舉乃為在嚴峻環境下為保障全體員工穩定就業之方法，該公司亦沒有調減員工薪酬，並承諾在市况恢復正常後回復工作安排，同時會繼續審視各區路線的服務，再因應實際情況而調節，然而該公司並未有回應有關向運輸署申請削減巴士班次及是否獲得該署批准之提問。
而主營港島區專營巴士的新創建巴士服務，旗下新巴城巴亦表示由於肺炎疫情導致客量大幅減少，該公司已按照各條路線客量需求同營運狀況而向運輸署申請調整班次服務。
運輸署回應時表示，由於政府實施了多項防控新型肺炎疫情的措施，以減少人流及互相接觸，盡量減低疫情在社區擴散的風險。自農曆新年假期後，整體巴士乘客量均較平日減少。個別專營巴士公司檢視其營運及服務安排後，向當局提交申請暫停或調整部分巴士路線的服務，以善用資源。該署現正審批有關申請，並會確保巴士公司維持足夠的巴士服務以照顧乘客需求，惟該署並無明確回應，九巴是否已申請減班次。
3月20日，運輸及房屋局長陳帆出席立法會交通事務委員會會議後表示，對新大嶼山巴士公司在未有向運輸署申請下，偷步削減7條路線班次感到遺憾，署方已向公司發出警告，並會跟進投訴。同時要求巴士公司載客量不可超過七成，以保持乘客之間的距離。九巴發言人稱，七成載客率相當於取消企位，而根據目前法例巴士從業員無權阻止乘客登車。新巴城巴稱會作適時調整。

## 無家者失去容身之處
自3月18日起，康文署各康樂場地的更衣室及沖身設施亦會暫停開放，令一班無家者無法洗澡。有無家者表示曾逾一個月沒有沖涼，只能在公廁用毛巾沾濕水抹身。社區組織協會要求康文署重開硬地足球場浴室。但康文署向媒體回應時以基於衛生考慮才進行有關安排，對會否考慮開放部分康樂場地浴室，以「沒有補充」作回應。
其後連鎖快餐店宣布暫停晚市堂食服務兩個星期後，一批麥難民流離失所。到3月28日，郊野公園範圍內的燒烤地點及露營地點也要關閉，無家者被迫遷。立法會社會福利界議員邵家臻和多名區議員多次去信民政事務局局長劉江華和相關政府部門，要求民政事務總署和康樂及文化事務署開放臨時庇護中心。不過署方回信拒絕，重申在現時機制下，臨時庇護中心機制只限在惡劣天氣下開放，而署方政策範疇並不包括為無家者人士提供臨時居所。邵家臻和大埔區議員譚爾培批評政府處事官僚，沒有考慮被趕絕無家者人士的感受。至4月9日連鎖快餐店恢復堂食服務及在凌晨時段營業時，政府仍一直拒絕開放臨時庇護中心。

## 非法賭博、社區聚賭惡化
在政府2020年3月起頒布各項限制聚集、強制關閉公共活動場所規定下，香港體育、文娛活動及設施，以至合法博彩活動大部分停止（香港賽馬會場外投注處停止辦工、賽馬只接受電話及網上投注、馬場停止對公眾開放，六合彩攪珠停止，足球博彩因海外多國主要聯賽、盃賽暫停賽事而無法受注，持牌麻將、天九館被勒令停業）。在正當娛樂、康樂、體育活動幾乎全面被禁制下，有市民轉為到街頭賭檔、地下賭場、非法麻將館、網上賭場等場所消遣，使非法賭博、聚賭問題惡化。
即使不同體育、文娛場所及合法博彩自2020年9月起一度陸續有限度恢復運作，但隨著2022年2月第五波疫情爆發，政府再次收緊禁令，勒令強制關閉絕大部分文娛、康樂、體育活動場所，聚賭歪風更趨地下化、隱蔽化、難以遏止並衍生大量家庭、社會以至治安問題。

## 林鄭應船東會要求豁免海員檢疫
2020年2月在全球疫情擴大後，特區政府原本只准許來港從事貨運的輪船可以在香港更換船員，避免船員不必要的登岸，減低病毒由外地傳入的機會，然而特區政府在6月宣布，自6月9日起，所有來港的船員，不論從事貨運與否，均可獲豁免強制檢疫，船員只需自我檢測，發現病徵才需要通報衛生署，政府稱豁免船員檢疫並不會影響公共健康，又稱此做法可繼續維持香港作為國際航運中心的地位，並成為其他國家效法的對象。海洋新聞網站《Seatrade Maritime News》在2020年6月9日報導，由前特首董建華為贊助人的香港船東會曾寫信向特首林鄭月娥游說，並與特區政府多個部門首長接觸，包括運輸及房屋局局長陳帆及海事處處長王天予，要求特區政府放寬限制，及後林鄭月娥運用其特首權力准許豁免。香港在7月下旬出現第三波疫情，平均每日增加超過一百宗確診個案，衛生署在7月24日終承認目前有6艘來港貨船均各有1名海員確診，有140個海員須在南丫島附近的海面隔離。中大醫學院呼吸系統科講座教授許樹昌表示，豁免海員及機組人員檢疫，是導致香港出現第三波疫情的主要原因，許稱「這些人進入社區後坐的士，感染了的士司機，結果的士司機成為一個感染群組，在全港九新界四圍把病毒散開。」他更相信過往香港本地一些找不到感染源頭的零星個案，也極可能由這些漏網之員所引起。

## 訂購疫苗爭議
2020年12月11日，政府公布向內地疫苗生產商科興控股生物技術公司（Sinovac），以及由美國輝瑞及德國BioNTech合研的輝瑞疫苗，在中國的代理商復星醫藥簽訂採購協議，首批100萬疫苗將於2021年1月到港。當記者問及市民是否能自由選擇接種哪款疫苗，特首林鄭月娥卻表示市民不能選擇。指市民應用客觀科學去睇，又稱「事實上，市民平常都好少問呢隻是什麼疫苗」。其後有記者指出科興疫苗在過往曾引起嚴重不良反應的例子，不過特首和港大感染及傳染病中心總監何栢良均指市民應以科學態度考慮，不要將接種安排「政治化」。
杏林覺醒於facebook發文，質疑做法違反醫生專業守則，加上科興至今仍未發表第三期臨床研究報告，認為疫苗成效及安全資料成疑，擔憂醫生為病人接種疫苗是否會構成專業失德。政府指有關傳言純屬造謠，批評造謠者居心叵測並罔顧公眾利益，形容「言論散播虛假消息或企圖將公共衞生議題政治化」，政府表示極度遺憾。
到同年12月23日，曾表示「不能說有一個自由可選擇」的林鄭月娥，改口稱市民可自由選擇疫苗，指同一地點不會提供多於一款疫苗，但市民可在在知情下，選擇接種地點與時間進行接種。
2021年1月13日，巴西聖保羅布坦坦研究所發布科興疫苗臨床測驗的最終報告，科興疫苗有效率為50.4%的剛剛符合世衛50%最低標準，而且科興未有提供完整的第三期臨床測試報告，引起國際醫學界關注，而特區政府之前宣稱科興疫苗將最早使用亦因而落空，並由復星代理由輝瑞藥廠及BioNTech合研的輝瑞疫苗最早獲批準在香港使用，親共的建制派議員則催促特區政府要購買其他如中國國藥生產的中國疫苗，民建聯主席李慧琼更宣稱「只有外國疫苗港人會水土不服」，前議員湯家驊則宣稱無須臨床報告，應盡快買中國疫苗，惟醫學界指出「國藥疫苗」也沒有第三期報告，如果政府直接採用而不經醫學界專家的審批，不如解散疫苗顧問專家委員會。1月28日，香港大學公佈香港市民接種疫苗的民意調查報告，結果顯示1千人中只有46%的人士可能會接種新型肺炎病毒疫苗，又以由輝瑞與BioNTech合作研發及在德國生產，現由復星代理的疫苗接受度最高，有56%受訪者願意接種，阿斯利康和牛津大學開發的「牛津疫苗」有35%，而中國科興疫苗只有29.5%。

## 接種疫苗安排爭議
政府於2021年2月18日安排接種科興疫苗，唯因系統出錯而令非優先接種人士成功預約。
自開始接種科興疫苗計劃後已出現多宗非預期嚴重異常個案，甚至出現死亡個案。澳門相關計劃已在預約平台提供接種者健康評估，並安排醫院接種疫苗，並提供健康評估服務；反觀香港，當局卻拒絕為接種人士在接種前提供健康評估服務，並將有關責任推給接種者的家庭醫生。
對於有人先後在新加坡和香港接種共四劑疫苗，聶德權指，接種超過兩劑疫苗的風險未明，市民應跟從衞生當局和專家建議，接種兩劑疫苗便可。曾在香港以外地方接種疫苗者，應在接種前如實向工作人員報告。
另外，政府在規定目前抵港入境者須完成接種至少兩針新冠疫苗的情況下，導致有部分未接種疫苗的港人一直滯留外地。有市民和立法會議員希望政府能夠取消限制，認為政府並非強逼所以人打疫苗下，不應「懲罰」身在外地未接種疫苗的港人。

## 科興及復必泰疫苗接種者死亡爭議
2021年3月3日，據路透社報道，香港一名男子接種科興新冠疫苗兩日後死亡。該男子63歲，有長期病患及呼吸道病史。香港衛生署表示尚未能確定事件與疫苗有關。中国媒体引述疫苗制造商科兴生物回应称，疫苗经过大规模接种证明安全。
2021年3月3日，一名71歲男子於私家診所接種科興疫苗後感到不適，於3月7日到聯合醫院求診，當晚不治。
据《香港经济日报》2021年3月6日报道，一名55歲女子，於3月2日接種科興疫苗3日後出現中風，並入住廣華醫院接受治療，當晚不治。據了解，死者在官涌體育館接種疫苗。醫院正審視其病歷，已按照機制即時呈報衞生署。
至2021年3月9日香港已錄得45宗非預期嚴重異常個案，其中3死2危殆。到2022年9月18日，政府指有120宗涉及曾經於離世前14日內接種疫苗，沒有死亡個案顯示與接種疫苗有關聯。

## 疫苗通行證爭議
除教育界和部分立法會議員外，社會普遍疫苗通行證的推行表示難以適從和非常不便。到2022年5月更有專家對疫苗通行證有不同立場，其中香港大學醫學院高本恩教授及陳德光教授認為認為「疫苗通行證」已無必要對年輕成年人實施。不過特首林鄭月娥仍然認為接種第2針疫苗未到9成，需要繼續實施。她又指如果有新變種會需要使用另一種疫苗，疫苗通行證將會繼續一段日子。而食衞局局長陳肇始指出「動態清零」為目標下，疫苗通行證屬必要的疫情防控措施，更指有助市民和社會回复正常社交經濟活動，反之會對已打針市民不公平。
到2022年9月初，有內地居民在「小紅書」稱可以在無接種疫苗下來港後取得臨時疫苗通行證，「安心出行」亦顯示「藍碼」，可出入受疫苗通所限的處所，包括到主題公園和堂食。特首李家超指有關措施一直實行，又指內地疫情風險屬全世界最低，暫未發現有任何輸入個案，會視乎疫情檢討。到9月17日凌晨，醫務衛生局起劃一要求年滿12歲來港人士須完成接種兩劑疫苗，方可獲發「臨時疫苗通行證」，不過未有計劃要求內地來港人士必須接種疫苗。
到2022年12月29日，政府宣布取消疫苗通行證。有不接種疫苗的市民形容「終於捱過」了，並馬上預約日式燒肉店，一嘗久違的堂食感覺。而部分零針者表示取消疫苗通行證只是取回本來市民應有的自由，並批評措施太遲，質疑措施只為配合誰人「大家都睇得好清楚」。

## 市民呼籲反疫苗被判監禁
- 一名38歲男售貨員涉2021年11月於Telegram呼籲參與「世界性反疫苗集會」及駕車慢駛，被控一項煽惑他人參與未經批准集結罪及一項煽惑他人導致公眾地方遭受阻礙罪，被告早前認罪。到2022年7月5日，九龍城裁判法院裁判官莫子聰判刑時指，雖然辯方求情稱集會無人響應，不過認為呼籲已構成「煽惑」罪行，而被告行為對政府防疫工作構成打擊，增加傳播風險。最後被判監禁6個月。[421]
- 2022年2月24日，警方國安處拘捕旺角一間外賣茶品店「初凝．芝茶」兩名負責人，並在25日落案起訴兩人一項「作出具煽動意圖的作為」罪。案情指兩人涉嫌在社交媒體煽惑他人違反防疫規例，包括呼籲不要接種疫苗等。到同年6月28日，國安法指定法官羅德泉判刑時指煽動者在疫情期間作出針對政府的煽動行為，會是黃金時機。又稱各被告只是發洩內心抑壓的不滿和憎恨，並非科學或醫學意見，是「不同地方燃點新火頭，產生漣漪效應，令抗疫工作雪上加霜」。[422]特別是要求學生欺騙家長及學校有關疫苗副作用，而惡化因素。雖然被告求情指自己母親打針後不適，因而一時衝動呼籲杯葛疫苗。不過法官認為並非減刑因素。最後分別判囚6及7個月。[423]

## 警方就濫發「免針紙」展開拘捕行動
2022年9月初起，警方就濫發「免針紙」展開拘捕行動。在9月5日，元朗一名女醫生涉嫌濫發新型疫苗接種醫學豁免證明書（俗稱「免針紙」），涉嫌偽造虛假文書被捕。行政長官李家超指行使虛假文書或發放虛假文書是嚴重罪行，如有任何醫務人員涉嫌專業失德，一定會將其個案通知香港醫務委員會嚴肅跟進，並要求有關人士負責。到9月21日至22日警方先後分別在油麻地、元朗、天水圍及柴灣的4間診所採取行動，拘捕4名涉嫌濫發「免針紙」的醫生。其中油麻地的診所被指在未有向市民診症或檢視病歷紀錄下，濫收4000至5000元診金，另外有22名應診者被捕。警方指會交由專業醫護人員作評估是否濫發。而政務司長陳國基指有關情況相當嚴重，反映醫生唯利是圖，“只為個人利益，不顧社會利益”，強烈譴責有關行為間接妨礙香港經濟恢復正常，傷害全體香港市民。他又批評取「免針紙」的市民讓社會整體利益受損。他表明必須追究到底，要求保安局從嚴跟進所有使用這些「免針紙」的人，追究他們的刑事責任。

## 對病毒名稱的提述持雙重標準
12月7日，香港《蘋果日報》報道政府擬禁止傳媒代表在政府記者會上使用「武漢肺炎」名稱提問，違者會被警告，甚至驅逐該傳媒代表離場。而有關決定是由特首林鄭月娥作出。政府指世衞已經將新病毒命名為「2019 冠狀病毒病」，提醒出席採訪的傳媒代表不要污名化，但未有會否要求驅逐離場。到同月18日疫情記者會，《蘋果日報》記者發問時提及「武肺（武漢肺炎）」後，衛生防護中心新聞官向記者說：「剛才發問嗰位記者朋友，我想提一提你，世界衛生組織今年已經將新病毒命名為『2019冠狀病毒病』，麻煩大家喺發問時可以簡稱為新冠病毒，多謝你留意番。」其後再有記者追問使用「武漢肺炎」字眼有否觸犯法例，會否被禁止出席記者會。新聞官稱，字眼問題並非記者會的主題，「我哋事後再處理」。政府發言人表示，世衛今年2月已將病毒命名2019冠狀病毒病，相關安排有助防止使用其他可能不準確或「污名化」的名稱，提醒記者採訪政府活動時不要污名化。21日，官員在政府記者會上使用「英國病毒」稱呼在英國發現變種株，被質疑雙重標準。
到12月21日，食物及衞生局局長陳肇始於記者會多次以「英國病毒」稱呼近日於英國發現的變種病毒株，立場新聞記者向當局查詢是否有污名化時，食衞局指傳媒報導有欠公允，深表遺憾。而《立場新聞》確認沒有任何報道及向當局的查詢，提及局方將病毒株「命名」為「英國變種病毒」。

## 安心出行手機流動應用程式
2021年2月10日，政府宣布由3月1日起，政府員工和市民進入所有政府場地，必須使用「安心出行」流動應用程式，或登記姓名、聯絡電話和到訪日期及時間。在2月18日起，政府將要求食肆強制食客使用「安心出行」應用程式，或登記資料，紀錄市民行蹤，否則將被罰停業3至14天。
安心出行在推出時被質疑索取過多權限，包括「讀取USB內容」和「查看Wi-Fi連線」。其後安心出行進行更新，將索取的權限由15個減少至7個。但根據應用程式的版本1.1.4，應用程式權限仍包括擷取執行中的應用程式，據程式開發的論壇，這是一個可幫助黑客入侵的工具，除了清除程式外，一般程式不須這個權限。而「安心出行」上傳政府的出行紀錄會保留7年，應用程式內的紀錄卻只會保留31天。
2021年2月，“醫管局員工陣線”質疑「安心出行」是為了監控市民，而非防疫。其后創新及科技局、醫院管理局發稿反駁指控。公務員事務局局長聶德權表示，“安心出行”程式無追蹤行蹤功能，也不會洩露私隱。而醫管局員工陣線發聲明回應，指創科局誤導市民，令市民難以安心，并批評政府防疫表現強差人意，若繼續漠視民意只會進一步加深民怨。该組織表示，未來一星期内會繼續於不同地區呼籲市民杯葛「安心出行」。
2021年4月12日，政府表示以「疫苗氣泡」為基礎，逐步放寬社交距離措施。包括規定全部食肆員工需完成接種第一劑疫苗，所有客人必須使用「安心出行」應用程式，不再接受手寫登記，才容許每檯人數上限由4人提升至6人。措施最快在4月29日實施。而市民不願安裝「安心出行」，部分重開後的6類處所（酒吧、卡拉 OK 場所、夜總會、夜店、麻雀館及派對房間）亦不能再光顧。林鄭月娥更指香港人擁有手機比率都很高，難以理解為何不願意使用。被問到為何要取消「寫紙仔」登記個人資料，她指出是與有人會亂填資料有關。只會接受老人家沒有手機才用人手登記。其後記者指政府早前表示無意強制所有市民使用「安心出行」，被問及新措施是否「反口」及違反人權，林鄭月娥指海外有很多尊重人權的國家採取更嚴格措施，稱「如果用你（記者）剛才的術語，就係違反人權」。
由2021年11月1日起，政府規定市民如進入政府大樓或辦事處，包括政府圖書館、體育館、博物館等、表演場地、警署、公立醫院，須在手機使用「安心出行」程式掃描現場的二維碼（QR code）報到後，才可進入，禁止以登記姓名和聯絡電話作為替代。
2021年10月21日，政府表示由2021年11月1日起，強制市民如進入大部分政府大樓或辦事處，必須使用「安心出行」程式才可進入，禁止以登記姓名和聯絡電話作為替代。有關注無家者議題的社區組織表示，據觀察只有不足四分一的無家者擁有智能手機，惟政府未有表示無家者是否獲得豁免，擔心他們需要使用社署、體育館、勞工處等設施時會受影響，形容「政府正訂立新的貧窮線」。
2022年5月3日，傳真社對Android版本的「安心出行」進行逆向工程，發現程式內置人臉識別模組，具有包括識別臉部五官特徵和位置的功能，令「安心出行」的私隱問題，再次引發爭議。

## 防疫手環爭議
香港政府要求接受強制檢疫的入境人員佩戴防疫手環並安裝「居安抗疫」流動應用程式，以防入境人士在隔離期間擅離住所。截至2020年6月1日，全港超過13萬人曾佩戴此手環。在手環發放初期，部分入境人士未能及時收到手環密碼，也有人士假裝為須隔離的人士並在社交網絡發剪斷手環的照片引發爭議，另外香港隔離人群支持組織的創始人表示聽說仍然有人利用此系統規避隔離。
防疫手環在隔離期滿後並不會被回收，政府僅提醒民眾丟棄至有蓋的垃圾桶。2021年1月3日，有淨灘志工在臺灣花蓮的七星潭發現香港的廢棄防疫手環。前黑潮海洋文教基金會解說員香港人王樂怡敦促港府重視醫療廢棄物處理。

## 應否成立獨立調查委員會
2023年1月26日，政府專家顧問袁國勇倡議應如2003年沙士疫情完結後，成立獨立調查委員會審視各項抗疫政策，包括疫情初期為何每日檢測數量偏低、追蹤及隔離做得不足、為何第五波疫情導致安老院舍大爆發等，弄清將來應該如何，他認為現在是適當時候政府做一個全面檢討，以更好地準備下一次大流行。民主黨主席羅健熙同日於《明報》撰文，提出政府就新冠疫情應對的問題，指太多人命損失，問題尚未得到答案，故他認為應由一個包含不同持份者、涉及不同範疇，按香港法例第86章《調查委員會條例》成立的獨立調查委員會，展開全面檢討、查找真相、檢視不足，以及為未來總結經驗。另一政府專家顧問許樹昌亦認同應設立獨立調查委員會檢討新冠疫情應對，主要是檢討及找出不足之處，以便日後應付大型疫症可以改善應對方法。
1月31日，行政長官李家超認為需要總結經驗，表明不同意設立獨立調查委員會再作調查，認為世界上沒有公認最佳的方法，應向前看。醫管局前行政總裁、沙士時擔任衛生署副署長的梁栢賢則稱，經歷疫情或災難後，檢討是必經和必然，目的不是帶問責意味的調查，政府毋須憂慮蒙受政治風險，稱理解政府憂慮被問責或受壓，亦認為毋須以獨立調查、專家委員會或由立法會處理抗疫檢討，建議於現行架構成立由政務司長主持的「新冠疫情檢討委員會」，按不同範疇成立轄下專責小組，由相關決策局任小組主席；他相信由內部有系統檢討，可動用較少人力物力和時間，並強調目的是檢討而非調查。
2月1日，政府專家顧問孔繁毅表示，絕對同意成立獨立調查委員會，檢討過去3年抗疫工作的不足，並應公開檢討報告，並指檢討範圍應該比較闊，亦應檢討過去3年的隔離及出入境檢疫政策；他強調，成立獨立調查委員會，並非要追究官員或政府部門，而是較客觀、針對性地檢討，建議可以邀請不同持分者參與，讓調查結果更具公信力，認為若只由政府內部進行檢討，可能會有盲點，又認為新冠疫情有別於沙士疫情，指沙士特別影響香港和內地，但新冠病毒就在全球大流行，而且持續的時間較長，因此有需要宏觀地檢討。同日，立法會議員陳凱欣對社會有聲音希望參考沙士做法表示理解，但指上屆政府已因應新冠疫情成立抗疫專家顧問團，現屆政府更將顧問團人數擴展至6人，並稱已有類似於獨立調查委員會的架構，已經有不同傳染病的專家、有行政管理專家幫助應對疫情，可即時提出和即時解決。香港病人政策連線主席、醫務委員會委員林志釉表示，新冠疫情奪去過萬人的性命，遠多於沙士的299人，理解有人認為獨立調查委員會是追究責任而感到抗拒，他又強調調查不是為追究責任，而是汲取經驗，並改善抗疫工作。
2月2日，行政會議成員高永文亦表示，不同意成立獨立調查委員會檢討抗疫工作，指新冠疫情比沙士時間更長，焦點眾多，質疑獨立調查要花多少時間檢討，將會虛耗及癱瘓政府工作，製造更多內耗及分化；他認為要考慮細節，包括專家在內，都應該自我檢討，思考是否以實證為本提供最好的抗疫方法，或是各說各話，甚至有錯誤示範，又指，已改善急症室及處理離世病人的不足，汲取教訓，處理去年底的疫情大爆發亦相對不錯。同日，袁國勇向《明報》澄清，指當初是指成立客觀、獨立的「檢討委員會」，非「獨立調查委員會」。

## 其他爭議
2020年1月7日，公民黨立法會議員郭家麒認為，香港政府將「嚴重新型傳染性病原體呼吸系統病」列入法定須呈報傳染病，其中「嚴重」、「新型」無定義、無法執行，給予衛生署過大的權力，可隨意拘留任何他們認為有嚴重新型傳染病者，公共衛生亦需平衡人權，食衛局應盡力要求內地交代武漢肺炎是什麼，才將指定病毒加入法例，即使有人拒送院，也不能立法限制全港700萬人權利。
1月22日，香港大學感染及傳染病中心總監何柏良建議政府審時度勢，引用《緊急情況規例條例》對武漢發出黑色旅遊警示，保安局回覆外遊警示制度不包括中國内地、澳門及台灣。
1月24日，有市民在清晨拍攝到香港國際機場入境大堂體溫檢測的員工竟在睡覺。衞生防護中心傳染病處主任張竹君表示會提示前線員工做好體溫檢測工作。
2月1日，藝人鄭敬基揭發民建聯向市民派發的口罩不符規格，他開封發現該批口罩的風琴位向上，跟正常的不一樣。向曾任護士長的友人請教後，發現該批口罩屬次貨，事關風琴位向上，會儲了細菌在摺位，不宜使用。
2月5日，親中建制派工商界團體全港各區工商聯將15萬個口罩捐贈給湖北紅十字會，但湖北紅十字會本身已有透明度低、分配不均的劣評，而且當時香港口罩亦十分匱乏，賣口罩的地方都出現長長人龍，所以此舉遭到香港民眾非議。
2月7日，有網絡傳聞稱，一盒順豐貨物的紙盒上，寫有「香港警察捐贈口罩520個，520（我愛你）」，而下款為「海港sir」，票據上亦寫明「香港警察捐贈」，收件地址為武漢市江夏區第一人民醫院。有網民質疑是否有警員以警方名義贈送口罩到武漢，並懷疑是由懲教署工業組生產、主要供應政府部門的CSI口罩。後經確認是警員陳凱港（「海港sir」）所為，至於捐贈原因，他表示「疫情期間大家都缺口罩，但首先要保護勇敢逆行的醫護人員，只有保護了他們才能保護更多的人，因為能夠救治病患、控制疫情蔓延、研發對症藥品的人是他們」。警方對此表示，口罩是一名警員以個人身份購入的，而捐贈屬私人意願，警方已訓示該名警員，未經許可不得以警隊名義作出任何捐贈行為。
3月3日，中国大陆连锁培训机构学而思香港分校在脸书账号上发布一道带有“武汉肺炎”字样的数学题，随即引发争议。对此，香港学而思当天下午在官网首页发布致歉信，表示该题目“未规范引用病毒名称，且表达不够严肃”，校方第一时间下架相关内容。学而思北京总部同日决定辞退发表不当言论的香港分校员工，该校校长也被处以降级处分。
2020年7月設立國安公署時香港正爆發第三波2019冠狀病毒病疫情。日本共同社引述中國消息人士指，中央政府計劃派遣武警部隊以「觀察員」身份常駐香港，人數約200至300人。《立場新聞》引述時任民協副主席、深水埗區議會區議員何啟明的言論，他聲稱第三波疫情源頭來自從中國內地到港的國安人員及武警，「國安人員及武警是從疫情嚴峻的地方來港」，并要求國安人員來港先進行14日隔離檢疫。同時質疑衛生署是否掌握該批國安人員的健康狀況，例如體溫及病毒檢疫測試結果。不過，6-8月間中國大陸疫情一直趨於穩定，同期統計病例遠低於香港。但基於第599C章 《若干到港人士強制檢疫規例》，若來港的國安人員及武警，被认为屬於《規例》中「對政府事務運作屬必要」，因此可豁免14日隔离。
7月28日，行政會議成員葉國謙在香港電台節目《視點31》【疫情當前，選舉讓路?】討論環節中表示，7月1日市民遊行和民主派在7月15日及16日的初選是引爆香港第三波疫情的主因。同場的浸大政治及國際關係學系副教授陳家洛就批評葉的說法不夠科學、數據和責任，無視已有30多個碓診個案的中華輝煌會慶回歸群組及工聯會舉辦的大型飲食宴會。同日較早時間，食物及衞生局局長陳肇始於香港電台節目《千禧年代》改口稱，就疫情源頭或來自獲豁免檢疫者，專家已做了基因排序，已有「專家的實證」，定會嚴肅跟進。
10月15日，一名25歲印度領事館助理由印度新德里抵港，16日确诊。根據《外國地區到港人士強制檢疫規例》（第599E章），外國政府領事等人員可豁免檢疫；而根據衛生署規定，印度被列為高風險地區，所有从印度入境香港的人士都要在酒店檢疫14日。惟衞生署資料卻顯示他居於薄扶林花園6座，即代表他並未在酒店完成兩周檢疫。对此立法会議員葛珮帆就此事批评，认为政府應大力收緊或取消免檢疫措施，避免疫情再度惡化。10月19日，衛生防護中心證實該男子為駐港總領事館人員，惟並非屬於可獲豁免強制檢疫的級別。衛生署就檢疫安排有誤致歉，稱已提醒相關人員應謹慎處理豁免強制檢疫安排，避免同類情況再次出現。
11月9日，香港行政長官林鄭月娥下午前往澳門，出席翌日舉行的博鰲亞洲論壇國際科技與創新論壇首屆大會開幕式並致辭。有不少網民隨即在澳門日報貼文留言，質疑澳門政府曾稱無論任何人都不會豁免醫學觀察，就連大賽車車手來澳比賽都需要隔離，並稱商家弄VIP day 促銷活動，政府就要譴責市民，有官員來澳就不用隔離14天，使防疫制度形同虛設，網民紛紛要求林鄭月娥請先隔離14天。同時，林鄭月娥 回港後，亦沒有接受14天隔離。
2021年1月3日傍晚，衞生署及醫院管理局以減低病毒病傳播的風險為由，在1月4日開始，改為以視像會議軟件在網上舉行疫情記者會，記者只能以文字訊息提問，而如有重複問題，會以綜合回應的方式處理。多個傳媒工會及組織對政府突然改為視像簡報，並不設即場提問表示極度關注。包括香港記者協會、眾新聞工會、獨立評論人協會、明報職工協會、香港電台節目製作人員工會。他們擔心政府會篩選記者問題，不回答敏感的內容，同時扼殺記者追問對權利，更會影響公眾知情權，要求維持現行記者會安排。惟不足一天，衛生署宣布繼續舉辦實體記者會，改為政府總部地下演講廳舉行。食物及衛生局長陳肇始表示是衛生署及政府新聞處共同決定。而衛生署長陳漢儀承認自己有份決定，其後因外界意見而變回實體記者會。
2021年3月27日，全國政協副主席、前香港特首梁振英從北京乘飛機回港后在Facebook发文，称与他同機的一對北京夫婦問他“為什麼從廣東省以外的全國任何地方去香港都要隔離？”「香港不知道北京已經沒有疫情嗎？」梁振英沒提及他如何回覆，只寫道「我無言」。此前香港特区政府推出的“回港易”計劃，仅适用于回港前近14天在广东省和澳门停留的香港居民，透过“回港易”計劃回港的居民可豁免隔离检疫。如近14天有在中国内地广东省外其他地区停留的，仍要隔离检疫14天。直至2021年4月29日，“回港易”计划由广东省及澳门扩展至内地其他省市。
2021年5月22日，因广东省廣州市荔灣區近日出現當地個案，香港特區政府曾表示會將廣東省納入中風險地區，自23日起身處廣東省的香港居民不能透過「回港易」計劃返港。当晚7點15分，衞生署出稿確認張竹君說法；但到晚上10點29分，港府以「政府發言人」名義出稿，推翻衞生署的說法。政府发言人表示，目前广州市荔湾区龙津街锦龙汇鑫阁被调整为“中风险地区”，广东全省并未被列为“中风险地区”，“回港易”计划的安排会暂时维持不变。而梁振英在Facebook上回應事件，並提出「三不解」質疑港府做法，直言港府「用這個尺度，香港和內地通關無望」。5月24日，食物及卫生局副局长徐德义在立法会上，就港府短时间内改变广东省“回港易”安排造成的混乱，表示“不好意思”。
2021年8月12日，影星乘搭私人飞机由澳大利亚抵达香港进行拍摄工作。而她抵港后，没有入住指定检疫酒店，抵港两日后还被拍到在服装店购物，当地传媒质疑其可能违反香港检疫令。按照香港特区政府的检疫规定，澳大利亚被划为低风险区，如果已经接种两针疫苗，核酸检测呈阴性，则需在指定酒店集中隔离7天，未接种疫苗者则需要隔离14天。有专家担忧其行为可能造成防疫漏洞，多名立法会议员则质疑开“坏先例”造成不公。其后香港商务及经济发展局回复媒体查询时称，妮可·基德曼根据《外国地区到港人士强制检疫规例》（第599E章）获批准到港进行与指定专业工作相关的活动并享受检疫豁免；同时必须遵守指定防疫措施及其他条件。而官方回复并未平息民众愤怒，商务及经济发展局局长邱腾华回应称，涉及的电视剧在港取景，属大制作，豁免五名人员的检疫符合相关规定，但强调她们仍要符合多项防疫条件，不代表可以“周街走”，未发现他们有违反规定。
2022年9月末，香港逐渐放宽入境检疫要求，入境者仅需居家隔离三天。此后香港「人肉」市场复苏，有不少中国内地和泰国的性工作者受黑帮安排来香港卖淫。

## 外部連結
- 嚴重新型傳染性病原體呼吸系統病 - 衛生防護中心
- 新型冠狀病毒感染本地情況互動地圖（页面存档备份，存于） - 衞生防護中心
- 武漢肺炎民間資訊（页面存档备份，存于）
- 2019冠狀病毒病患者到過的地方（页面存档备份，存于）